# 쉐모트
쉐모트(히브리어: שְׁמוֹת, '이름들'; 파라샤의 두 번째이자 인시핏 단어)는 매년 유대교의 토라 읽기 주기에서 열세 번째 주간 토라 부분(פָּרָשָׁה, 파라샤)이며, 출애굽기의 첫 번째 부분이다. 이 부분은 출애굽기 1:1–6:1에 해당한다. 이 파라샤는 이스라엘 민족이 고대 이집트에서 고난을 겪는 이야기, 어린 모세의 은신과 구출, 미디안의 모세, 유대교의 신의 부르심을 받은 모세, 도중에 행해진 할례, 장로들을 만나는 일, 그리고 파라오 앞에 선 모세의 이야기를 다룬다.
이 파라샤는 히브리어 글자 6,762개, 히브리어 낱말 1,763개, 절 124개, 토라 두루마리의 215줄로 구성되어 있다. 유대인들은 일반적으로 12월 말이나 1월에 심핫 토라 이후 열세 번째 안식일에 이 부분을 읽는다.

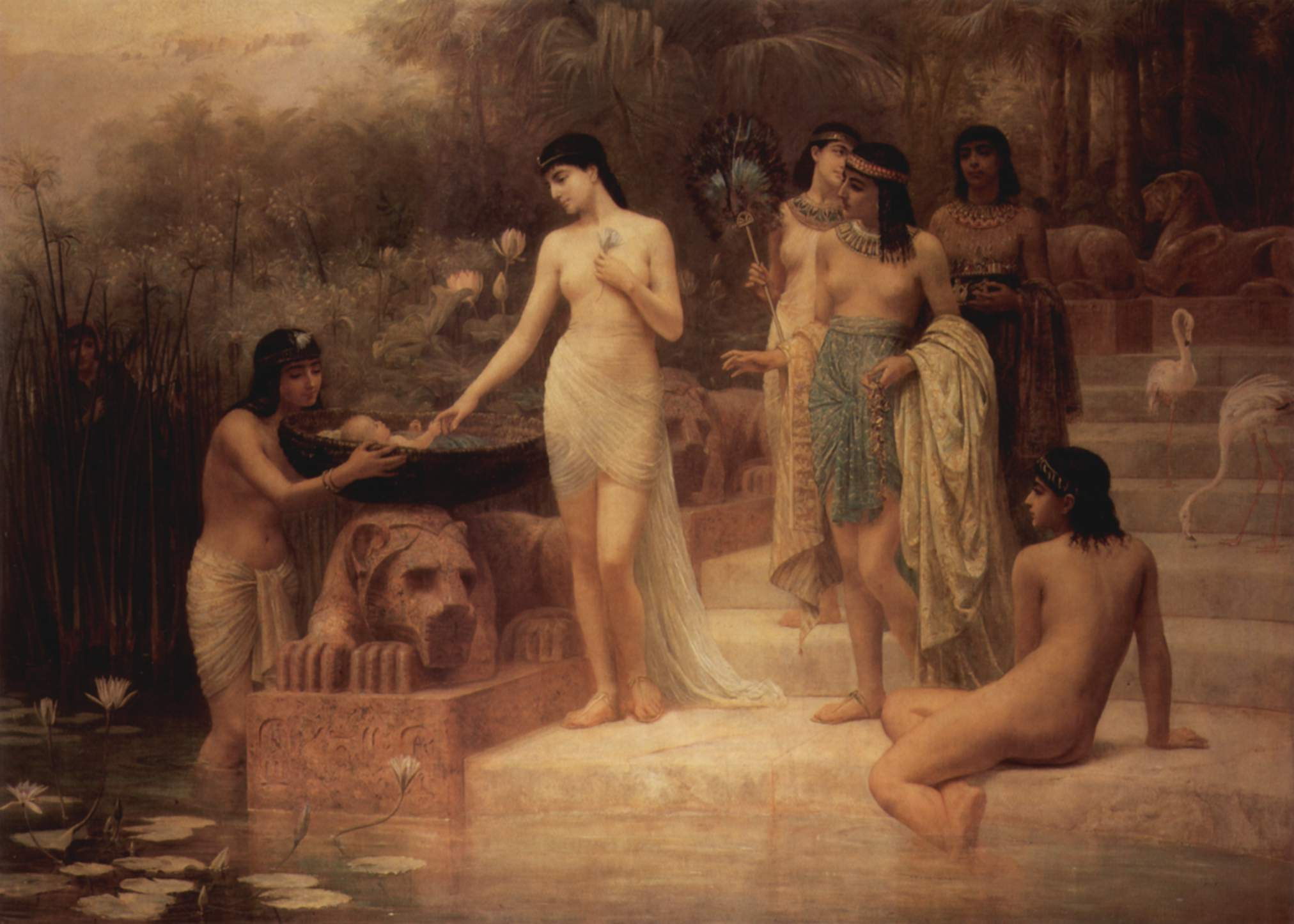
모세의 발견. 파라오의 딸이 나일강에서 모세를 발견하다 (1886년 에드윈 롱의 그림)

## 읽기
전통적인 안식일 토라 읽기에서 파라샤는 일곱 부분, 즉 עליות‎, 알리욧으로 나뉜다. 타나크(히브리어 성경)의 마소라 본문에서 파라샤 쉐모트는 여섯 개의 "열린 부분"(פתוחה‎, 페투하) 구분(단락과 대략 동등하며, 종종 히브리어 글자 פ‎(페)로 약칭됨)을 가진다. 파라샤 쉐모트는 열린 부분 구분 내에 "닫힌 부분"(סתומה‎, 세투마) 구분(히브리어 글자 ס‎(사메크)로 약칭됨)이라는 두 가지 추가 세분화를 가진다. 첫 번째 열린 부분은 첫 번째 읽기를 나눈다. 두 번째 열린 부분은 첫 번째 읽기의 나머지 부분과 두 번째 읽기의 일부를 포함한다. 세 번째 열린 부분은 두 번째 읽기의 나머지 부분과 세 번째 읽기의 일부를 포함한다. 네 번째 열린 부분은 세 번째 읽기의 나머지 부분과 네 번째 및 다섯 번째 읽기 전체를 포함한다. 다섯 번째 열린 부분은 여섯 번째 읽기를 나눈다. 그리고 여섯 번째 열린 부분은 여섯 번째 읽기의 나머지 부분과 일곱 번째 읽기 전체를 포함한다. 닫힌 부분 구분은 세 번째와 네 번째 읽기를 분리하고 일곱 번째 읽기를 마무리한다.

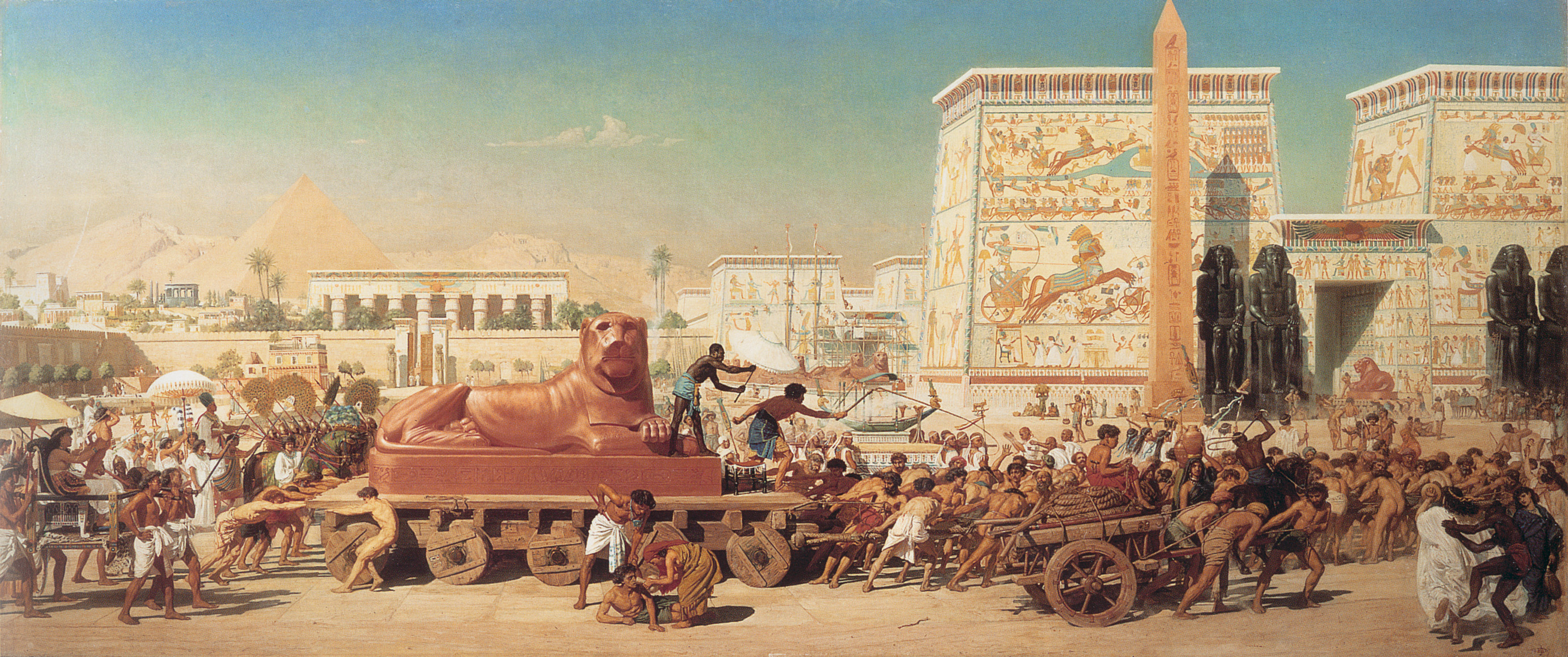
이집트의 이스라엘 (1867년 에드워드 포인터의 그림)

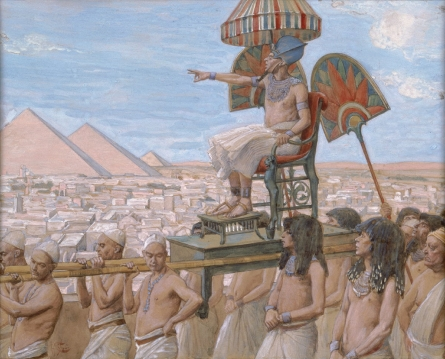
파라오가 유대인들의 중요성을 인식하다 (1896년–1902년 경 제임스 티소의 수채화)

### 첫 번째 읽기—출애굽기 1:1–17
첫 번째 읽기에서, 야곱의 자손 70명이 이집트로 내려왔고, 이스라엘 민족은 번성하여 땅을 가득 채웠다. 첫 번째 열린 부분은 여기서 끝난다.
요셉과 그의 모든 세대는 죽었고, 요셉을 알지 못하는 새로운 파라오가 이집트에 들어섰다. 그는 백성에게 이스라엘 민족이 너무 많아져 교활하게 대처해야 하며, 번성하여 전쟁 시 이집트의 적과 합세하는 일이 없도록 해야 한다고 말했다. 그래서 이집트인들은 이스라엘 민족에게 노역을 가하기 위해 작업 감독관들을 두었고—이스라엘 민족은 파라오를 위해 피톰과 람세스의 저장 도시들을 건설했다—그러나 이집트인들이 그들을 더 괴롭힐수록 그들은 더욱 번성했다. 이집트인들은 벽돌과 회반죽, 그리고 밭에서의 고된 노동으로 이스라엘 민족의 삶을 괴롭혔다. 파라오는 히브리인 유모들인 십브라와 브아에게 히브리 여자들의 출산을 도울 때 남자아이들은 죽이고 여자아이들은 살려두라고 명령했다. 그러나 유모들은 하나님을 두려워하여 파라오의 명령에 불복종하고 남자아이들을 살려두었다. 첫 번째 읽기는 여기서 끝난다.

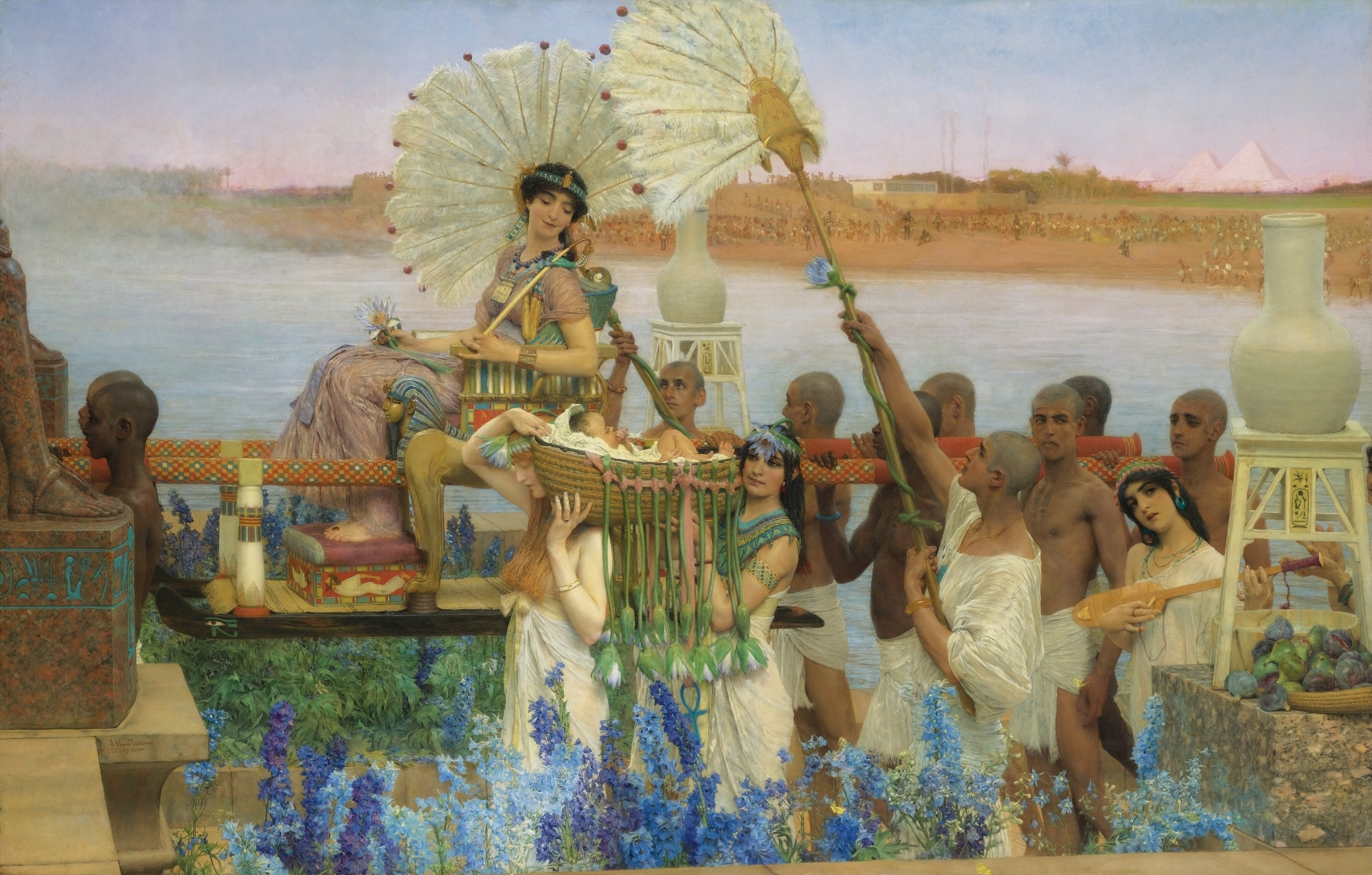
모세의 발견 (1904년 로런스 알마타데마의 그림)

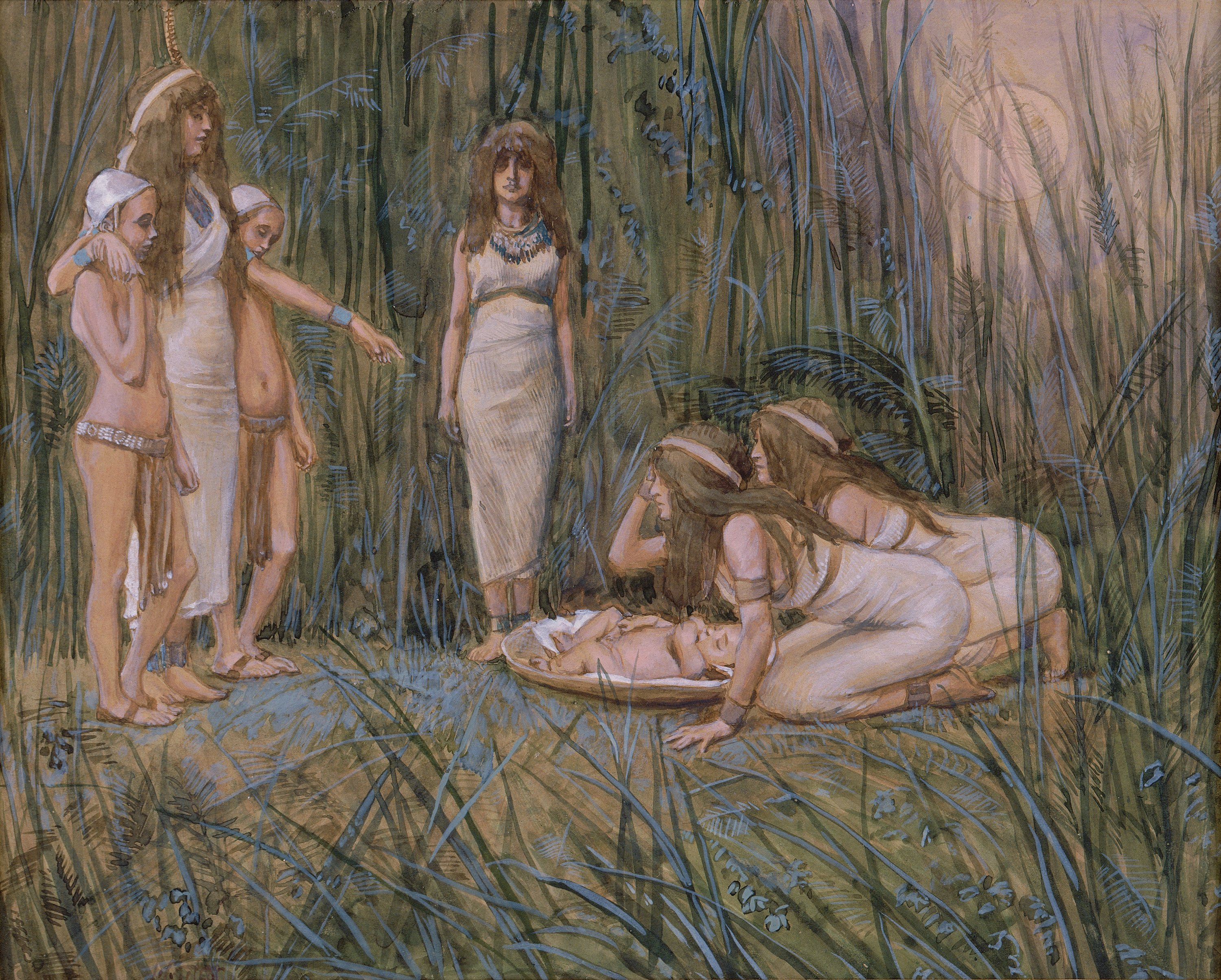
파라오의 딸이 모세의 어머니를 영접하다 (1896년–1902년 경 제임스 티소의 수채화)

### 두 번째 읽기—출애굽기 1:18–2:10
두 번째 읽기에서, 파라오는 유모들에게 왜 남자아이들을 살려두었는지 물었고, 유모들은 파라오에게 히브리 여자들이 이집트 여자들보다 더 강하여 유모가 도착하기도 전에 출산한다고 대답했다. 하나님은 유모들이 하나님을 두려워했기 때문에 그들을 축복하여 가정을 이루게 하셨다. 이스라엘 민족은 계속 번성했고, 파라오는 모든 백성에게 새로 태어난 남자아이들은 강에 던져 넣고 여자아이들만 살려두라고 명령했다. 두 번째 열린 부분은 1장 끝에서 여기서 끝난다.
2장이 계속되는 동안, 한 레위인 부부가 남자아이를 낳았고, 여인은 그를 석 달 동안 숨겼다. 더 이상 숨길 수 없게 되자, 그녀는 갈대 상자를 만들어 진흙과 역청을 바르고 아이를 그 안에 넣어 강가에 두었다. 아이의 누이가 지켜보는 동안, 파라오의 딸이 강에 목욕하러 왔다가 상자를 보고 시녀를 보내어 가져오게 했다. 그녀가 상자를 열고 우는 아이를 보고 불쌍히 여겼으며, 그 아이가 히브리 아이 중 하나임을 알아보았다. 아이의 누이가 파라오의 딸에게 히브리 여인들 중에서 유모를 불러야 할지 물었고, 파라오의 딸은 동의했다. 그 소녀는 아이의 어머니를 불렀고, 파라오의 딸은 그녀를 고용하여 아이를 길러주게 했다. 아이가 자라자, 어머니는 아이를 파라오의 딸에게 데려갔고, 그녀는 아이를 아들로 입양하고, 물에서 건져냈다고 하여 모세라고 불렀다. 두 번째 읽기는 여기서 끝난다.

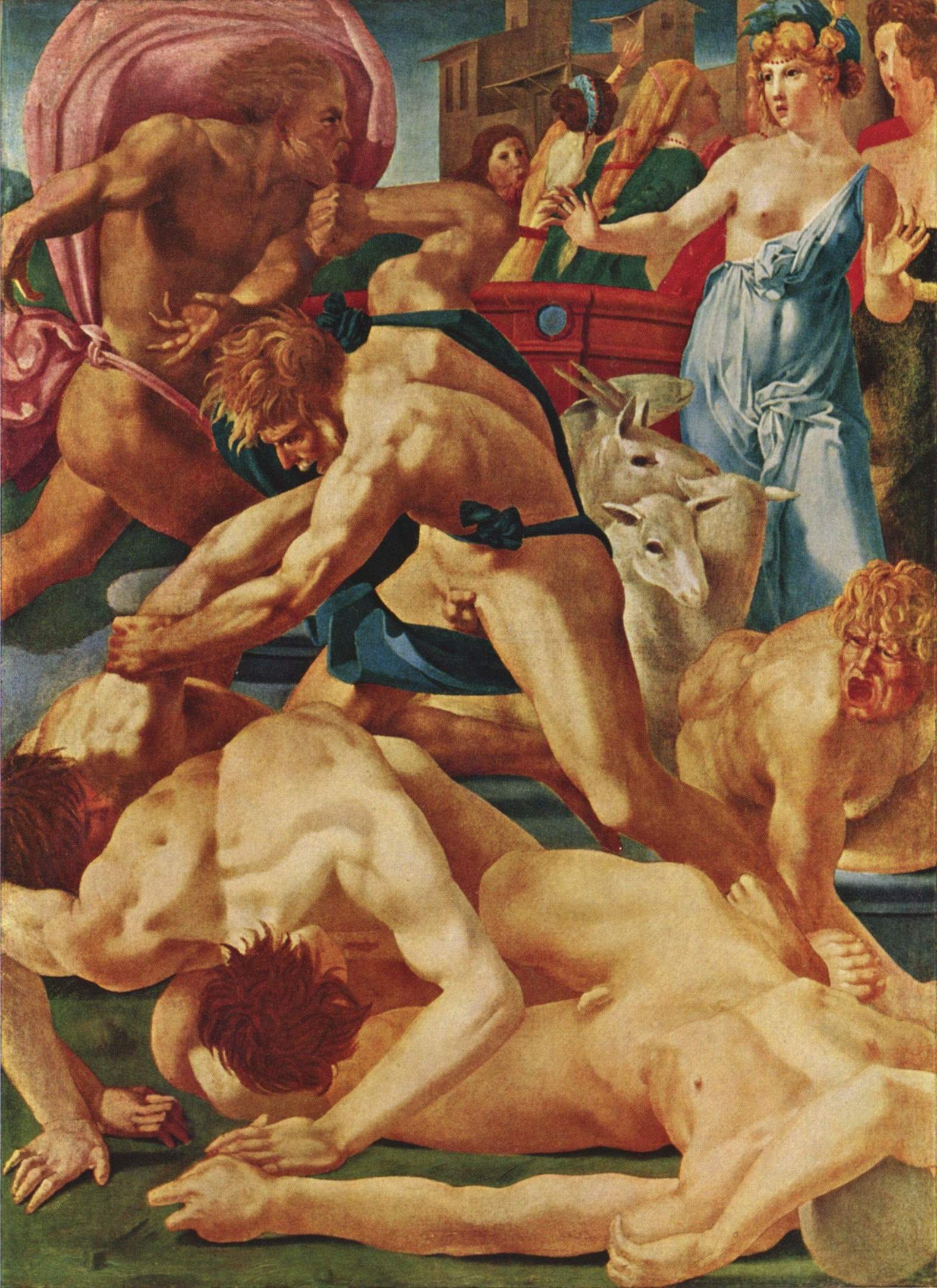
이드로의 딸들을 돕는 모세 (1523년경 로소 피오렌티노의 그림)

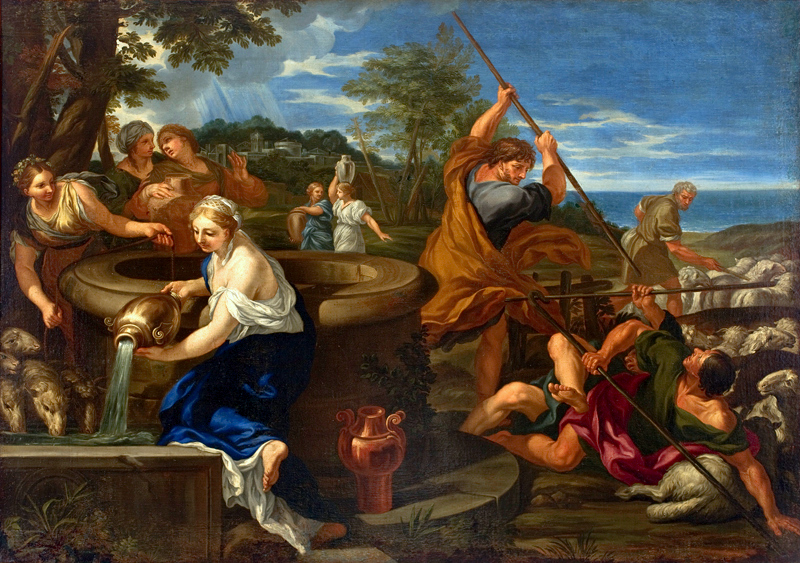
모세와 이드로의 딸들 (1660년–1689년 경 치로 페리의 그림)

### 세 번째 읽기—출애굽기 2:11–25
세 번째 읽기에서, 모세가 자라서 자기 백성에게 가서 그들의 고통을 보았다. 그는 한 이집트인이 히브리인을 때리는 것을 보았고, 이리저리 둘러보아 아무도 없음을 확인한 후 이집트인을 쳐 죽이고 모래 속에 숨겼다. 다음날 나가보니 두 히브리인 남자가 싸우고 있었고, 그는 잘못한 자에게 왜 동료를 때리냐고 물었다. 그 남자가 모세에게 누가 너를 우리의 왕으로 삼았냐고 물으며, 이집트인을 죽인 것처럼 자신도 죽이려 하느냐고 말하자, 모세는 자신의 행동이 알려졌음을 깨달았다. 파라오가 이 소식을 듣고 모세를 죽이려 했지만, 모세는 미디안으로 도망쳐 우물가에 앉았다. 미디안 제사장의 일곱 딸이 아버지의 양 떼에게 물을 먹이러 왔지만, 목자들이 그들을 쫓아냈다. 모세가 일어나 딸들을 돕고 그들의 양 떼에게 물을 먹였다. 그들이 아버지 르우엘에게 돌아오자, 아버지는 왜 그렇게 일찍 돌아왔는지 물었고, 딸들은 이집트 사람이 목자들에게서 자신들을 구해 주었을 뿐만 아니라 양 떼에게 물도 길어 주었다고 설명했다. 르우엘은 딸들에게 왜 그 남자를 그곳에 두고 왔냐고 물으며, 그를 불러 식사를 함께 하자고 말했다. 모세는 그 남자와 함께 사는 것을 좋아했고, 르우엘은 모세에게 딸 십보라를 아내로 주었다. 모세와 십보라는 남자아이를 낳았는데, 모세는 그 아이를 게르솜이라고 불렀다. 자신이 낯선 땅에서 나그네가 되었다고 말하며. 세 번째 열린 부분은 여기서 끝난다.
읽기가 계속되는 동안, 파라오가 죽었고, 이스라엘 민족은 노예 생활에 신음하며 하나님께 부르짖었다. 하나님은 그들의 부르짖음을 들으시고 아브라함, 이사악, 야곱과 맺은 언약을 기억하셨다. 세 번째 읽기와 닫힌 부분은 2장 끝에서 여기서 끝난다.

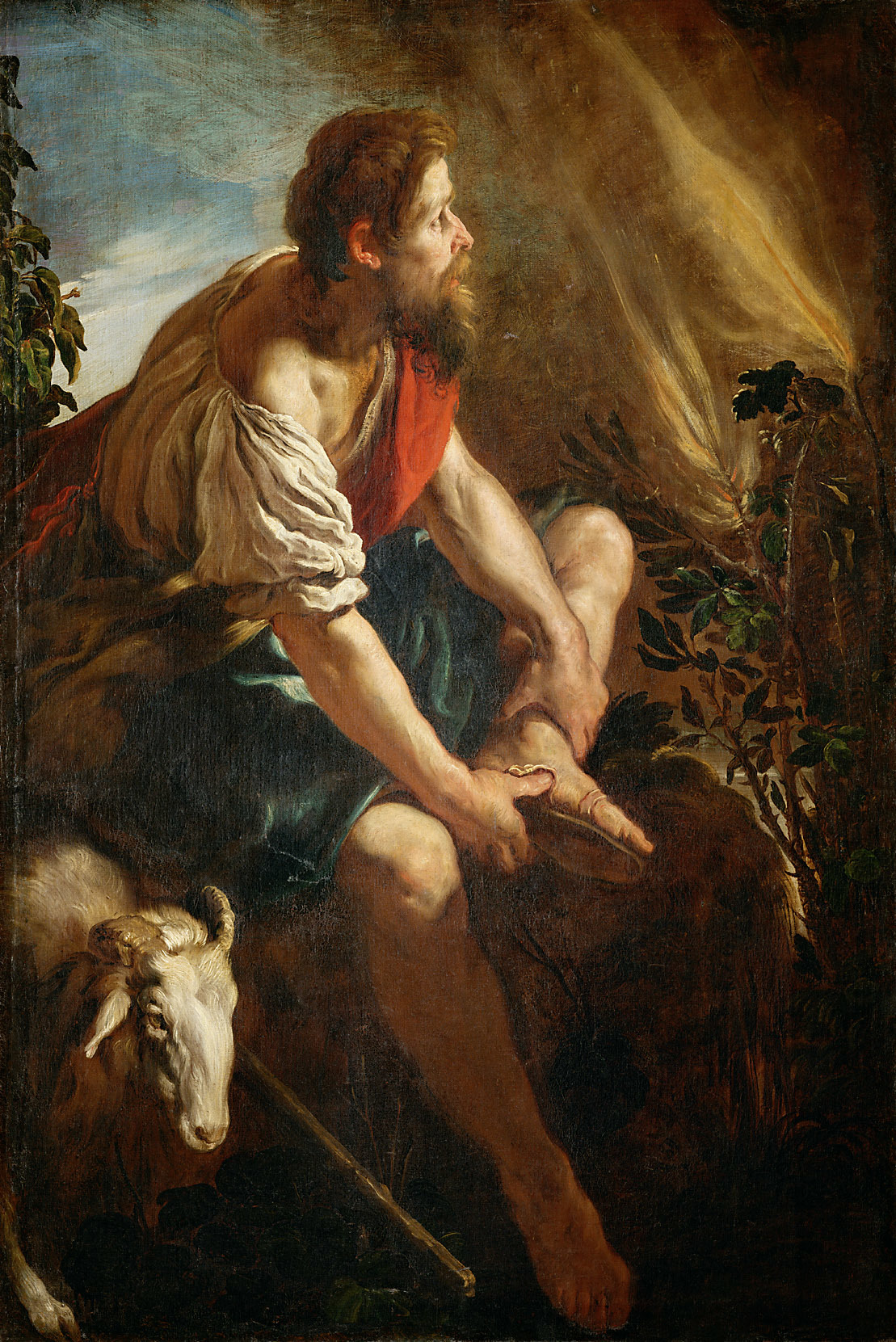
불타는 떨기나무의 모세 (1615년–1617년 경 도메니코 페티의 그림)

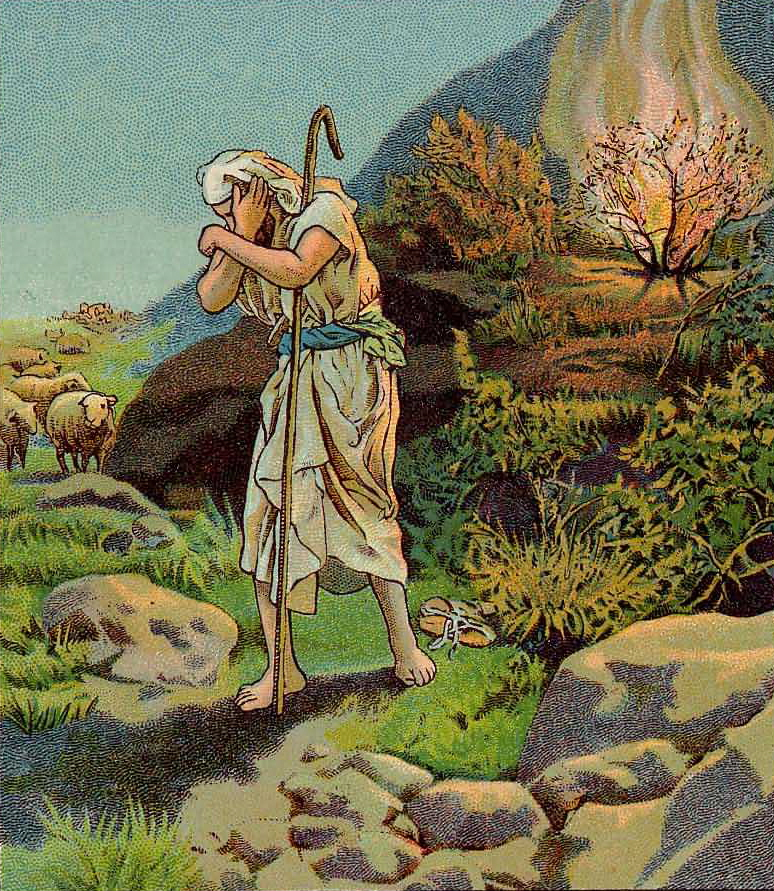
모세의 부름 (프로비던스 석판화 회사에서 1900년에 발행한 성경 카드 삽화)

### 네 번째 읽기—출애굽기 3:1–15
네 번째 읽기인 3장에서, 모세가 장인 이드로의 양 떼를 하나님의 산 호렙(시내산의 다른 이름)에서 돌보고 있을 때, 하나님의 천사가 불타지만 타들어가지 않는 떨기나무 한가운데 불꽃으로 그에게 나타났다. 하나님이 떨기나무에서 모세를 부르셨고, 모세는 "제가 여기 있습니다"라고 대답했다. 하나님이 모세에게 가까이 오지 말라 하시며, 서 있는 곳이 거룩한 땅이니 신발을 벗으라고 명령하셨다. 하나님은 자신을 아브라함, 이사악, 야곱의 하나님으로 밝히시고, 이스라엘 민족의 고통을 보았고 그들의 부르짖음을 들었으며, 그들을 이집트에서 젖과 꿀이 흐르는 가나안 땅으로 인도할 것을 약속하셨다. 하나님이 모세에게 그를 파라오에게 보내 이스라엘 민족을 이집트에서 데리고 나오게 할 것이라고 말씀하셨으나, 모세는 자신이 누구인데 그렇게 해야 하냐고 물었다. 하나님은 모세에게 하나님이 그와 함께할 것이며, 그들을 이집트에서 데리고 나온 후에 모세가 그 산에서 하나님을 섬길 것이라고 말씀하셨다. 모세는 하나님께 자신이 이스라엘 민족에게 자신을 보낸 분이 누구라고 말해야 하냐고 물었고, 하나님은 "나는 스스로 있는 자"(אֶהְיֶה אֲשֶׁר אֶהְיֶה‎, 에흐예-아셰르-에흐예)라고 말씀하시며, 모세에게 "나는 스스로 있는 자"(אֶהְיֶה‎, 에흐예)가 그를 보냈다고 이스라엘 민족에게 말하라고 명령하셨다. 하나님은 모세에게 이스라엘 민족에게 주님(יְהוָה‎, YHWH), 그들의 조상의 하나님, 아브라함, 이사악, 야곱의 하나님이 그를 보냈으며, 이것이 영원히 하나님의 이름이 될 것이라고 말하라고 명령하셨다. 네 번째 읽기는 여기서 끝난다.

### 다섯 번째 읽기—출애굽기 3:16–4:17
다섯 번째 읽기에서, 하나님은 모세에게 이스라엘 장로들에게 하나님이 약속하신 것을 말하도록 지시하셨고, 그들이 모세의 말을 듣고 그와 함께 파라오에게 가서 하나님이 그들을 만났다고 말하고, 파라오에게 그들이 사흘 길을 황무지로 가서 하나님께 제사를 드릴 수 있도록 허락해달라고 요청할 것이라고 예언하셨다. 하나님은 파라오가 강한 손에 의해 강요받지 않는 한 그들을 보내주지 않을 것을 아셨으므로, 하나님은 이집트를 기적으로 치실 것이고, 그러면 파라오가 그들을 보내줄 것이라고 하셨다. 하나님은 이집트인들이 이스라엘 민족을 호의적으로 보게 하실 것이므로, 이스라엘 민족이 빈손으로 떠나지 않을 것이며, 모든 여인이 이웃에게 보석과 옷을 요구하여 이스라엘 민족이 이집트인들의 것을 벗겨낼 것이라고 하셨다. 모세는 그들이 자신을 믿지 않을 것이라고 예언했으므로, 하나님은 그에게 지팡이를 땅에 던지라고 말씀하셨고, 그것은 뱀이 되었고, 모세는 그것으로부터 도망쳤다. 하나님은 모세에게 꼬리를 잡으라고 말씀하셨고, 그는 그렇게 하자 다시 지팡이가 되었다. 하나님은 이것이 그들이 하나님이 모세에게 나타나셨음을 믿게 하기 위함이라고 설명하셨다. 그 후 하나님은 모세에게 손을 품에 넣으라고 말씀하셨고, 그는 그렇게 했으며, 손을 꺼내자 그의 손은 눈처럼 흰 나병에 걸려 있었다. 하나님은 그에게 손을 다시 품에 넣으라고 말씀하셨고, 그는 그렇게 했으며, 손을 꺼내자 정상으로 돌아와 있었다. 하나님은 그들이 첫 번째 표적을 heed하지 않으면 두 번째 표적을 믿을 것이며, 이 두 표적을 믿지 않으면 모세는 강에서 물을 가져다가 땅에 부어야 하며, 물이 피로 변할 것이라고 예언하셨다. 모세는 자신이 말주변이 없고 느리다고 항변했지만, 하나님은 그에게 누가 사람의 입을 만들었냐고 물으시며, 모세가 가야 하며 하나님이 그에게 무엇을 말해야 할지 가르칠 것이라고 말씀하셨다. 모세는 하나님께 다른 사람을 보내달라고 간청했고, 하나님은 모세에게 노하셨다. 하나님은 모세의 말 잘하는 형 아론이 그를 만나러 올 것이며, 모세가 그들에게 하나님이 가르칠 말씀을 전하고, 아론은 모세의 대변인이 될 것이며, 모세는 아론에게 하나님처럼 될 것이라고 말씀하셨다. 그리고 하나님은 모세에게 표적을 행하기 위해 지팡이를 가지고 가라고 말씀하셨다. 다섯 번째 읽기와 네 번째 열린 부분은 여기서 끝난다.

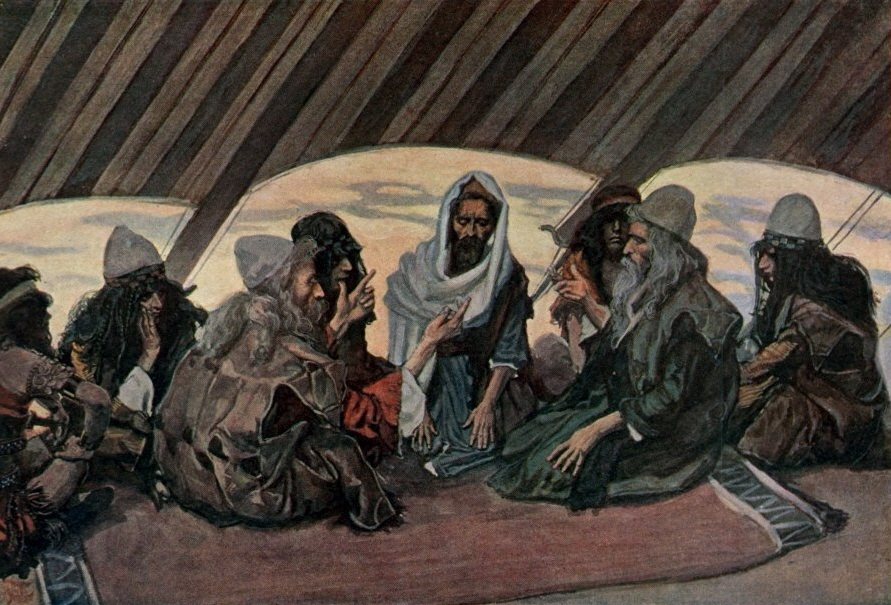
이드로와 모세 (1896년–1902년 경 제임스 티소의 수채화)

### 여섯 번째 읽기—출애굽기 4:18–31
여섯 번째 읽기에서 모세는 이드로에게 돌아가 이집트로 돌아가게 해달라고 요청했고, 이드로는 평안히 가라고 말했다. 하나님은 모세에게 그를 죽이려던 모든 사람들이 죽었으니 돌아갈 수 있다고 말씀하셨다. 모세는 아내와 아들들과 하나님의 지팡이를 가지고 이집트로 돌아갔다. 하나님은 모세에게 하나님이 그의 손에 두신 모든 기적을 파라오에게 반드시 행하도록 하셨지만, 하나님은 파라오의 마음을 완고하게 하여 백성을 보내주지 않을 것이라고 하셨다. 그리고 모세는 파라오에게 이스라엘이 하나님의 맏아들이니, 파라오가 하나님의 아들을 보내 하나님을 섬기게 해야 하며, 만약 그가 거부하면 하나님이 파라오의 맏아들을 죽일 것이라고 말해야 했다. 도중에 숙소에서 하나님은 모세를 죽이려 하셨다. 그때 십보라가 부싯돌을 가져다 자기 아들의 포피를 베고 그것을 모세의 발에 대며 자신에게 피의 신랑이라고 말하자, 하나님이 그를 내버려 두셨다. 다섯 번째 열린 부분은 여기서 끝난다.

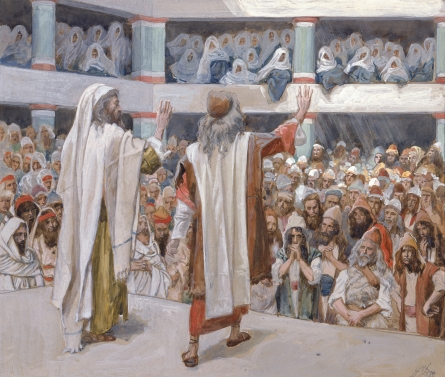
모세와 아론이 백성에게 말하다 (1896년–1902년 경 제임스 티소의 수채화)

읽기가 계속되는 동안, 하나님은 아론에게 황무지로 가서 모세를 만나라고 말씀하셨고, 아론은 가서 하나님의 산에서 모세를 만나 입을 맞추었다. 모세는 하나님이 말씀하신 모든 것을 아론에게 말했고, 그들은 이스라엘 장로들을 모았으며, 아론은 하나님이 말씀하신 것을 그들에게 말하고 표적들을 행했다. 백성은 믿었고, 하나님이 그들을 기억하시고 그들의 고통을 보셨다는 말을 듣고 머리를 숙여 경배했다. 여섯 번째 읽기는 4장 끝에서 여기서 끝난다.

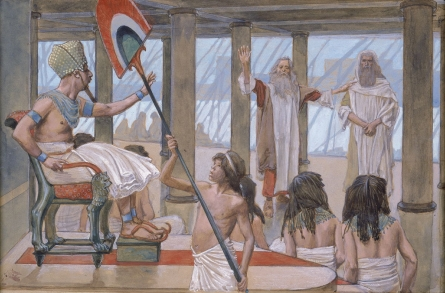
모세가 파라오에게 말하다 (1896년–1902년 경 제임스 티소의 수채화)

### 일곱 번째 읽기—출애굽기 5:1–6:1
일곱 번째 읽기인 5장에서, 모세와 아론은 파라오에게 하나님이 자신의 백성을 보내 황무지에서 하나님께 잔치를 열게 하라고 말씀하셨으나, 파라오는 이스라엘을 보내야 할 하나님이 누구냐고 물었다. 그들은 하나님이 자신들을 만나셨으며, 파라오에게 사흘 길을 황무지로 가서 하나님께 제사드리게 해달라고 요청했고, 그렇지 않으면 하나님이 역병이나 칼로 그들을 덮치실 것이라고 말했다. 파라오는 그들에게 왜 백성들이 일에서 쉬게 하냐고 물으며, 감독관들에게 그들에게 더 많은 일을 시키고 더 이상 벽돌을 만들 짚을 주지 말고, 스스로 짚을 모아 같은 양의 벽돌을 만들게 하라고 명령했다.

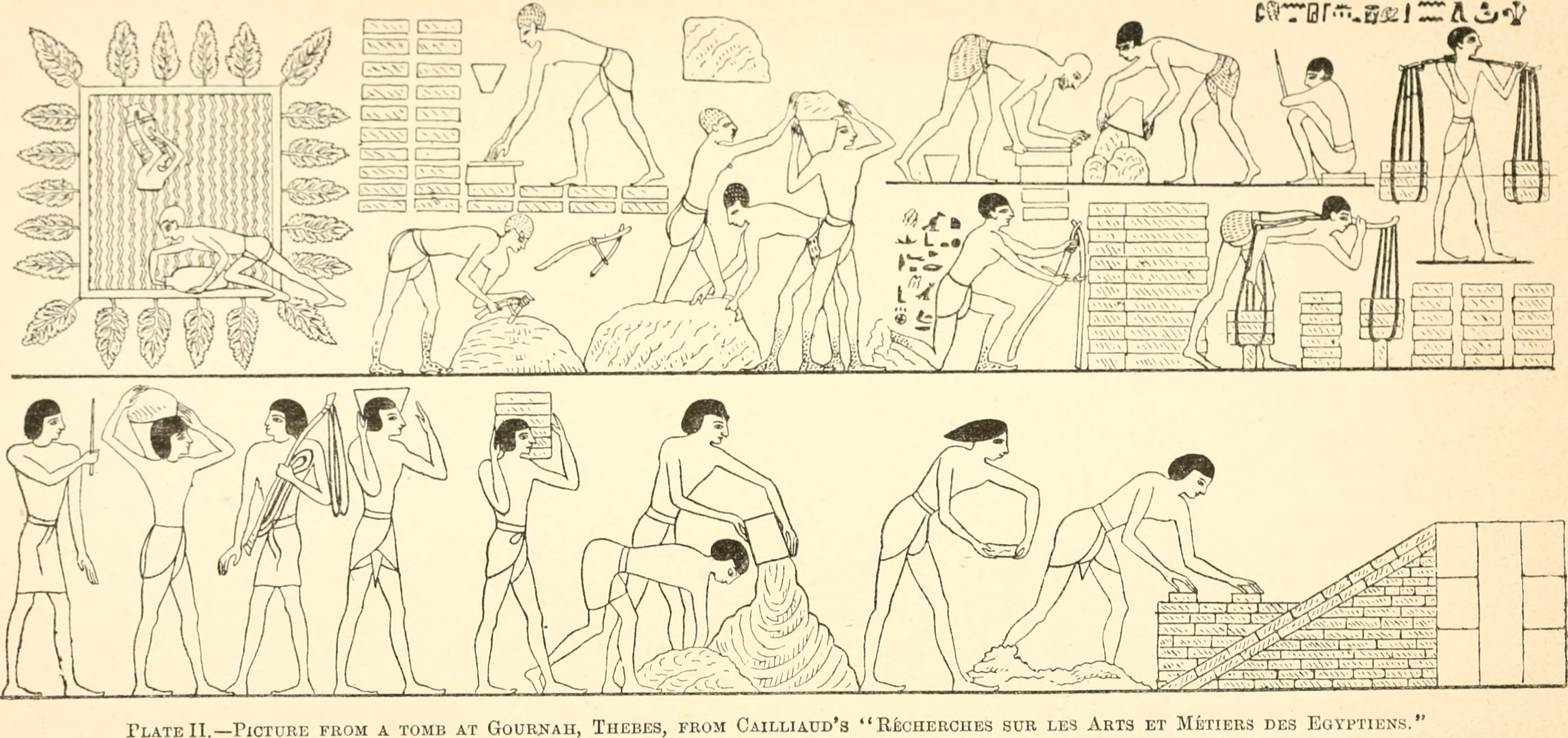
고대 이집트의 벽돌 제조 (1881년 토마스 로더 브런턴의 책 "성경과 과학"에서 레크미레의 무덤 삽화 이후)

백성은 짚을 모으기 위해 흩어졌고, 감독관들은 이스라엘 장교들을 때리며 왜 이전처럼 벽돌 생산 할당량을 채우지 못했냐고 물었다. 이스라엘인들은 파라오에게 울부짖으며 왜 자신의 종들을 그렇게 가혹하게 대하냐고 물었지만, 그는 하나님께 가서 제사드릴 시간을 요구한다면 그들이 게으른 것이라고 말했다. 그래서 장교들은 파라오를 만나고 돌아오는 모세와 아론을 만나 이스라엘인들이 파라오와 그의 종들에게 혐오감을 느끼게 하고 백성을 죽일 무기를 주었다고 비난했다.
파라샤를 마무리하는 마프티르(מפטיר‎) 읽기에서, 모세는 하나님께 왜 백성들을 그렇게 나쁘게 대하시고 자신을 보내셨냐고 물었다. 자신이 하나님의 이름으로 파라오에게 간 이후로 그는 백성들을 나쁘게 대했고, 하나님은 백성들을 구원하지 않으셨기 때문이었다. 그러자 하나님은 모세에게 이제 하나님이 파라오에게 무엇을 할지 보게 될 것이며, 강한 손으로 그가 백성들을 가게 할 것이고, 강한 손으로 그들을 그의 땅에서 쫓아낼 것이라고 말씀하셨다. 일곱 번째 읽기, 닫힌 부분, 그리고 파라샤는 여기서 끝난다.

### 3년 주기 읽기
3년 주기 토라 읽기에 따라 토라를 읽는 유대인들은 다음 일정에 따라 파라샤를 읽는다.

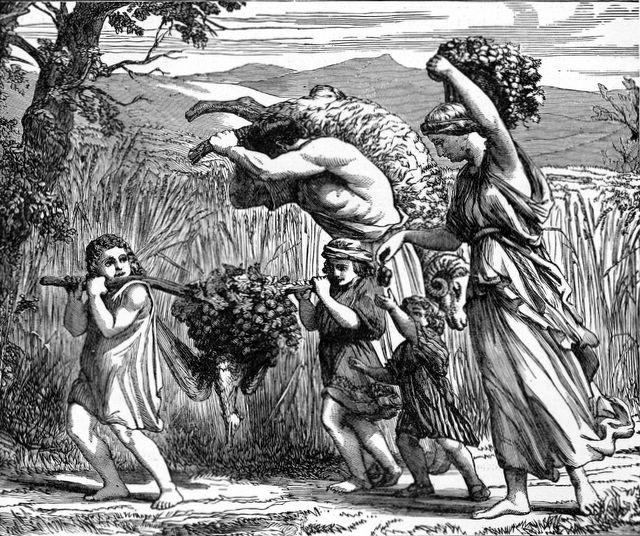
젖과 꿀이 흐르는 땅 (헨리 대븐포트 노스럽의 1894년 "성경의 보물" 삽화)

|        | 1년차                                    | 2년차                                     | 3년차                                    |
|        | 2023년 1월, 2026년 1월, 2029년 1월 . . . | 2024년 1월, 2027년 1월, 2029년 12월 . . . | 2025년 1월, 2028년 1월, 2031년 1월 . . . |
| 읽기   | 1:1–2:25                                 | 3:1–4:17                                  | 4:18–6:1                                 |
| ------ | ---------------------------------------- | ----------------------------------------- | ---------------------------------------- |
| 1      | 1:1–7                                    | 3:1–6                                     | 4:18–20                                  |
| 2      | 1:8–12                                   | 3:7–10                                    | 4:21–26                                  |
| 3      | 1:13–17                                  | 3:11–15                                   | 4:27–31                                  |
| 4      | 1:18–22                                  | 3:16–22                                   | 5:1–5                                    |
| 5      | 2:1–10                                   | 4:1–5                                     | 5:6–9                                    |
| 6      | 2:11–15                                  | 4:6–9                                     | 5:10–14                                  |
| 7      | 2:16–25                                  | 4:10–17                                   | 5:15–6:1                                 |
| Maftir | 2:23–25                                  | 4:14–17                                   | 5:22–6:1                                 |

## 고대 문헌과의 유사점
이 파라샤는 다음 고대 문헌들과 유사점을 가진다:

### 출애굽기 3장
출애굽기 3:8과 17, 13:5, 33:3, 레위기 20:24, 민수기 13:27과 14:8, 그리고 신명기 6:3, 11:9, 26:9와 15, 27:3, 31:20은 이스라엘 땅을 "젖과 꿀이 흐르는 땅"으로 묘사한다. 이와 유사하게, 중이집트 시대(기원전 2천년대 초)의 시누헤 이야기에서는 이스라엘 땅, 즉 이집트 이야기에서 야아라고 불리는 땅을 다음과 같이 묘사한다: "야아라고 불리는 좋은 땅이었다. 그곳에는 무화과와 포도가 있었다. 물보다 포도주가 더 많았다. 꿀은 풍부했고 기름은 많았다. 모든 종류의 과일이 나무에 열렸다. 보리와 이집트 밀이 있었고, 모든 종류의 가축은 끝이 없었다."

## 성경 내적 해석
이 파라샤는 다음 성경 본문들과 유사하거나 논의된다:

### 출애굽기 1장
이스라엘 민족이 번성하고 크게 불어났다는 출애굽기 1:7의 보고는 창세기 47:27을 반영한다.

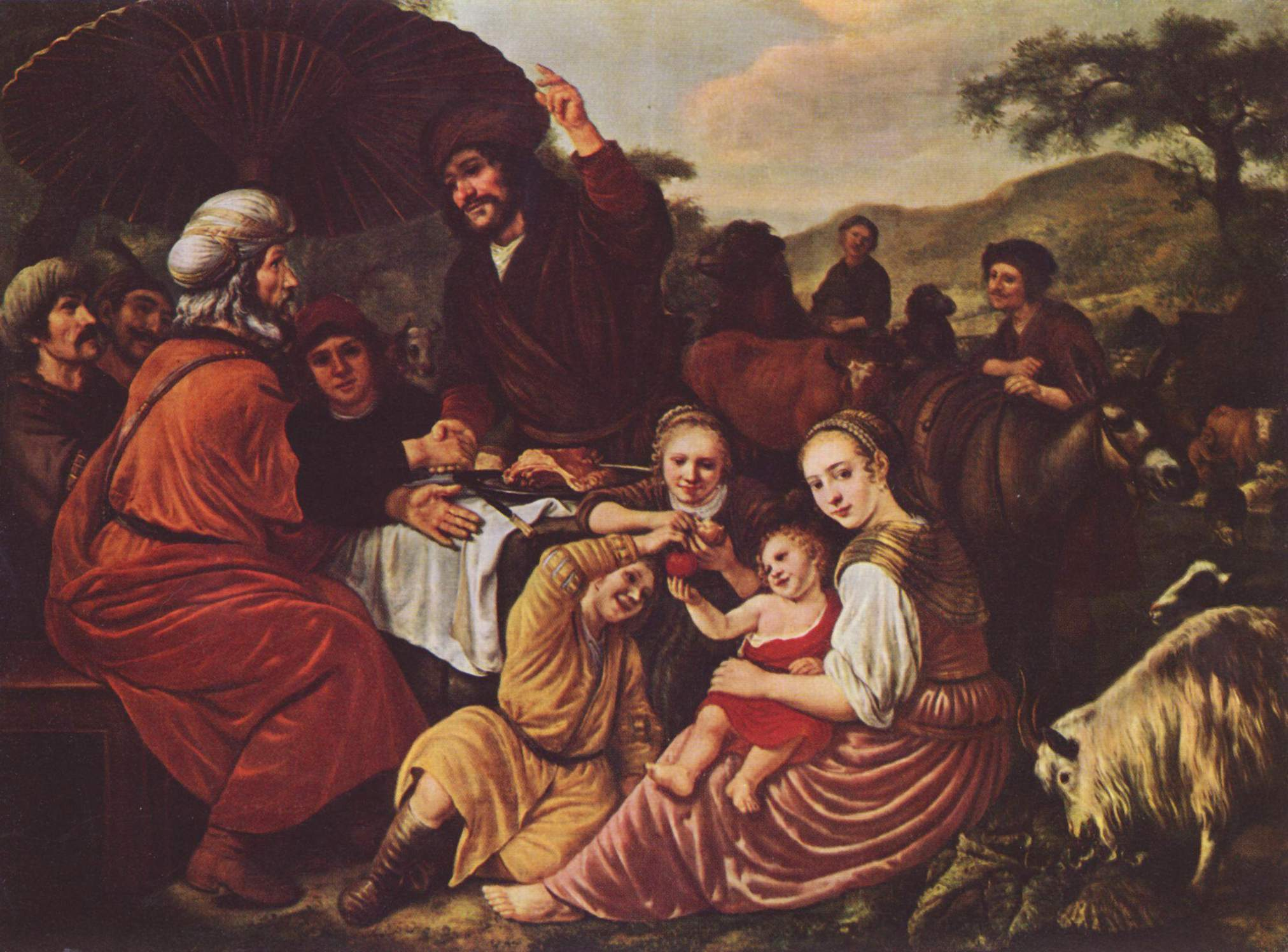
모세와 이드로 (1635년경 얀 빅토르의 그림)

### 출애굽기 2장
출애굽기 2:15-21에서 우물가에서 모세와 십보라가 만나는 이야기는 토라에서 결혼으로 이어지는 우물가 만남 중 세 번째이다. 동일한 유형적 장면에는 창세기 24:11-27에서 아브라함의 종이(이사악을 대신하여) 우물가에서 리브가를 만나는 이야기와 창세기 29:1-12에서 야곱이 우물가에서 라헬을 만나는 이야기가 있다. 각 이야기는 (1) 먼 땅으로의 여행, (2) 우물가에서의 정차, (3) 물을 길으러 우물가로 오는 젊은 여인, (4) 영웅적인 물 긷기, (5) 젊은 여인이 집으로 돌아가 가족에게 보고하는 것, (6) 방문객이 가족에게 데려와지는 것, (7) 그리고 이어진 결혼을 포함한다.
로버트 윌슨은 출애굽기 2:23과 3:7-9에서 이스라엘을 이집트에서 구원하신 하나님의 보고에 사용된 언어가 사무엘기상 9:16에서 사울의 승천을 보고하는 언어에 반영된다고 언급했다.
출애굽기 2:24과 6:5-6에서 하나님은 아브라함, 이사악, 야곱과 맺은 언약을 기억하시고 이스라엘 민족을 이집트 속박에서 구원하셨다. 이와 유사하게, 창세기 8:1에서 하나님은 노아를 기억하시고 홍수에서 그를 구원하셨다. 창세기 9:15-16에서 하나님은 다시는 홍수로 땅을 멸하지 않겠다는 언약을 기억하시겠다고 약속하셨다. 창세기 19:29에서 하나님은 아브라함을 기억하시고 롯을 소돔과 고모라의 파괴에서 구원하셨다. 창세기 30:22에서 하나님은 라헬을 기억하시고 그녀를 불임에서 구원하셨다. 출애굽기 32:13과 신명기 9:27에서 모세는 금송아지 사건 이후 하나님의 진노에서 이스라엘 민족을 구원하시기 위해 아브라함, 이사악, 야곱과 맺은 언약을 기억하시라고 하나님께 간청했다. 레위기 26:42-45에서 하나님은 야곱, 이사악, 아브라함과 맺은 언약을 "기억"하시고 이스라엘 민족과 이스라엘 땅을 구원하시겠다고 약속하신다. 민수기 10:9에서 이스라엘 민족은 나팔을 불어 기억되고 적들로부터 구원받아야 했다. 판관기 16:28에서 삼손은 블레셋인들로부터 자신을 구원하시라고 하나님께 간청했다. 한나는 사무엘기상 1:11에서 자신을 기억하시고 불임에서 구원하시라고 하나님께 기도했고, 사무엘기상 1:19에서 하나님은 한나의 기도를 기억하시고 그녀를 불임에서 구원하셨다. 열왕기하 20:3과 이사야서 38:3에서 히즈키야는 히즈키야의 충실함을 기억하시고 그를 질병에서 구원하시라고 하나님께 간청했다. 예레미야서 14:21에서 예레미야는 이스라엘 민족과 맺은 언약을 기억하시고 그들을 정죄하지 마시라고 하나님께 간청했다. 예레미야서 15:15에서 예레미야는 하나님께 자신을 기억하시고 자신을 생각하시며, 자신을 박해하는 자들에게 복수해 달라고 간청했다. 에제키엘서 16:60에서 하나님은 이스라엘 민족과 맺은 언약을 기억하시고 영원한 언약을 세우시겠다고 약속하신다. 시편 9:13에서 하나님은 시온에서 겸손한 자들의 부르짖음을 기억하시고 그들에게 복수하신다. 시편 25:6에서 다윗은 하나님의 연민과 자비를 기억하시라고 하나님께 간청했다. 아삽은 시편 74:2에서 하나님의 회중을 기억하시고 적들로부터 구원하시라고 하나님께 간청했다. 시편 78:39에서 하나님은 이스라엘 민족이 단지 인간임을 기억하셨다. 에단 에즈라 사람은 시편 89:48에서 에단의 삶이 얼마나 짧았는지를 기억하시라고 하나님께 간청했다. 시편 103:14에서 하나님은 인간이 단지 흙임을 기억하신다. 시편 105:8-10에서 하나님은 아브라함, 이사악, 야곱과 맺은 언약을 기억하신다. 시편 105:42-44에서 하나님은 아브라함에게 주신 말씀을 기억하시고 이스라엘 민족을 이스라엘 땅으로 구원하신다. 시편 기자는 시편 106:4-5에서 하나님의 백성을 은총으로 대하시고, 하나님의 구원에서 자신을 생각하시며, 하나님의 백성의 번영을 볼 수 있게 해달라고 하나님께 간청한다. 시편 106:4-5에서 하나님은 하나님의 언약을 기억하시고 하나님의 자비에 따라 회개하시어 이스라엘 민족의 반역과 불법 속에서 그들을 구원하셨다. 시편 기자는 시편 119:49에서 희망을 주시기 위해 하나님의 종에게 주신 말씀을 기억하시라고 하나님께 간청한다. 시편 136:23-24에서 하나님은 비천한 우리를 기억하시고 우리를 대적들로부터 구원하셨다. 욥은 욥기 14:13에서 하나님의 진노에서 자신을 구원하시기 위해 하나님께 자신을 기억하시라고 간청했다. 느헤미야기 1:8에서 느헤미야는 모세에게 주신 약속을 기억하시고 이스라엘 민족을 포로 생활에서 구원하시라고 하나님께 기도했다. 그리고 느헤미야기 13:14-31에서 느헤미야는 자신을 기억하시고 선을 위해 자신을 구원하시라고 하나님께 기도했다.

### 출애굽기 4장
히브리 성경은 여러 곳에서 피부병(צָּרַעַת‎, 차라앗)과 피부병에 걸린 사람(מְּצֹרָע‎, 메초라)을 보고하는데, 종종 (그리고 때로는 부정확하게) "나병"과 "나병 환자"로 번역된다. 출애굽기 4:6에서 모세가 하나님이 그를 보내셨음을 다른 사람들에게 확신시키도록 돕기 위해, 하나님은 모세에게 손을 품에 넣으라고 지시하셨고, 그가 손을 꺼내자 그의 손은 "눈처럼 흰 나병(מְצֹרַעַת‎, 므초라앗)에 걸려 있었다." 레위기 13–14장에서는 피부병(צָּרַעַת‎, 차라앗)과 피부병에 걸린 사람(מְּצֹרָע‎, 메초라)에 대한 규정을 정하고 있다. 민수기 12:10에서 미리암이 모세를 비방한 후, 하나님의 구름이 회막에서 사라졌고 "미리암은 눈처럼 흰 나병(מְצֹרַעַת‎, 므초라앗)에 걸려 있었다." 신명기 24:8–9에서 모세는 이스라엘인들에게 피부병(צָּרַעַת‎, 차라앗)의 경우 제사장들이 가르치는 모든 것을 부지런히 지키고, 하나님이 미리암에게 하신 일을 기억하라고 경고했다. 열왕기하 5:1–19(파라샤 타즈리아의 하프타라 일부)에서는 아람 왕의 군대 사령관인 나아만을 선지자 엘리사가 "나병 환자"(מְּצֹרָע‎, 메초라)를 치료하는 이야기가 나온다. 열왕기하 7:3–20(파라샤 메초라의 하프타라 일부)에서는 아람족의 사마리아 포위 공격 중에 성문 밖에 있던 네 명의 "나병 환자"(מְצֹרָעִים‎, 므초라임) 이야기가 나온다. 그리고 역대기하 26:19에서 우찌야 왕이 예루살렘 성전에서 분향을 하려 한 후 "그의 이마에 나병(צָּרַעַת‎, 차라앗)이 생겼다."

## 초기 비랍비 해석
이 파라샤는 다음 초기 비랍비 문헌들과 유사하거나 논의된다:

### 출애굽기 1장
필론은 파라오가 여자아이들은 살려두라고 명령한 것은 여자들이 전쟁에 소질이 없고 부적합했기 때문이며, 남자아이들은 파괴하라고 명령한 것은 남자가 많으면 "점령하기 어렵고 파괴하기 어려운 요새"가 될 수 있었기 때문이라고 설명했다.

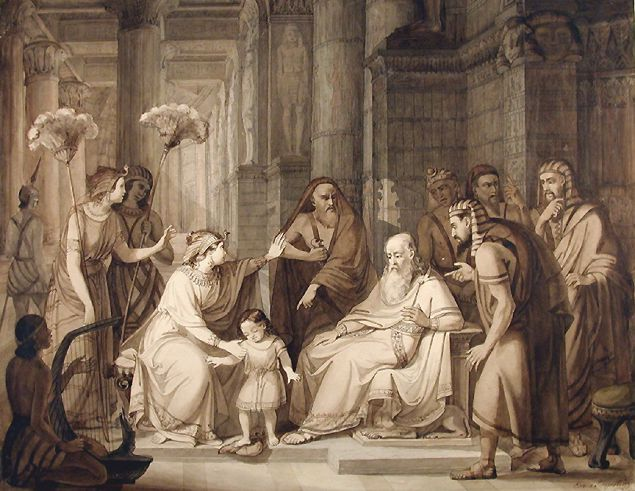
파라오의 왕관을 짓밟는 모세 (1846년 엔리코 템페스티니의 삽화)

### 2장
요세푸스는 파라오의 딸 테르무티스가 모세를 매우 특별한 아이라고 여겨, 자신의 자식이 없었기에 그를 아들로 입양했다고 전한다. 한 번은 그녀가 모세를 아버지 파라오에게 데려가 모세를 보여주며, 자신이 합법적인 자녀가 없다면 모세를 자신의 후계자로 삼을 생각이라고 말했다. 파라오의 딸은 모세가 신성한 모습과 고귀한 정신을 가졌으며, 강에서 그를 얻었고, 그를 입양하여 파라오 왕국의 상속자로 만드는 것이 합당하다고 생각한다고 말했다. 그녀는 아이를 파라오의 손에 넘겼고, 파라오는 그를 안고 딸을 위해 기분 좋게 아이의 머리에 자신의 왕관을 씌웠다. 그러나 모세는 왕관을 땅에 던지고 밟았다. 서기관이 이것을 보고, 이 아이가 예언된 자이니 그를 죽이면 이집트인들이 더 이상 위험에 처하지 않을 것이라고 외치며 모세를 죽이려 했다. 서기관은 모세 자신이 파라오의 왕관을 짓밟음으로써 예언을 증명했다고 말했다. 서기관은 파라오에게 모세를 데려가 이집트인들을 두려움에서 해방시켜 달라고 요청했다. 그러나 파라오의 딸이 서기관을 막고 모세를 빼앗았다. 그리고 파라오는 모세를 죽이라고 명령하지 않았는데, 하나님이 파라오의 마음을 기울여 그를 살려두게 하셨기 때문이었다.

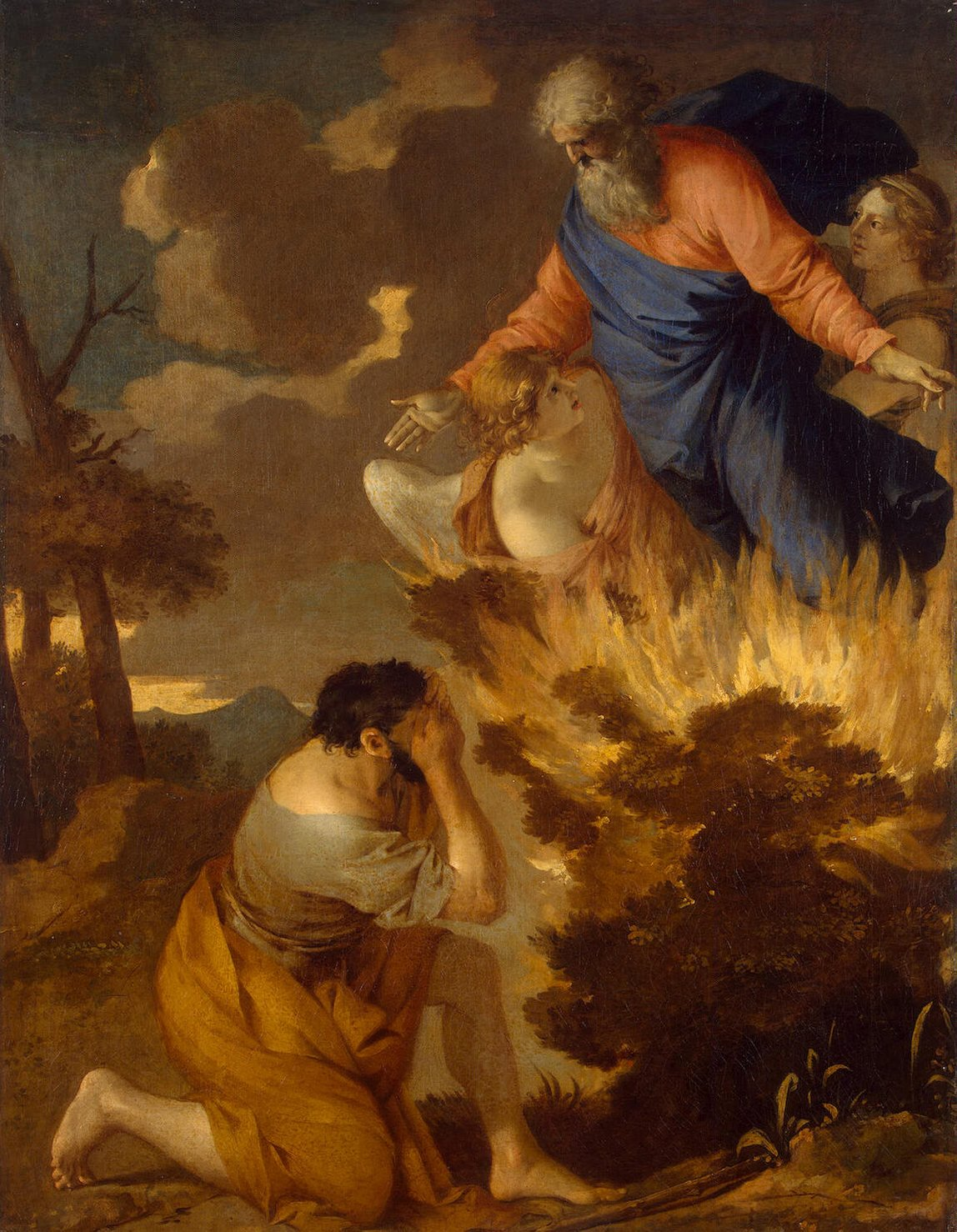
불타는 떨기나무 (17세기 세바스티앵 부르동의 그림, 에르미타시 박물관)

### 3장
필론은 모세가 양 떼를 이끌고 가다 한 골짜기 숲에서 아무도 불을 지르지 않았는데 갑자기 불이 붙은 떨기나무를 보았다고 전했다. 불꽃에 완전히 휩싸여 있었지만, 마치 불이 분수처럼 불꽃을 뿜어내는 것처럼 보이면서도, 불이 스스로 연료를 삼는 듯 전혀 타들어가지 않고 온전하게 남아 있었다. 불꽃 한가운데에는 아름다운 형상, 가장 신성한 이미지, 불보다 더 밝은 빛을 발하는 것이 있었는데, 누구라도 살아있는 하나님의 형상이라고 상상할 수 있었을 것이다. 그러나 필론은 그것을 천사라고 부르라고 했는데, 그것이 어떤 목소리보다 더 명확한 침묵 속에서 앞으로 일어날 일들을 단순히 전달했기 때문이라고 했다. 불타는 떨기나무는 억압받는 백성의 상징이었고, 타오르는 불은 억압자의 상징이었다. 그리고 불타는 떨기나무가 소멸되지 않은 상황은 이렇게 억압받는 백성이 그들을 공격하는 자들에게 파괴되지 않고, 그들의 적대감이 실패하고 무익할 것임을 상징했다. 천사는 하나님의 섭리의 상징이었다.

## 고전 랍비 해석
이 파라샤는 미슈나, 탈무드, 미드라시를 포함한 고전 랍비 문학에서 랍비들과 다른 학자들에 의해 널리 논의된다.

### 출애굽기 1장
시메온 바르 요하이 랍비는 사무엘기상 2:27을 해석하여 셰키나가 이집트 망명 기간 동안 이스라엘 민족과 함께하였음을 보여주며, 하나님 앞에서 그들의 사랑받는 지위를 강조했다.
한 미드라시는 출애굽기 1:1의 "이스라엘 아들들의 이름은 이러하니"라는 구절에서 이스라엘이 하나님 앞에서 하늘의 군대와 동등한 중요성을 가진다고 추론했다. 출애굽기 1:1에는 "이름들"이라는 단어가 포함되어 있으며, 시편 147:4도 "이름들"을 사용하여 별들을 언급하며 하나님에 대해 "그는 별들의 수를 세시고, 그들 모두에게 이름을 주신다"고 말한다. 그러므로 하나님은 이스라엘과 그의 일행이 이집트에 왔을 때 그들의 수를 세셨다. 그들이 별에 비유되었기 때문에 하나님은 그들 모두를 이름으로 부르셨다. 따라서 출애굽기 1:1은 "이름들은 이러하니라"라고 말한다.
시프레는 출애굽기 1:5이 독자들이 이미 알고 있을 "요셉은 이집트에 이미 있었다"는 구절에서 왜 요셉을 특별히 언급하는지 물었다. 시프레는 성경이 요셉의 의로움을 말하려 한 것이라고 설명했다. 요셉은 야곱의 양 떼를 치고 있었는데, 파라오가 요셉을 이집트에서 왕처럼 만들었음에도 불구하고 그는 의로움 속에서 요셉으로 남아 있었다.
출애굽기 1:6에 "요셉이 죽고 그의 모든 형제들도 죽었다"고 기록되어 있듯이, 한 미드라시는 랍비들이 요셉이 형제들보다 먼저 죽었다고 결론 내렸다고 전한다. 유다 하나시 랍비는 요셉이 형제들보다 먼저 죽었다고 가르쳤는데, 이는 요셉이 "그의 종들, 곧 의사들에게 그의 아버지를 방부 처리하도록 명령했기" 때문이라고 한다(창세기 50:2에 기록된 대로). 그러나 랍비들은 야곱이 그의 아들들에게 자신을 방부 처리하도록 지시했다고 가르쳤는데, 창세기 50:12에 "그의 아들들이 그가 그들에게 명령한 대로 행했다"고 기록되어 있다. 랍비들에 따르면, 요셉은 형제들보다 먼저 죽었는데, 유다가 요셉에게 거의 다섯 번이나 "당신의 종 나의 아버지, 당신의 종 나의 아버지"라고 말했지만(창세기 44:24, 27, 30, 31에서 네 번은 자신이, 창세기 43:48에서 한 번은 형제들과 함께), 요셉은 그것을 듣고도 침묵했기 때문이라고 한다(아버지에게 겸손을 보이기 위해 유다를 교정하지 않았다). 또는, 바빌로니아 탈무드는 하마 바르 하니나 랍비의 아들이 요셉이 형제들보다 먼저 죽었다고 가르쳤다고 전하는데, 이는 출애굽기 1:6의 순서가 이를 증명하며, 요셉이 우월감을 가지고 행동했기 때문이라고 한다. 지도자 직분을 맡지 않은 사람들은 요셉이 죽은 후에도 살아남았다.

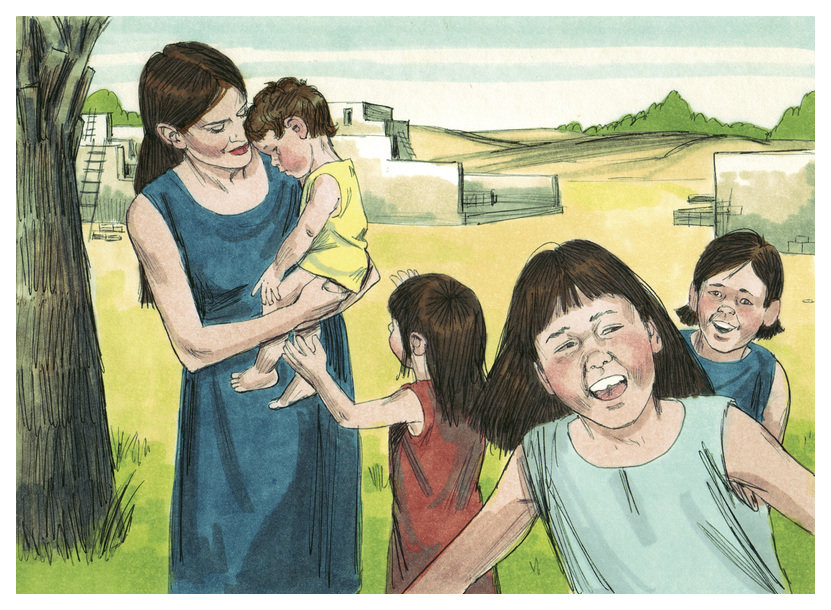
이집트인들이 이스라엘인들을 괴롭힐수록 이스라엘인들은 더욱 많아졌다. (1984년 짐 패짓의 삽화, 디스턴트 쇼어즈 미디어/스위트 출판사 제공)

출애굽기 1:7의 "이스라엘 자손은 생육하고 번성하여"라는 기록을 읽고, 한 미드라시는 각 여인이 매 출산마다 여섯 명의 자녀를 낳았다고 가르쳤다(출애굽기 1:7에는 번성함을 암시하는 여섯 개의 동사가 포함되어 있다). 또 다른 미드라시는 각 여인이 매 출산마다 12명의 자녀를 낳았다고 말했는데, 이는 "생육하고"(פָּרוּ‎, 파루)라는 단어가 둘을 의미하고, "번성하여"(וַיִּשְׁרְצוּ‎, 바-이셰르추)는 또 다른 둘, "불어나"(וַיִּרְבּוּ‎, 바-이르부)는 또 다른 둘, "강대하여"(וַיַּעַצְמוּ‎, 바-야아츠무)는 또 다른 둘, "심히"(בִּמְאֹד מְאֹד‎, 비-므오드 므오드)는 또 다른 둘, 그리고 "온 땅에 가득하게 되었다"(וַתִּמָּלֵא הָאָרֶץ אֹתָם‎, 바-팀말레이 하아레츠 오탐)는 또 다른 둘을 의미하여 총 12명이 된다고 했다. 이 미드라시는 독자들이 놀라지 말라고 권고했는데, 미드라시가 "번성하여"와 유사한 뜻으로 여기는 전갈은 한 번에 70마리의 새끼를 낳기 때문이라고 했다.
게마라는 하나님이 항상 자신의 약속을 이행하신다는 것을 보여주기 위해 출애굽기 1:7을 인용했다. 신명기 9:14에서 하나님은 모세에게 "나를 내버려 두라. 내가 그들을 멸하여 그들의 이름을 하늘 아래에서 지워버리고, 너로 하여금 그들보다 강하고 큰 민족을 만들리라"고 약속하셨다. 모세가 이스라엘 민족의 이름을 지워버리라는 명령을 철회해달라고 기도했고 하나님이 그 명령을 무효화하셨음에도 불구하고, 하나님은 모세의 후손이 광야의 60만 이스라엘 민족보다 강하고 큰 민족이 될 것이라는 약속을 이행하셨다. 역대기상 23:15-17은 "모세의 아들들은 게르솜과 엘리에셀이라...엘리에셀의 아들들은 르하비야가 족장이었으며, 엘리에셀에게는 다른 아들이 없었으니, 르하비야의 아들들은 심히 많았더라"고 말한다. 그리고 라브 요세프 바르 히야는 바라이타에서 역대기상 23:15-17과 출애굽기 1:7에서 "심히 많았더라"는 같은 단어를 사용한 것으로 미루어 "심히 많았더라"는 60만 명 이상을 의미한다고 가르쳤다. 르하비야의 아들들에 대해 역대기상 23:15-17은 그들이 "심히 많았더라"고 말한다. 그리고 출애굽기 1:7은 "이스라엘 자손은 번성하고 심히 많아졌더라"고 말한다. 이스라엘 자손이 이집트에 있을 때 "심히 많았더라"는 60만 명 이상을 의미했듯이, 라브 요세프는 모세의 후손인 르하비야의 후손도 60만 명 이상이었을 것이라고 추론했다.
랍비 예레미야 바르 아바는 출애굽기 1:7이 창세기 40:10의 파라오의 잔치 시중장의 꿈에 예시되어 있다고 보았다: "그 포도나무에 세 가지가 있었는데, 움이 돋아나고 꽃이 피어나더니, 그 송이가 익은 포도를 맺었더라." 랍비 예레미야는 "포도나무"가 유대 백성을 의미한다고 가르쳤는데, 시편 80:9이 "주께서 한 포도나무를 이집트에서 뽑아내시고, 열방을 쫓아내어 그것을 심으셨나이다"라고 말하기 때문이었다. 그리고 랍비 예레미야는 창세기 40:10의 "움이 돋아나고 꽃이 피어나더니"라는 구절이 유대 백성이 생육하고 번성할 출애굽기 1:7의 때를 예고한다고 읽었다.

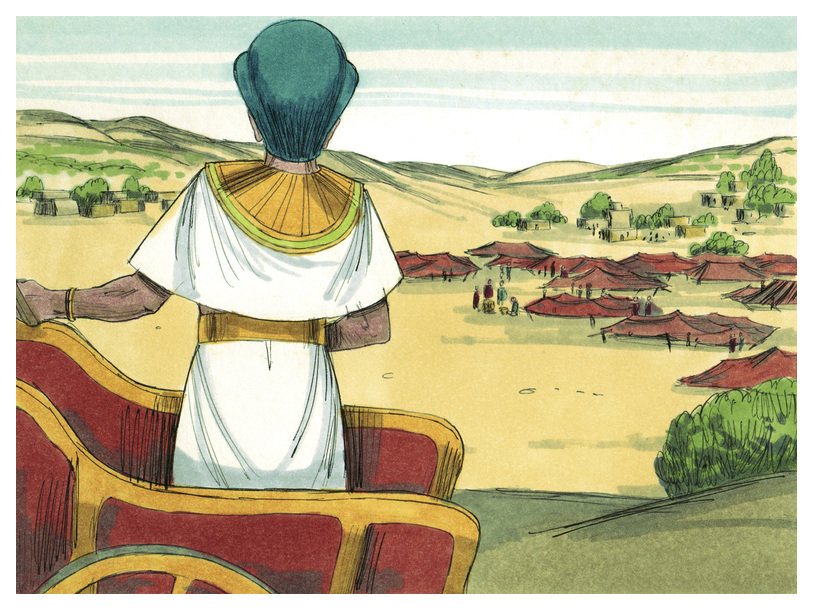
그때 새로운 왕, 즉 파라오가 이집트의 권력을 잡았다. (1984년 짐 패짓의 삽화, 디스턴트 쇼어즈 미디어/스위트 출판사 제공)

토세프타는 출애굽기 1:7에서 요셉과 그의 형제들이 살아있는 동안 이스라엘 민족이 위대함과 영광을 누렸지만, 요셉이 죽은 후(출애굽기 1:6에 기록된 대로) 새로운 파라오가 나타나 이스라엘 민족에 대항하여 음모를 꾸몄다고(출애굽기 1:8-10에 기록된 대로) 추론했다.
라브와 사무엘은 출애굽기 1:8의 해석에 대해 의견이 달랐다. 한 사람은 요셉을 알지 못하는 "새로운" 파라오가 실제로 다른 사람이라고 말하며 "새로운"이라는 단어를 문자적으로 읽었다. 다른 한 사람은 이전 파라오가 죽고 새 파라오가 그의 자리에 통치했다는 본문이 없으므로 파라오의 명령만 새로웠다고 말했다. 게마라는 출애굽기 1:8의 "요셉을 알지 못하는"이라는 구절이 그가 요셉을 모르는 것처럼 이스라엘 민족에게 명령을 내렸다는 의미로 해석했다.

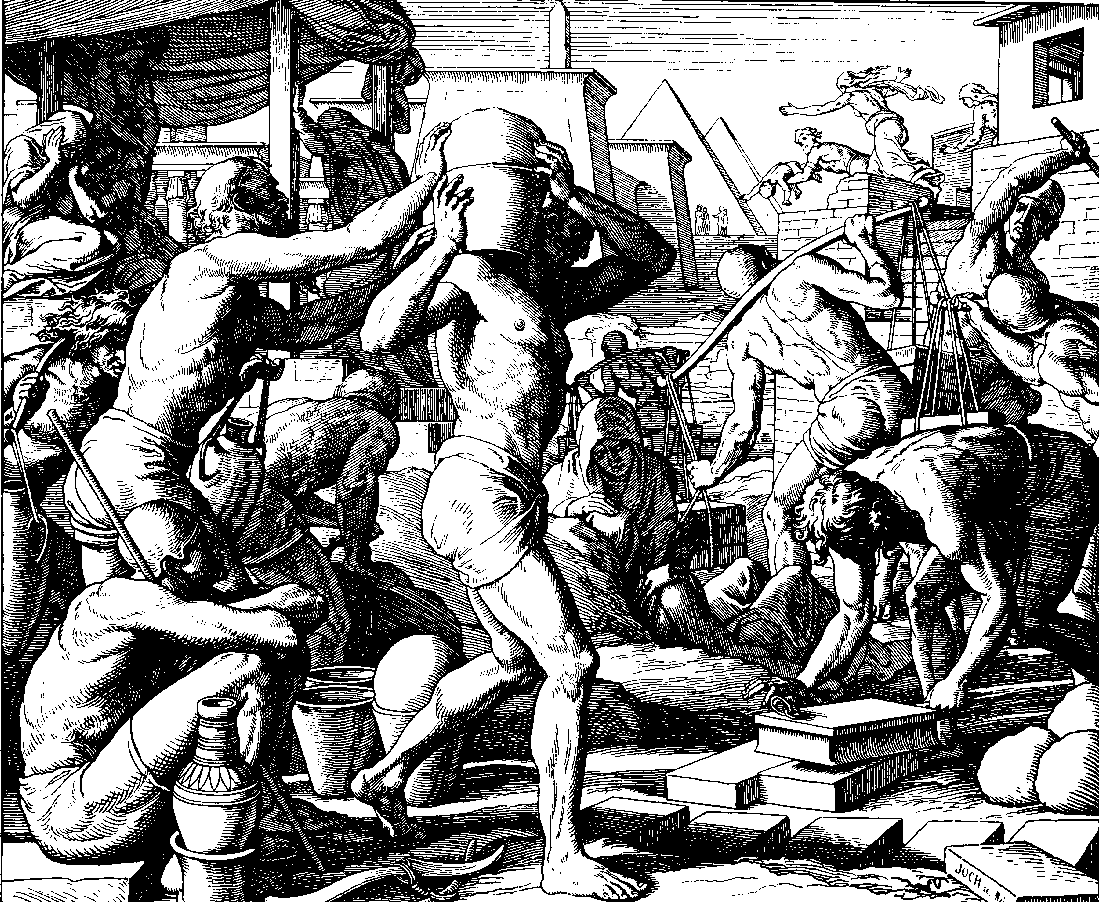
이집트인들이 이스라엘인들을 고된 노역으로 괴롭히다 (1860년 "성경 그림"에 실린 율리우스 슈노르 폰 카롤스펠트의 목판화)

#### 이스라엘인들의 고통
토세프타는 출애굽기 1:8에서 파라오가 백성보다 먼저 죄를 짓기 시작했고, 그래서 하나님이 그를 먼저 치셨지만, 나머지는 피할 수 없었다고 추론했다. 이와 유사하게, 한 바라이타는 파라오가 출애굽기 1:9에서 이스라엘에 대항하는 계획을 먼저 시작했으며, 따라서 출애굽기 7:29에서 개구리가 "그와 그의 백성과 그의 모든 종들에게" 임했을 때 먼저 벌을 받았다고 가르쳤다.

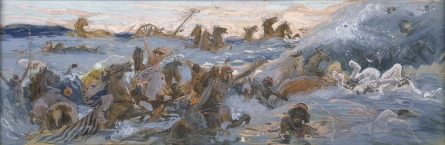
이집트인들이 멸망하다 (1896년–1902년 경 제임스 티소의 수채화)

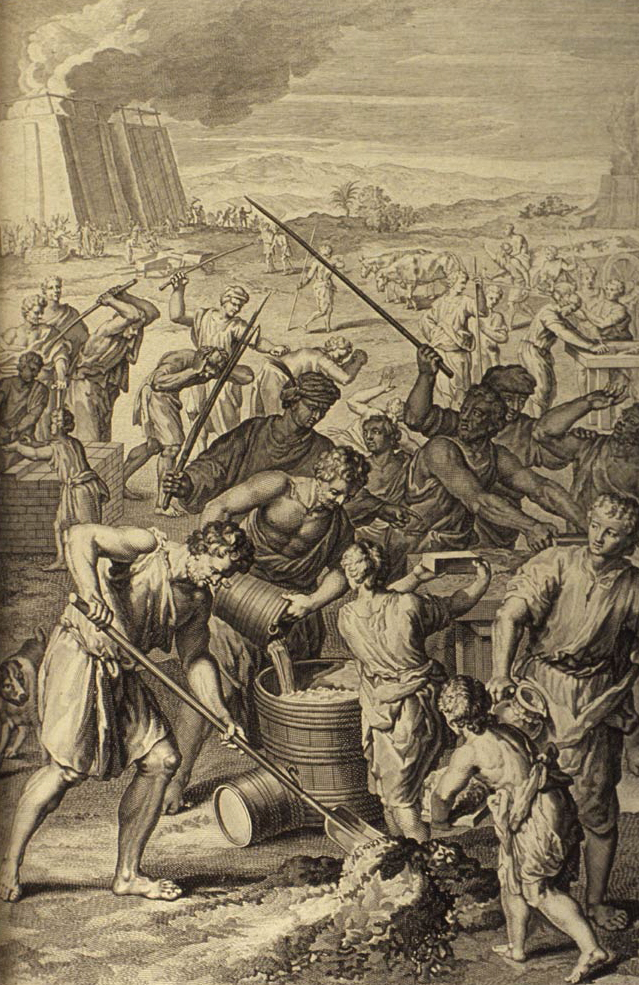
이집트에서 이스라엘인들의 잔인한 노역 (1728년 "성경 그림" 삽화)

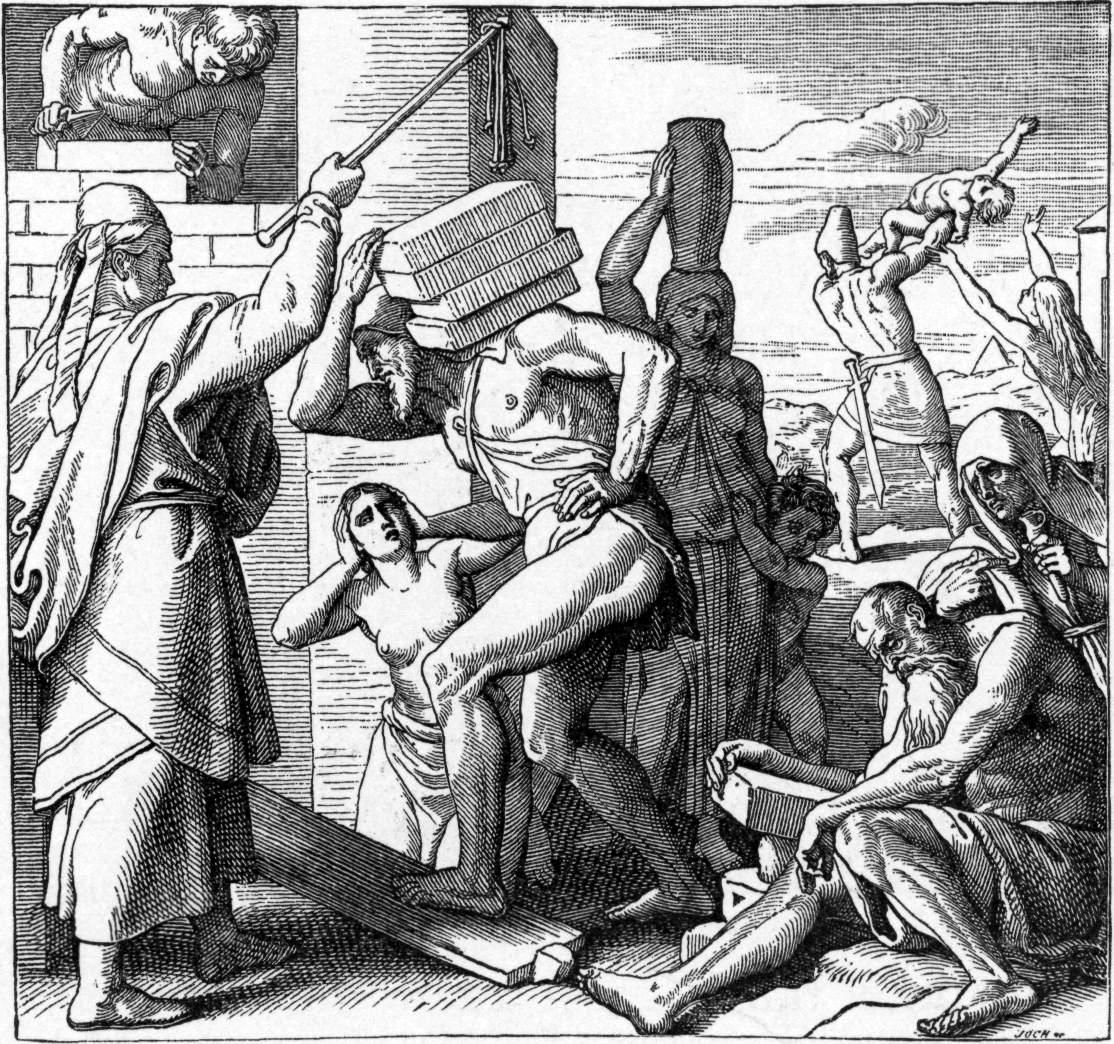
이집트인들이 이스라엘인들을 괴롭히다 (1897년 찰스 포스터의 "성경 그림과 그 가르침" 삽화)

게마라는 출애굽기 1:10에서 파라오가 "어서, 그들을 지혜롭게 다루자"고 말했는데, "그들"이라고 했어야 함에도 "그"라고 말한 이유를 지적했다. 랍비 하마 바르 하니나는 파라오가 "어서, 이스라엘의 구원자를 속이자"는 의미라고 말했다. 파라오는 그들을 무엇으로 괴롭힐지 고민했다. 파라오는 만약 이집트인들이 이스라엘인들을 불로 괴롭히면 이사야 66:15-16이 하나님이 이집트인들을 불로 벌하실 것이라고 나타내며, 만약 이집트인들이 이스라엘인들을 칼로 괴롭히면 이사야 66:16이 하나님이 이집트인들을 칼로 벌하실 것이라고 나타낸다고 추론했다. 파라오는 이집트인들이 이스라엘인들을 물로 괴롭혀야 한다고 결론 내렸는데, 이사야 54:9에 나타난 바와 같이 하나님이 세상에 또 다른 홍수를 내리지 않겠다고 맹세하셨기 때문이었다. 이집트인들은 하나님이 온 세상에 또 다른 홍수를 내리지 않겠다고 맹세하셨지만, 한 백성에게만 홍수를 내릴 수 있다는 점을 간과했다. 또는, 이집트인들은 출애굽기 14:27의 "이집트인들이 그쪽으로 도망쳤다"는 구절에 나타난 바와 같이 그들이 물에 빠질 수 있다는 점을 간과했다. 이 모든 것은 랍비 엘리에셀이 말한 것을 입증했다: 그들이 요리한 냄비에서 그들 자신도 요리되었다—즉, 이집트인들이 이스라엘인들에게 의도한 벌로 이집트인들 자신도 벌을 받았다.
랍비 히야 바르 아바는 랍비 시마이의 이름으로 발람, 욥, 이드로가 파라오가 이스라엘인들에 대한 이 계획을 세울 때 파라오의 의회에 있었다고 말했다. 발람은 계획을 고안했고 살해당했다. 욥은 묵인했고 고통을 겪었다. 그리고 이드로는 파라오의 의회에서 도망쳤고 따라서 그의 후손들이 산헤드린의 일원으로서 돌깎은 홀에 앉을 자격을 얻었다.
게마라는 출애굽기 1:10에서 파라오가 왜 "전쟁이 우리에게 닥치면" 이스라엘인들이 "그 땅을 떠날 것"이라고 우려했는지 질문했다. 게마라는 파라오의 우려는 "우리[이집트인들]가 그 땅을 떠날 것"이었어야 한다고 추론했다. 랍비 압바 바르 카하나는 이 용법이 자신에게 저주가 내릴 것을 두려워하지만 다른 사람에게 저주가 내리는 것처럼 완곡하게 말하는 사람과 같다고 결론 내렸다.
게마라는 출애굽기 1:11에서 "그에게 작업 감독관들을 세웠다"는 단수 표현을 사용했는데, "그들에게"라고 읽었어야 한다고 지적했다. 랍비 시메온의 아들 엘리에셀 벤 시메온 학파는 이 구절에서 이집트인들이 파라오의 목에 벽돌 틀을 걸었고, 이스라엘인이 약하다고 불평할 때마다 "파라오보다 약하냐?"고 물었음을 추론했다. 게마라는 따라서 히브리어 단어 "작업 감독관"(미심)과 "형성하다"(메심) 사이의 유사성을 지적했다.
게마라는 출애굽기 1:11에서 "그의 노역으로 그를 괴롭히기 위해"라는 단수 표현을 사용했는데, "그들을"이라고 읽었어야 한다고 지적했다. 게마라는 이 구절이 파라오가 이스라엘의 노역으로 고통받을 것임을 예언한다고 추론했다.
라브와 사무엘은 출애굽기 1:11의 "그들이 파라오를 위해 저장 도시(미스케노트)를 건설했다"는 구절의 해석에 대해 의견이 달랐다. 한 사람은 그 도시들이 주인들을 위험에 빠뜨렸기(메사케노트) 때문에 그렇게 불렸다고 말했고, 다른 한 사람은 건물에 몰두하는 사람은 가난해진다고 한 주인이 말했기 때문에 주인들을 가난하게 했기(메마스케노트) 때문이라고 말했다.
라브와 사무엘은 출애굽기 1:11의 "피톰과 람세스"라는 이름의 해석에 대해 의견이 달랐다. 한 사람은 단일 도시의 실제 이름은 피톰이었지만, 건물이 계속해서 무너졌기(미트로세스) 때문에 람세스라고 불렸다고 말했다. 다른 한 사람은 실제 이름은 람세스였지만, 깊은 곳의 입(피 테홈)이 건물을 계속해서 삼켰기 때문에 피톰이라고 불렸다고 말했다.
게마라는 왜 출애굽기 1:12의 "그들이 그를 괴롭힐수록 그가 번성하고 퍼져 나갈 것이다"라는 구절이 과거형인 "그들이 번성하고 퍼져 나갔다"로 표현되지 않았는지 질문했다. 레쉬 라키쉬는 이 구절이 당시 성령이 그들에게 이것이 고통의 결과가 될 것이라고 예언했음을 가르친다고 해석했다.
게마라는 출애굽기 1:12의 "이스라엘 자손 때문에 그들이 괴로워했다(와-야쿠주)"는 구절이 이스라엘인들이 이집트인들의 눈에는 가시(코짐)와 같았음을 가르친다고 해석했다.

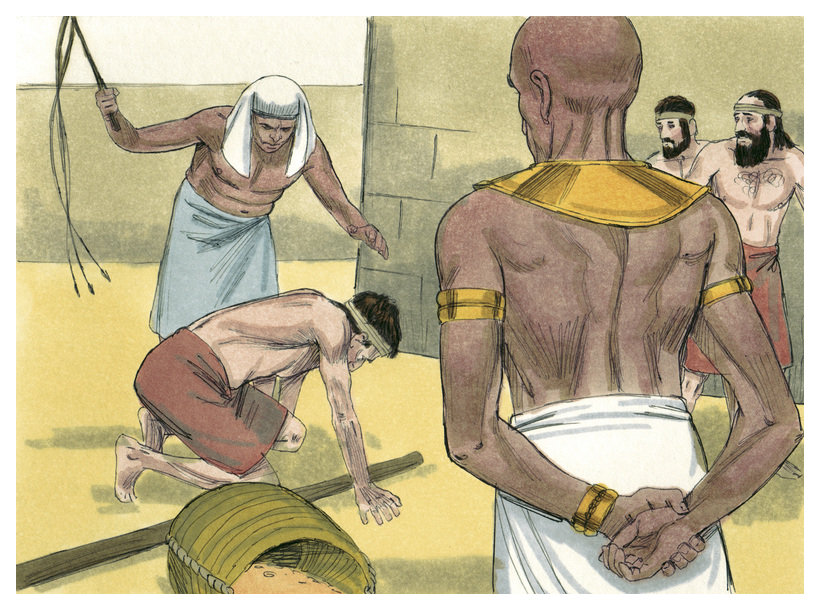
이집트인들은 고된 노동으로 이스라엘인들의 삶을 비참하게 만들었다. (1984년 짐 패짓의 삽화, 디스턴트 쇼어즈 미디어/스위트 출판사 제공)

랍비 엘리에셀은 출애굽기 1:13의 "가혹하게(파레흐)"라는 단어가 파라오가 이스라엘인들을 "부드러운 입(페 라크)"으로 노예로 만들었다는 의미로 해석했다. 그러나 랍비 사무엘 바르 나흐마니는 이 단어를 "고된 일(페리카)"이라는 의미로 해석했다.
랍비 제이라의 아들 랍비 아하바는 상추가 처음에는 달콤하고(잎에서) 나중에는 쓰듯이(줄기에서), 이집트인들도 처음에는 이스라엘인들에게 달콤했지만 나중에는 쓰게 변했다고 가르쳤다. 이집트인들은 창세기 47:6에서 파라오가 요셉에게 "이집트 땅이 너희 앞에 있으니, 너의 아버지와 형제들이 땅에서 가장 좋은 곳에 거하게 하라"고 말했듯이 처음에는 달콤했다. 그리고 이집트인들은 출애굽기 1:14에서 "그들(이집트인들)은 그들(이스라엘인들)의 삶을 괴롭혔다"고 기록된 대로 나중에는 쓰게 변했다.

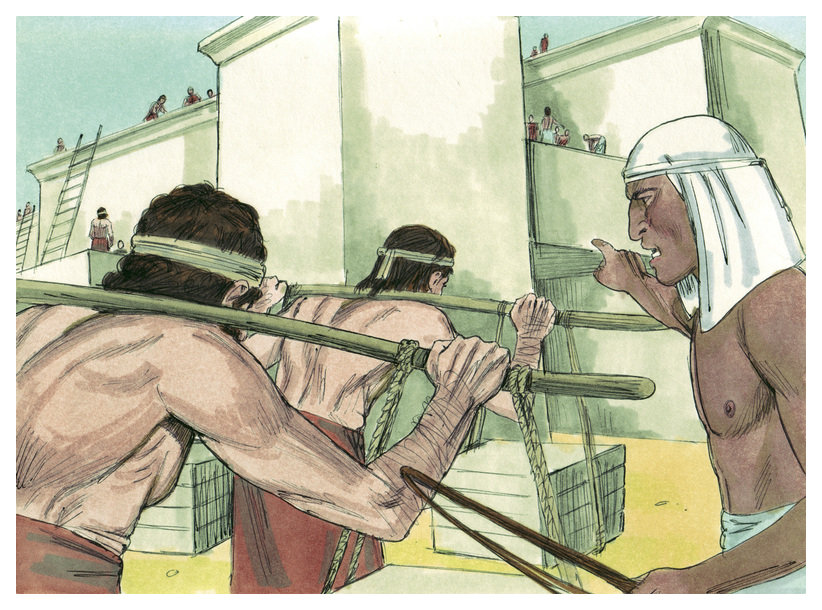
이집트인들은 이스라엘인들을 밭에서 노예로 일하게 하고 벽돌과 회반죽으로 도시를 건설하게 했다. (1984년 짐 패짓의 삽화, 디스턴트 쇼어즈 미디어/스위트 출판사 제공)

라바는 출애굽기 1:14이 처음에는 이집트인들이 이스라엘인들의 삶을 모르타르와 벽돌로 괴롭혔지만, 결국에는 들판의 모든 종류의 노동으로 괴롭혔음을 가르친다고 해석했다. 랍비 사무엘 바르 나흐마니는 랍비 요나단의 이름으로 이집트인들이 남자들의 일을 여자들에게, 여자들의 일을 남자들에게 할당했다고 말했다. 그리고 출애굽기 1:13에서 "가혹하게(פָרֶךְ‎, 파레흐)"를 "부드러운 입으로"라고 설명했던 랍비 엘리에셀조차도 출애굽기 1:14의 끝 부분에서 פָרֶךְ‎, 파레흐가 "고된 일로"를 의미했음을 인정했다.
예를 들어 출애굽기 1:22에서 "명령하다"는 동사가 네 번 등장하는 것을 발견한 한 미드라시는 파라오가 이스라엘 민족에게 네 가지 명령을 내렸다고 가르쳤다. 처음에는 감독관들에게 이스라엘인들이 정해진 수의 벽돌을 만들도록 강요했다. 다음에는 감독관들이 이스라엘인들이 집에서 잠을 자지 못하게 명령했는데, 이는 그들의 자녀 출산 능력을 제한하려는 의도였다. 감독관들은 이스라엘인들에게 집에 가서 자면 매일 아침 몇 시간을 일에서 잃어버리고 할당된 벽돌 수를 결코 채울 수 없을 것이라고 말했다. 출애굽기 5:13이 "감독관들이 강요하여 말하였다: '너희 일을 완수하라!'"고 기록한 것처럼 말이다. 그래서 이스라엘인들은 벽돌 공장에서 땅에서 잠을 잤다. 하나님은 이집트인들에게 하나님이 이스라엘인들의 조상 아브라함에게 그의 자녀들을 별처럼 번성하게 하겠다고 약속하셨다고 말씀하셨다. 창세기 22:17에서 하나님이 아브라함에게 "내가 너를 심히 축복하고, 네 씨를 하늘의 별들처럼 심히 번성하게 하리라"고 약속하셨듯이 말이다. 그러나 이제 이집트인들은 교활하게 이스라엘인들이 늘어나지 못하도록 계획하고 있었다. 그래서 하나님은 자신의 말씀이 이루어지도록 하셨고, 즉시 출애굽기 1:12는 "그러나 그들을 괴롭힐수록 그들은 더욱 번성하였다"고 기록한다. 파라오가 자신의 명령에도 불구하고 이스라엘인들이 크게 번성하는 것을 보자, 그는 남자아이들에 대해 명령을 내렸다. 출애굽기 1:15-16은 "이집트 왕이 히브리 산파들에게 말하였다... 그가 말하였다: '너희가 히브리 여인들을 산파 노릇을 할 때, 해산하는 자리에 너희가 보아 아들이면 그를 죽이고.'" 그래서 마침내(출애굽기 1:22에 기록된 대로) "파라오가 그의 모든 백성에게 명령하였다: '태어나는 모든 아들은 강에 던져라.'"

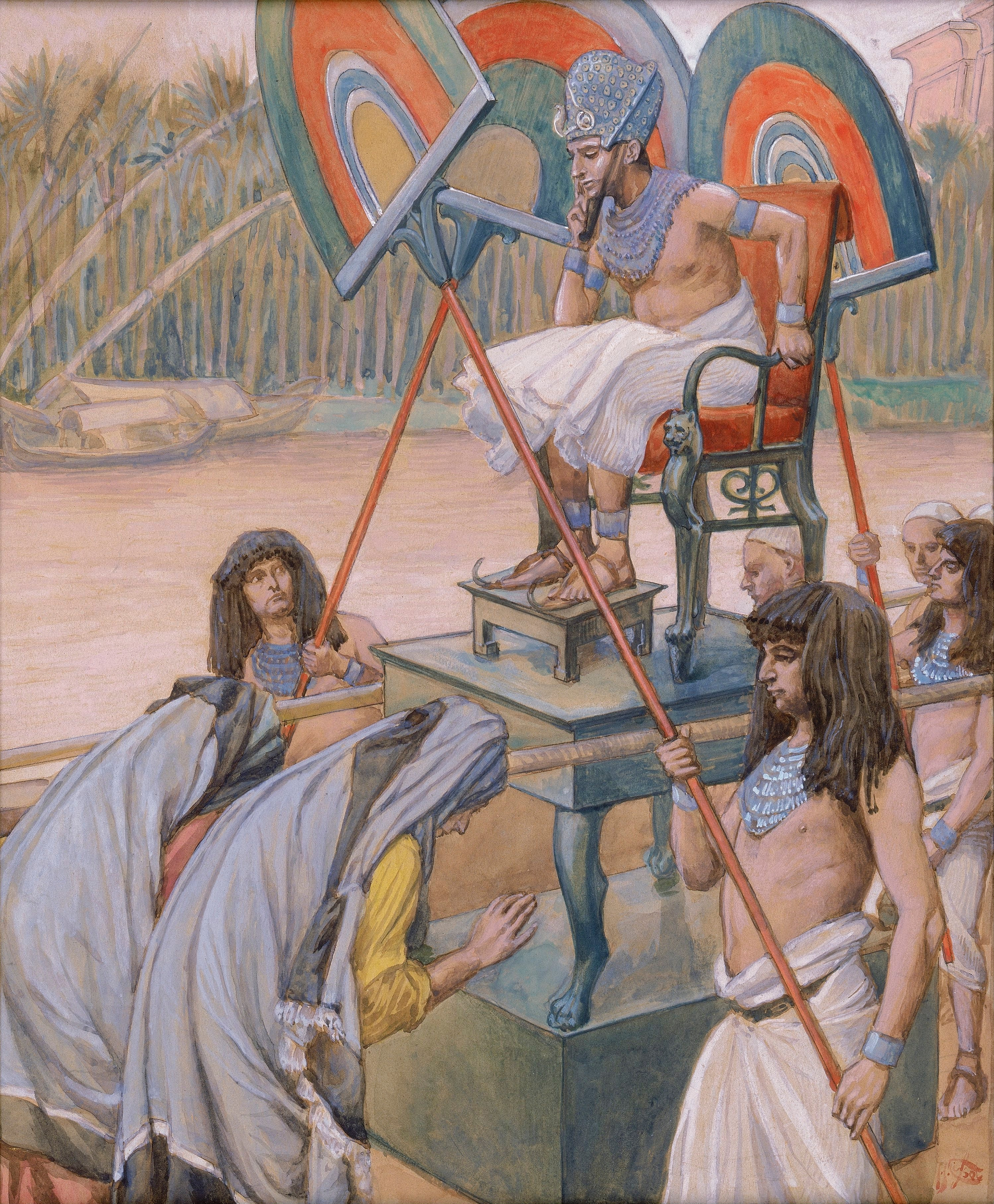
파라오와 산파들 (1896년–1902년 경 제임스 티소의 수채화)

#### 의로운 산파들
라브 아비라는 하나님이 이집트에서 이스라엘 민족을 구원하신 것은 그 시대에 살았던 의로운 여인들의 보상으로 인한 것이라고 가르쳤다. 의로운 여인들이 물을 길러 갈 때, 하나님은 작은 물고기들이 그들의 물동이에 들어가게 하셨다. 그들이 물동이를 길어 올렸을 때, 물동이는 반은 물로, 반은 물고기로 가득 차 있었다. 그들은 불 위에 두 개의 냄비를 놓았는데, 하나는 물이고 다른 하나는 물고기였다. 그들은 그 냄비들을 들고 밭에 있는 남편들에게 갔다. 그들은 남편들을 씻기고, 기름을 바르고, 먹이고, 마시게 하고, 시편 68:14에 반영된 대로 양 우리 사이에서 관계를 가졌다.
게마라는 시편 68:14을 해석하여 양 우리 사이에서 잠을 잔 것에 대한 보상으로 이스라엘 민족이 이집트인들의 전리품을 얻었다고 가르쳤는데, 시편 68:14이 "은으로 덮인 비둘기, 그 날개는 황금으로"를 언급하기 때문이었다.
게마라는 이스라엘 여인들이 임신했을 때 집으로 돌아갔고, 출산 시기가 되면 사과나무 아래에서 출산했다고 가르쳤는데, 이는 아가 8:5에 반영되어 있다. 하나님은 천사를 보내 아기들을 산파처럼 씻기고 정돈하게 하셨는데, 에스겔 16:4에 반영되어 있다. 천사는 아기들에게 기름과 꿀 케이크를 제공했는데, 신명기 32:13에 반영되어 있다. 이집트인들이 아기들을 발견했을 때 죽이러 왔지만, 땅이 기적적으로 아기들을 삼켰고, 이집트인들은 그 위를 쟁기질했는데, 시편 129:3에 반영되어 있다. 이집트인들이 떠난 후, 아기들은 돋아나는 식물처럼 땅을 뚫고 나왔는데, 에스겔 16:7에 반영되어 있다. 아이들이 자랐을 때, 그들은 떼를 지어 집으로 왔는데, 에스겔 16:7(아디 아다임이 아니라 아드레 아다림을 읽음)에 반영되어 있다. 그리하여 하나님이 바다에 나타나셨을 때, 그들은 가장 먼저 하나님을 알아보았고, 출애굽기 15:2의 말씀으로 "이분이 내 하나님이시니 내가 그를 찬양하리라"고 말했다.
라브와 사무엘은 출애굽기 1:15에서 파라오가 말한 산파 십브라와 브아의 정체에 대해 의견이 달랐다. 한 사람은 그들이 모녀 관계라고 말했고, 다른 한 사람은 시어머니와 며느리 관계라고 말했다. 모녀 관계라고 말한 사람에 따르면 그들은 요게벳과 미리암이었다. 시어머니와 며느리 관계라고 말한 사람에 따르면 그들은 요게벳과 엘리세바였는데, 엘리세바는 아론과 결혼했다. 한 바라이타는 모녀 관계라고 말한 사람의 의견에 따라 요게벳이 신생아들의 사지를 곧게 펴주었기(메샤페레트) 때문에 십브라라고 불렸다고 가르쳤다. 또 다른 설명은 그녀의 시대에 이스라엘인들이 번성했기(셰파루) 때문에 십브라라고 불렸다는 것이었다. 미리암은 태어나지 않은 아이들을 불러내기 위해 소리쳤기(포아) 때문에 브아라고 불렸다. 또 다른 설명은 그녀가 "나의 어머니가 이스라엘을 구원할 아들을 낳을 것이다"라고 성령으로 소리쳤기(포아) 때문에 브아라고 불렸다는 것이었다.

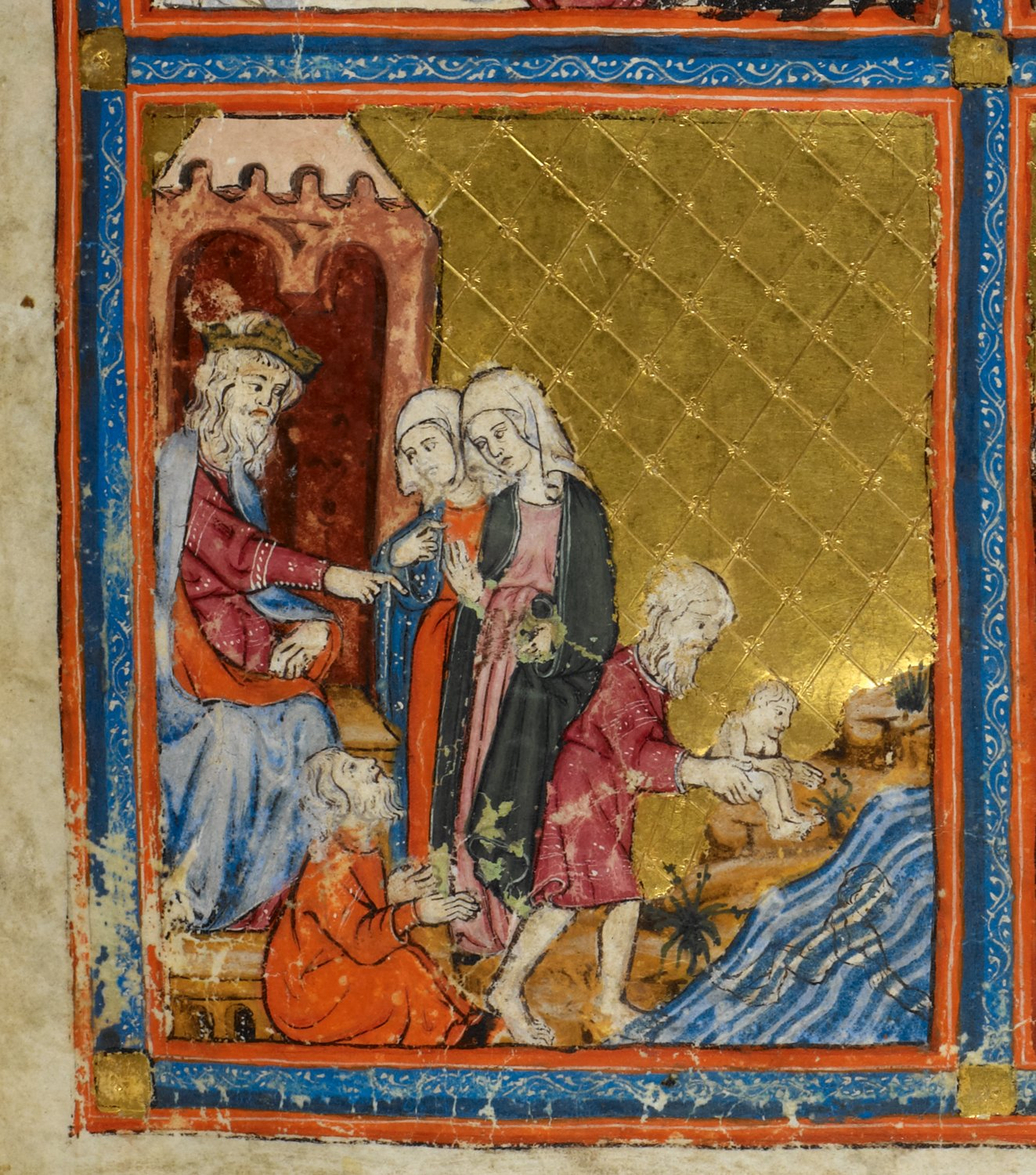
파라오와 산파들 (14세기 초 골든 하가다의 양피지에 그려진 삽화, 카탈루냐)

게마라는 파라오가 출애굽기 1:16에서 말한 "히브리 여자들을 산파 노릇을 할 때, 너희는 산실 의자(옵나임)를 보아라"는 구절을 해석했다. 랍비 하난은 파라오가 산파들에게 여인이 아이를 낳기 위해 몸을 구부릴 때 그녀의 허벅지가 돌처럼(아바님) 차가워질 것이라는 표적을 주었다고 가르쳤다. 또 다른 설명은 예레미야 18:3이 "내가 토기장이의 집으로 내려가니, 보라, 그가 돌 위에서 일하고 있더라"고 말하는 것에 따라 옵나임이라는 단어가 출산 의자를 의미한다는 것이었다. 토기장이가 한쪽에는 허벅지가 있고 다른 한쪽에는 허벅지가 있으며 그 사이에 블록이 있듯이, 아이를 낳는 여자도 한쪽에는 허벅지가 있고 다른 한쪽에는 허벅지가 있으며 그 사이에 아이가 있을 것이라는 것이었다.
랍비 하니나는 출애굽기 1:16의 "아들이면 그를 죽여라"는 구절에서 파라오가 산파들에게 여인이 아들을 낳을 때 아기의 얼굴은 아래로 향하고, 딸을 낳을 때는 아기의 얼굴이 위로 향한다는 표적을 주었다고 추론했다.
랍비 하나냐의 아들 랍비 요세는 출애굽기 1:17의 "그들에게"라는 구절에서 파라오가 산파들에게 제안했지만 그들이 거절했음을 추론했다.

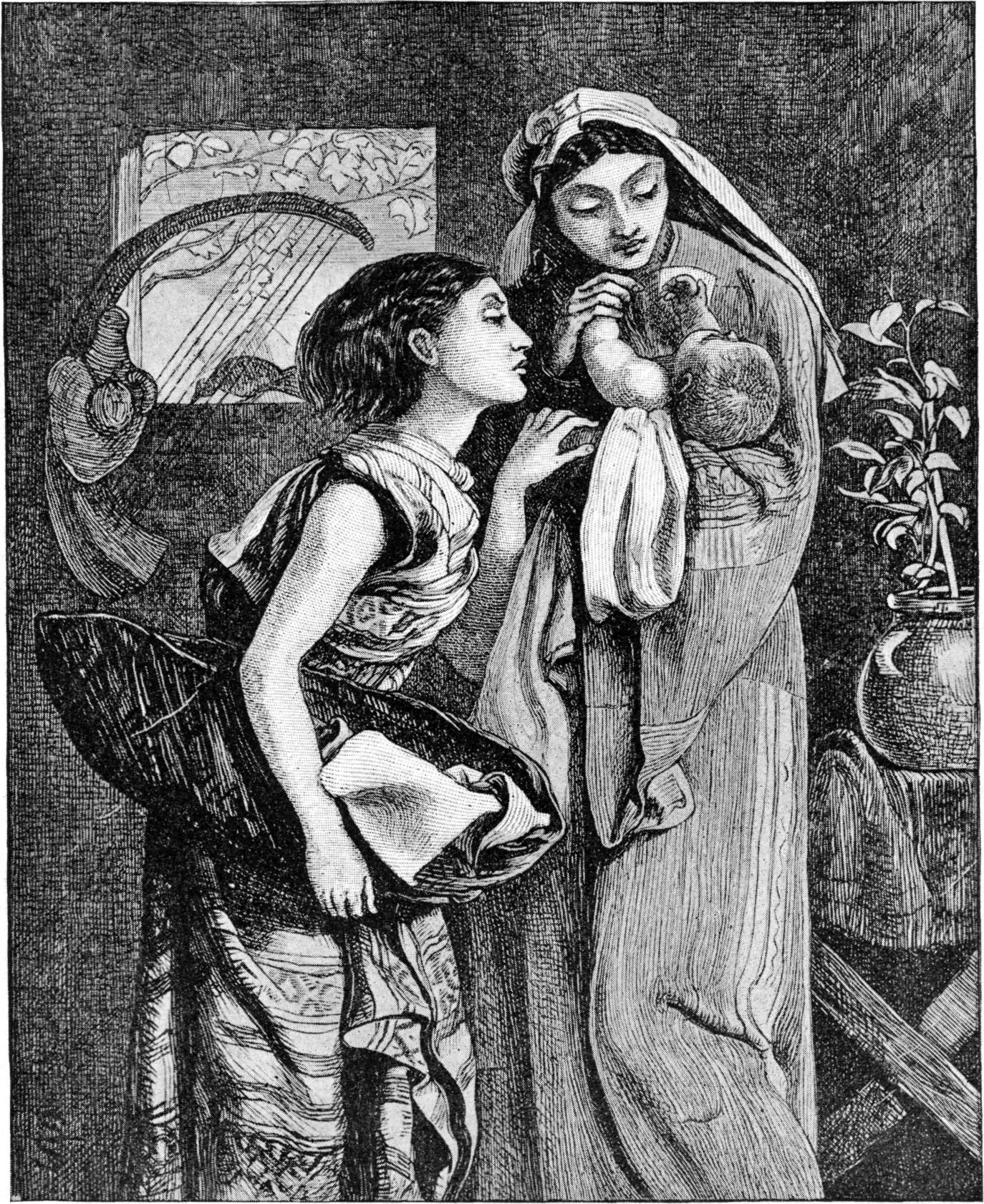
요게벳, 미리암, 모세 (1897년 찰스 포스터의 "성경 그림과 그 가르침" 삽화)

한 바라이타는 출애굽기 1:17의 "그러나 남자아이들을 살려두었다"는 구절이 산파들이 남자아이들을 죽이지 않았을 뿐만 아니라 물과 음식을 제공했음을 가르친다고 해석했다.

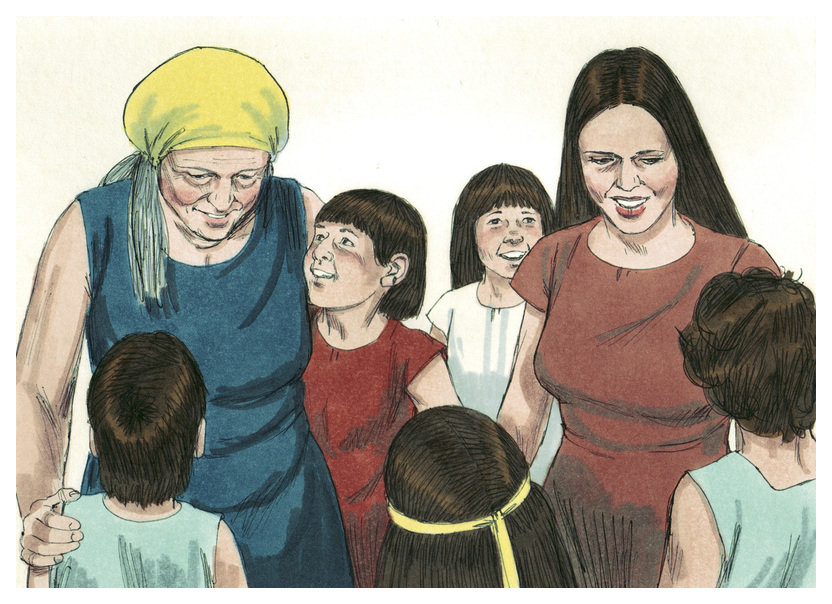
하나님은 아기들을 죽이라는 파라오의 명령을 따르지 않은 산파들에게 기뻐하시고, 그들에게 각자의 가족을 축복하셨다. (1984년 짐 패짓의 삽화, 디스턴트 쇼어즈 미디어/스위트 출판사 제공)

게마라는 산파들이 출애굽기 1:19에서 파라오에게 이스라엘 여자들이 "활발하다(חָיוֹת‎, 하요트)"고 대답한 것은 그들이 파라오에게 이스라엘인들이 동물(חָיוֹת‎, 하요트)과 같다고 말했음을 의미한다고 해석했다. 창세기 49:9에서 유다를 "사자 새끼"라고 불렀고, 창세기 49:17에서 단을 "뱀"이라고 불렀으며, 창세기 49:21에서 납달리를 "풀어놓은 암사슴"이라고 불렀고, 창세기 49:14에서 이싸갈을 "힘센 나귀"라고 불렀으며, 신명기 33:17에서 요셉을 "첫 태어난 황소"라고 불렀고, 창세기 49:27에서 베냐민을 "찢어 먹는 늑대"라고 불렀으며, 에스겔 19:2에서 그들 모두의 어머니를 "암사자"라고 불렀기 때문이었다.
라브와 사무엘은 출애굽기 1:21의 "산파들이 하나님을 두려워했기 때문에" 하나님이 "그들에게 집을 지어주셨다"는 보고의 해석에 대해 의견이 달랐다. 한 사람은 하나님이 그들을 제사장 가문과 레위인 가문의 조상으로 만드셨다고 말했는데, 아론과 모세는 요게벳의 자녀였기 때문이었다. 그리고 다른 한 사람은 하나님이 그들을 이스라엘 왕가의 조상으로 만드셨다고 말했는데, 갈렙이 미리암과 결혼했고, 역대기상 2:19는 미리암을 에프랏이라고 부르며, 사무엘기상 17:12는 다윗이 에프랏 사람의 아들이라고 보고하기 때문이었다.
토세프타는 출애굽기 1:22에서 이집트인들이 나일강 물 때문에만 하나님 앞에서 자만했고, 따라서 출애굽기 15:4에서 하나님이 파라오의 병거와 군대를 갈대 바다에 던지셨을 때 하나님이 그들에게 물로만 벌을 내리셨다고 추론했다.
랍비 하나냐의 아들 랍비 요세는 출애굽기 1:22의 "파라오가 그의 모든 백성에게 명령하였다"는 구절에서 파라오가 이스라엘인들뿐만 아니라 자기 백성에게도 같은 명령을 내렸음을 추론했다. 랍비 요세는 따라서 파라오가 세 가지 연속적인 명령을 내렸다고 결론 내렸다: (1) 출애굽기 1:16에서 파라오는 "아들이면 그를 죽여라"고 명령했다. (2) 출애굽기 1:22에서 파라오는 "태어나는 모든 아들은 강에 던져라"고 명령했다. (3) 출애굽기 1:22에서 파라오는 자기 백성에게도 같은 명령을 내렸다.

### 출애굽기 2장

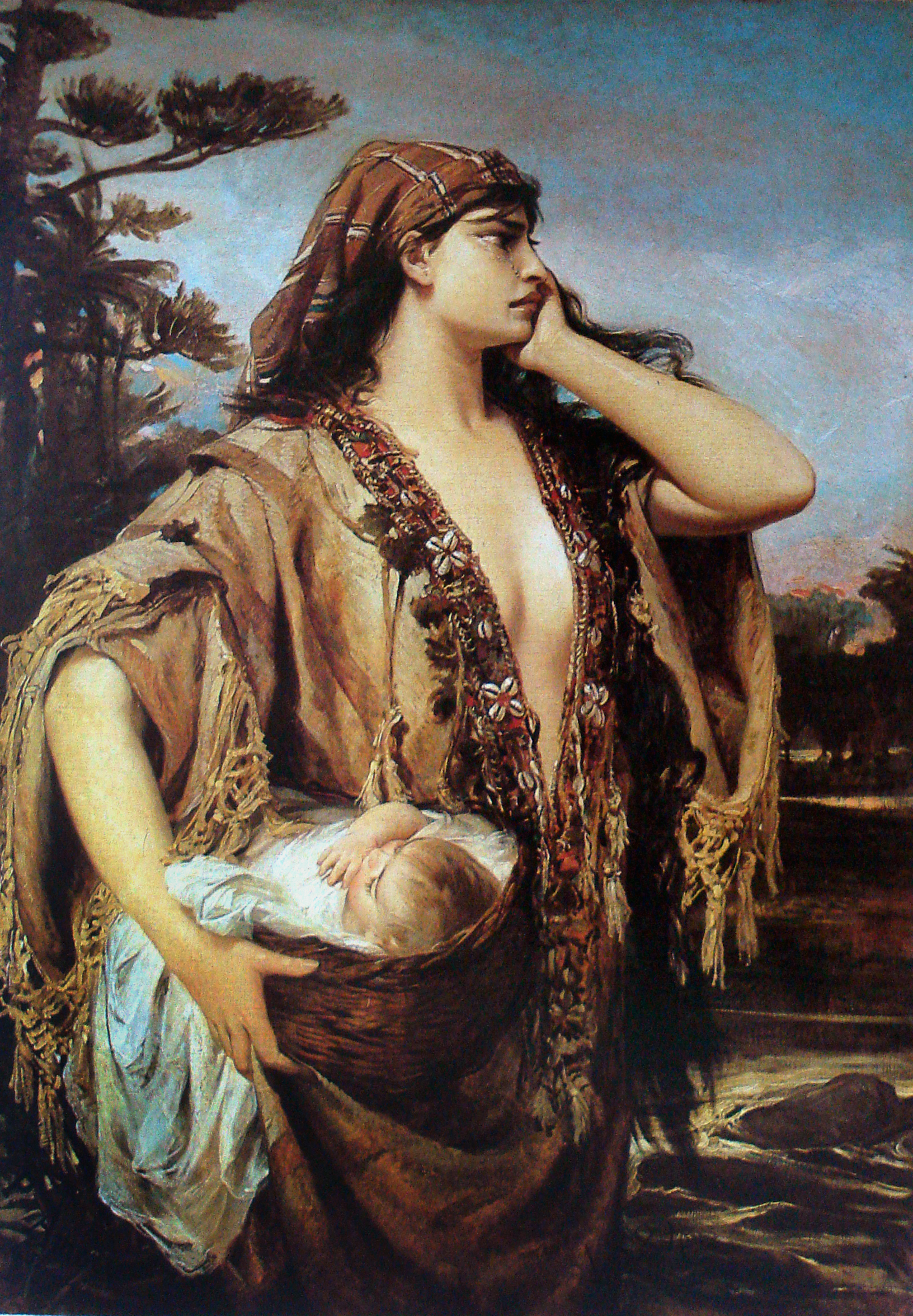
모세와 요게벳 (1884년 페드루 아메리쿠의 그림)

출애굽기 2:1의 "레위 집의 한 남자가 갔다"는 구절을 읽고, 게마라는 그가 어디로 갔는지 물었다. 라브 유다 바르 제비나는 그가 딸의 조언을 따랐다고 가르쳤다. 한 바라이타는 암람이 파라오가 "태어나는 모든 아들은 강에 던져라"고 명령했다는 소식(출애굽기 1:22에 기록된 대로)을 들었을 때, 암람은 자녀를 갖는 것이 헛되다고 결론 내리고 아내와 이혼했고, 모든 이스라엘 남자들도 그를 따라 아내와 이혼했다고 가르쳤다. 그러나 암람의 딸은 그의 명령이 파라오의 명령보다 더 심각하다고 말했다. 파라오의 명령은 아들들에게만 영향을 미쳤지만, 암람의 명령은 아들과 딸 모두에게 영향을 미쳤기 때문이었다. 파라오의 명령은 이 세상에만 영향을 미쳤지만, 암람의 명령은 자녀들을 이 세상과 내세 모두에서 박탈했다. 그리고 파라오의 명령이 이루어질지는 의심스러웠지만, 암람이 의로웠기 때문에 그의 명령이 이루어질 것은 확실했다. 그녀의 주장에 설득된 암람은 아내를 다시 데려왔고, 이스라엘 남자들도 그를 따라 아내들을 다시 데려왔다. 게마라는 왜 출애굽기 2:1이 암람이 요게벳을 "아내로 삼았다"고 보고했는지, 그가 그녀를 다시 데려왔다고 읽었어야 함에도 불구하고 물었다. 라브 유다 바르 제비나는 암람이 요게벳과 첫 결혼처럼 재혼했으며, 첫 신부들을 위한 관례처럼 그녀를 들것 의자에 앉혔고, 아론과 미리암이 그녀 앞에서 춤을 추었으며, 수종드는 천사들은 그녀를 (시편 113:9의 말씀으로) "자녀들의 즐거운 어머니"라고 불렀다고 가르쳤다.
출애굽기 2:1의 "레위의 딸"이라는 구절을 문자적으로 읽고, 랍비 하마 바르 하니나는 요게벳이 야곱 가족이 이집트로 가는 여정 중에 잉태되었고(창세기 46:8-27은 그녀를 이집트로 떠나는 사람들 중에 포함시키지 않았기 때문) 이집트 성벽 안에서 태어났음을(민수기 26:59은 요게벳이 "이집트에서 레위에게 태어났다"고 보고하기 때문) 추론했다. 비록 이것이 게마라의 계산에 따르면 그녀를 130세로 만들겠지만, 라브 유다는 그녀가 "딸"이라고 불린 것은 젊은 여인의 특성이 그녀에게서 다시 태어났기 때문이라고 가르쳤다.
출애굽기 2:2의 "석 달 동안 (아기를) 숨겼다"는 구절을 해석하며, 게마라는 이집트인들이 암람과 요게벳이 재혼한 시점부터 그녀의 임신 기간을 세었기 때문에 그녀가 이를 할 수 있었다고 설명했다. 그러나 그때까지 그녀는 이미 석 달 동안 임신 중이었다. 게마라는 그렇다면 왜 출애굽기 2:2이 그녀가 이미 석 달 동안 임신 중이었음에도 불구하고 "여인이 임신하여 아들을 낳았다"고 보고해야 하는지 물었다. 라브 유다 바르 제비나는 출애굽기 2:2이 요게벳의 모세 출산이 그의 잉태와 비교되었음을 의미하며, 그의 잉태가 고통 없이 이루어졌듯이 그의 출산도 그러했다고 설명했다. 게마라는 섭리가 일부 의로운 여인들을 창세기 3:16의 하와에게 내려진 "고통 중에 자녀를 낳을 것"이라는 명령에서 제외시켰음을 추론했다.

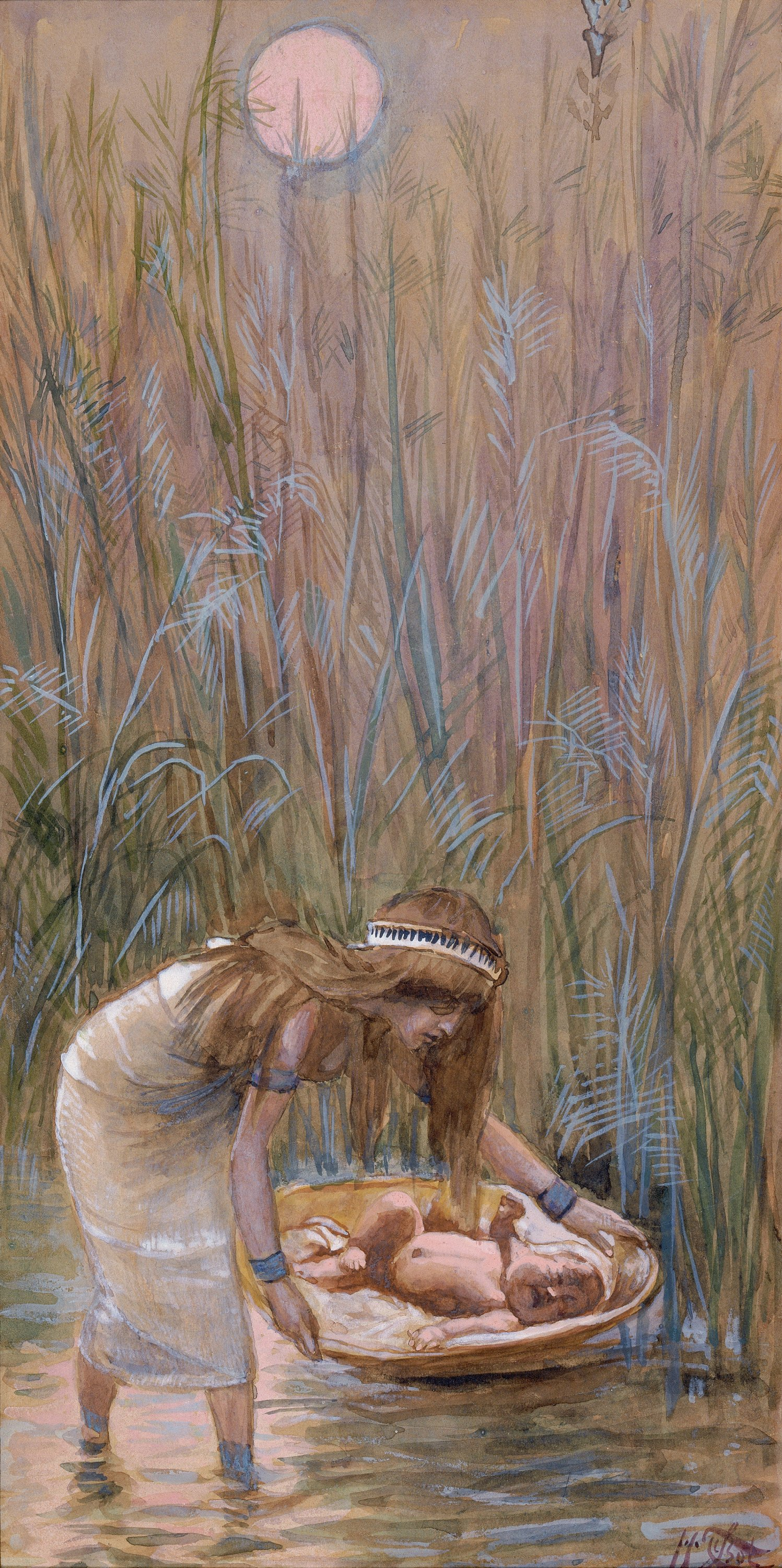
갈대밭에 놓인 모세 (1896년–1902년 경 제임스 티소의 수채화)

출애굽기 2:2의 "그가 선한 것을 보았을 때"라는 구절을 해석하며, 랍비 메이르는 그의 이름이 "선한"을 의미하는 토브였다고 가르쳤다. 랍비 유다는 그의 이름이 "하나님이 선하시다"를 의미하는 토비아였다고 말했다. 랍비 네헤미야는 "선한"이라는 단어에서 요게벳이 모세가 선지자가 될 수 있음을 미리 보았다고 추론했다. 다른 사람들은 그가 더 이상의 개선이 필요 없이 태어났으며, 따라서 그가 할례를 받고 태어났다고 말했다. 그리고 현자들은 출애굽기 2:2의 "그가 선한 것을 보았을 때"와 창세기 1:4의 "하나님이 빛이 선한 것을 보셨더라" 사이의 유사점을 주목하고, "선한"이라는 단어의 유사한 사용에서 모세가 태어났을 때 온 집이 빛으로 가득 찼음을 추론했다.
게마라는 왜 (출애굽기 2:3에 기록된 대로) "그녀가 그를 더 이상 숨길 수 없었는지" 물었다. 게마라는 아이가 태어났다는 소식이 이집트인들에게 알려질 때마다, 그들은 다른 아이들을 이웃집으로 데려가 신생아가 다른 아이들의 우는 소리를 듣고 함께 울게 하여 신생아의 위치를 드러내게 했다고 설명했다.
랍비 엘리에셀은 요게벳이 방주에 갈대를 사용한 것(출애굽기 2:3에 기록된 대로)—저렴한 재료—이 의로운 사람들의 돈이 그들의 몸보다 더 소중하며, 그들이 도둑질을 하게 되지 않도록 하기 위함임을 보여주었다고 설명했다. 랍비 사무엘 바르 나흐마니는 그녀가 방주에 갈대를 선택한 것은 갈대가 부드러운 재료여서 부드러운 재료와 단단한 재료 모두와의 접촉에 견딜 수 있었기 때문이라고 설명했다.
한 바라이타는 요게벳이 "그것에 진흙과 역청을 발랐다"(출애굽기 2:3에 기록된 대로)고 가르쳤는데, 진흙은 안에, 역청은 밖에 발랐다고 했다. 이는 의로운 아기 모세가 역청의 나쁜 냄새에 노출되지 않도록 하기 위함이었다.
출애굽기 2:3의 "그 안에 아이를 넣고 갈대(수프) 사이에 두었다"는 구절을 해석하며, 랍비 엘리에셀은 수프가 갈대 바다(홍해, יַם-סוּף‎)를 의미한다고 읽었다. 그러나 랍비 사무엘 바르 나흐마니는 수프가 이사야 19:6에서 "갈대와 물풀이 말라버릴 것이다"라고 말하는 것처럼 "갈대"를 의미한다고 말했다.

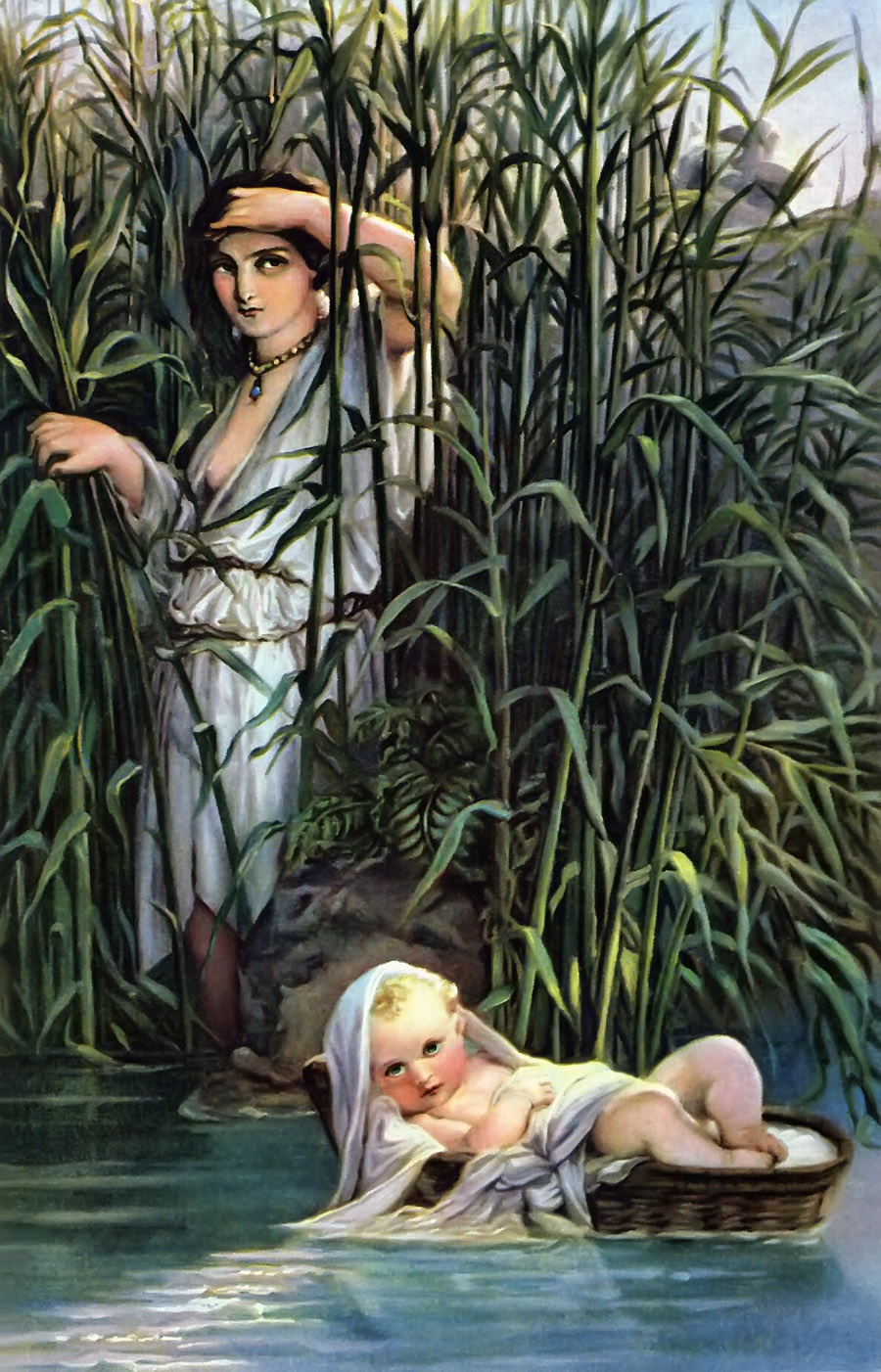
갈대밭의 모세 (19세기 이폴리트 들라로슈의 그림)

바빌로니아 탈무드의 한 바라이타에서 현자들은 일곱 예언자가 유대 백성을 위해 예언했다고 가르쳤다. 게마라는 그들을 사라, 미리암, 드보라, 한나, 아비가일, 훌다, 에스델로 확인했다. 게마라는 미리암이 예언자였음을 출애굽기 15:20이 명시적으로 "예언자 미리암, 아론의 누이가 탬버린을 손에 들고"라고 말함으로써 설명했다. 게마라는 이 구절이 왜 아론만 언급하고 모세는 언급하지 않는지 물었다. 라브 나흐만은 라브의 이름으로 미리암이 모세가 태어나기 전 아론의 누이였을 때 예언했는데, 자신의 어머니가 유대 백성을 구원할 아들을 낳을 운명이라고 말했다고 했다. 모세가 태어났을 때 온 집안이 빛으로 가득 찼고, 그녀의 아버지가 서서 그녀의 머리에 입을 맞추고 그녀의 예언이 성취되었다고 말했다. 그러나 모세가 강에 던져졌을 때, 그녀의 아버지가 그녀의 머리를 쓰다듬으며 그녀의 예언이 어떻게 되었냐고 물었는데, 모세가 곧 죽을 것처럼 보였기 때문이었다. 그래서 출애굽기 2:4은 "그의 누이가 그에게 무슨 일이 일어날지 알기 위해 멀리서 서 있었다"고 기록하는데, 미리암은 자신의 예언이 어떻게 성취될지 알고 싶어 했기 때문이었다.

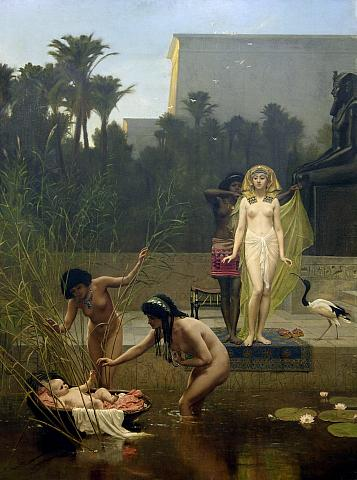
모세의 발견 (1862년 프레데릭 굿올의 그림)

미슈나는 출애굽기 2:4을 인용하여 섭리가 다른 사람을 대하는 방식에 따라 그 사람을 대한다는 원칙을 제시했다. 그래서 출애굽기 2:4이 미리암이 아기 모세를 기다렸다고 기록하듯이, 민수기 12:15에서 이스라엘 민족은 황야에서 미리암을 칠 일 동안 기다렸다. 토세프타는 선행에 대한 보상은 보복에 대한 처벌보다 500배 더 크다고 가르쳤다. 아바예는 따라서 선행과 관련하여 측량에 따른 원칙이 엄격하게 동등하게 적용되지 않는다고 말했다. 라바는 미슈나가 "선과 관련하여도 마찬가지이다"라고 가르쳤으므로, 미슈나는 섭리가 선행에 대해 같은 종류의 측량으로 보상하지만, 선에 대한 보상의 측량이 처벌의 측량보다 크다는 의미일 것이라고 대답했다.
랍비 이사악은 출애굽기 2:4이 성경의 다른 곳에서 셰키나와 관련된 여러 단어를 사용했음을 지적하고, 따라서 하나님의 임재가 미리암이 아기 모세를 지켜보는 동안 그녀와 함께 있었다고 추론했다.
랍비 여호수아는 출애굽기 2:14에서 모세에게 "누가 당신을 우리의 통치자와 재판관으로 삼았습니까?"라고 물은 이스라엘인이 민수기 16:1에서 나중에 고라의 반란에 합류한 다단이라고 확인했다.

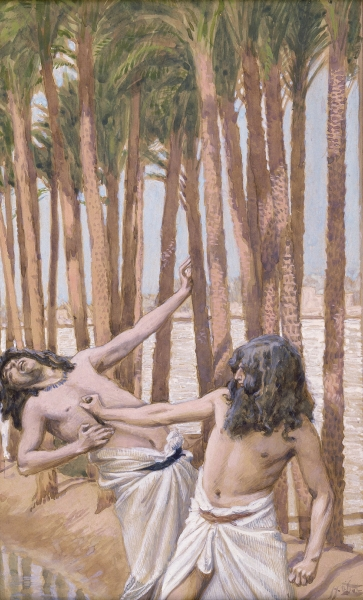
모세가 이집트인을 죽이다 (1896년–1902년 경 제임스 티소의 수채화)

예루살렘 탈무드에서 랍비 주단은 랍비 이사악의 이름으로 하나님이 모세를 파라오의 칼에서 구원하셨다고 말했다. 출애굽기 2:15을 읽으며, 랍비 얀나이는 살과 피의 사람이 어떻게 정부에게서 도망칠 수 있겠냐고 물었다. 오히려 랍비 얀나이는 파라오가 모세를 붙잡아 참수형을 선고했다고 말했다. 처형인이 칼을 내리치는 순간, 모세의 목이 상아 탑처럼(아가 7:5에 묘사된 대로) 되어 칼을 부러뜨렸다. 랍비 유다 하나시는 랍비 에비야사르의 이름으로 칼이 모세의 목에서 튀어나와 처형인을 죽였다고 말했다. 게마라는 출애굽기 18:4을 인용하여 이 추론을 지지했는데, "나를 구원하셨다"는 구절이 하나님이 모세는 구원하셨지만 처형인은 구원하지 않으셨음을 보여주지 않는 한 불필요하다고 읽었기 때문이었다. 랍비 베레키야는 처형인의 운명을 잠언 21:8의 "악한 자는 의로운 자를 위해 속죄된다"는 명제의 적용으로 인용했고, 랍비 아분은 잠언 11:18에 적용되는 같은 명제로 인용했다. 모세가 어떻게 탈출했는지에 대한 두 번째 설명에서, 바르 카파라는 바라이타에서 천사가 모세의 모습으로 하늘에서 내려왔고, 그들은 천사를 붙잡았으며, 모세는 탈출했다고 가르쳤다. 모세가 어떻게 탈출했는지에 대한 세 번째 설명에서, 여호수아 벤 레위 랍비는 모세가 파라오에게서 도망칠 때, 하나님이 파라오의 백성 중 일부를 벙어리로 만들고, 일부를 귀머거리로 만들고, 일부를 눈멀게 하여 무력하게 만드셨다고 말했다. 파라오가 모세가 어디에 있냐고 물었을 때, 벙어리들은 대답할 수 없었고, 귀머거리들은 들을 수 없었으며, 눈먼 자들은 볼 수 없었다. 그리고 이것이 출애굽기 4:11에서 하나님이 모세에게 누가 사람을 벙어리로 만들거나 귀머거리로 만들거나 눈멀게 만들었냐고 물으셨을 때 하나님이 언급하신 사건이었다.
출애굽기 2:23-25을 읽으며, 예루살렘 탈무드는 하나님이 이스라엘 민족을 이집트에서 다섯 가지 이유로 구원하셨다고 가르쳤다: (1) 출애굽기 2:23에 기록된 고난 때문에, (2) 출애굽기 2:23에 기록된 간청 때문에, (3) 출애굽기 2:24에 기록된 조상들의 공로 때문에, (4) 회개 때문에, 출애굽기 2:25이 "하나님이 이스라엘 민족을 보셨다"고 말하는 것처럼, 그리고 (5) 창세기 15:13에 미리 정해진 구원 시기가 경과했기 때문에, 출애굽기 2:25이 "하나님이 주목하셨다"고 말하는 것처럼.

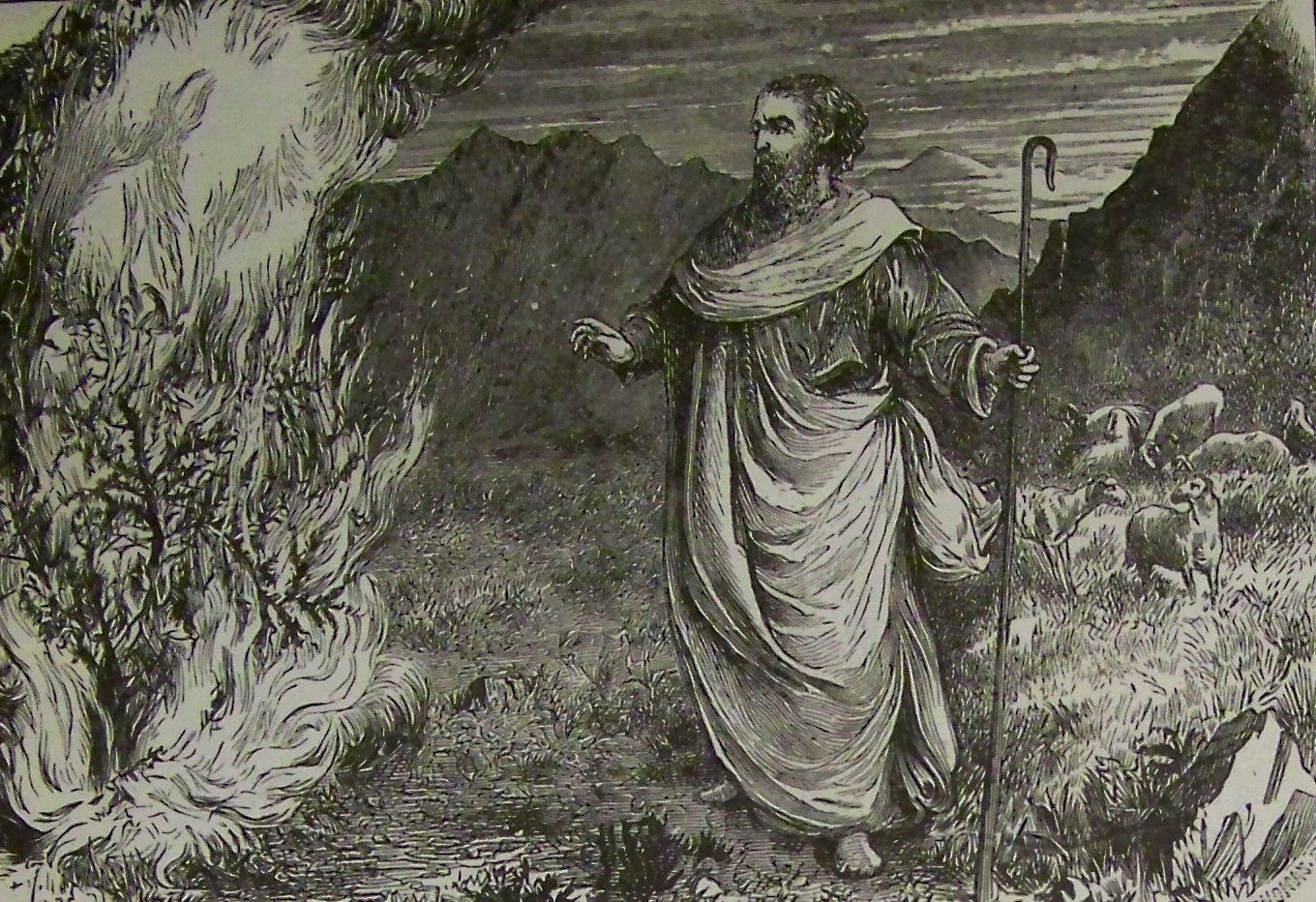
모세와 불타는 떨기나무 (1890년 홀먼 성경 삽화)

### 출애굽기 3장

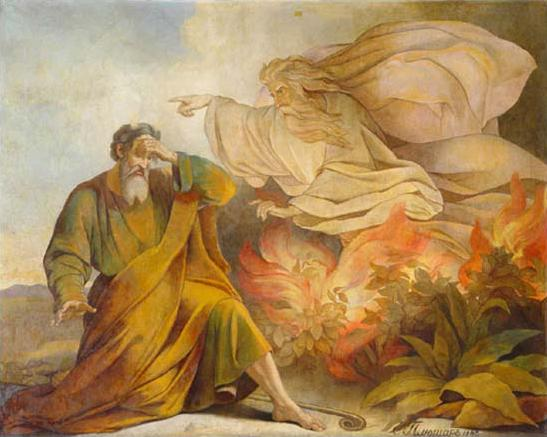
불타는 떨기나무 속 모세에게 나타나신 하나님 (1848년 외젠 플루샤르의 그림, 성 이사악 대성당, 상트페테르부르크)

출애굽기 3:1을 해석하며, 한 미드라시는 하나님이 모세를 목자로서의 경험을 통해 시험하셨다고 가르쳤다. 랍비들은 모세가 황무지에서 이드로의 양 떼를 돌보고 있을 때, 어린 염소 한 마리가 도망쳤다고 말했다. 모세는 염소를 뒤쫓아 그늘진 곳에 이르렀는데, 염소는 그곳의 물웅덩이에서 물을 마시기 위해 멈췄다. 모세는 염소가 목이 말라 도망쳤다고 추론하고, 염소가 지쳤을 것이라고 결론 내렸다. 그래서 모세는 염소를 어깨에 메고 돌아왔다. 결과적으로 하나님은 모세가 그 양 떼를 이끄는 데 자비를 베풀었기 때문에, 모세가 분명히 하나님의 양 떼 이스라엘을 돌볼 것이라고 결정하셨다.

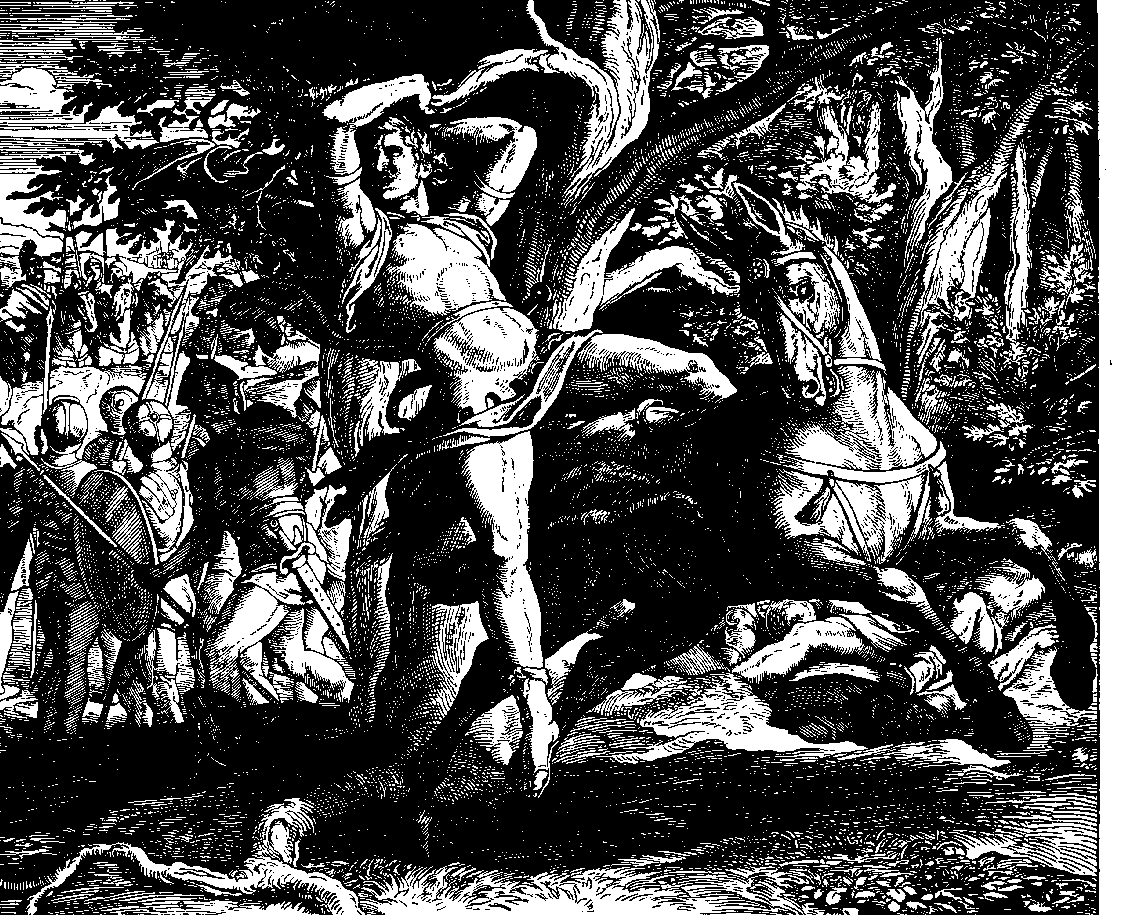
압살롬의 죽음 (1860년 "성경 그림"에 실린 율리우스 슈노르 폰 카롤스펠트의 목판화)

출애굽기 3:1의 "그가 양 떼를 황무지 끝까지 이끌었다"는 구절을 해석하며, 한 미드라시는 모세가 다른 사람들의 밭을 훼손하지 않기 위해 그렇게 했다고 가르쳤다. 따라서 하나님은 모세를 이스라엘을 돌보게 하셨다.
한 미드라시는 하나님이 처음 모세에게 말씀하셨을 때(출애굽기 3:2 초반에 천사를 통해), 모세는 처음에는 그의 일을 그만두려 하지 않았다고 가르쳤다. 그래서 하나님은 모세에게 불타는 떨기나무를 보여주셨고, 모세가 (그런 놀라운 현상을) 보기 위해 얼굴을 돌리고 하나님과 이야기할 수 있도록 하셨다. 따라서 출애굽기 3:2은 처음에는 "그리고 주님의 천사가 그에게 나타났다"고 말하지만, 모세는 보러 가지 않았다. 그러나 모세가 그의 일을 멈추고 보러 가자마자(출애굽기 3:4), 하나님(단지 천사가 아니라)이 즉시 모세를 부르셨다.
랍비 얀나이는 한 쌍둥이가 통증을 느끼면 다른 쌍둥이도 그것을 느끼듯이, 하나님이 (시편 91:15에서) "나는 그와 함께 고난 속에 있을 것이다"라고 말씀하셨다고 가르쳤다. 이와 유사하게, 한 미드라시는 이사야 63:9이 "그들의 모든 고통 속에서 그분도 고통받으셨다"고 말하는 것처럼 가르쳤다. 따라서 하나님은 모세에게 하나님이 이스라엘인들과 마찬가지로 고난 속에 살고 있으며, 하나님이 모세에게 말씀하신 곳—가시덤불—에서 볼 수 있듯이 하나님이 그들의 고난에 동참하고 계심을 깨닫게 하셨다.
출애굽기 3:2의 "주님의 천사가 나타났다"를 읽고, 랍비 요하난은 그가 미카엘이라고 말했고, 랍비 하나냐는 그가 가브리엘이라고 말했다.
한 미드라시는 하나님이 떨기나무 한가운데서 말씀하신 것은 하나님의 임재가 비어 있는 곳이 없다는 것을 가르치기 위함이었다고 가르쳤다—심지어 떨기나무까지도.
라브 요세프는 사람이 항상 창조주에게서 배워야 한다고 가르쳤다. 하나님은 모든 산과 높은 곳을 무시하고 시내산에 신성한 임재(셰키나)를 머물게 하셨고, 모든 아름다운 나무들을 무시하고 떨기나무에 신성한 임재(셰키나)를 머물게 하셨기 때문이다(출애굽기 3:2에 기록된 대로). (이와 유사하게, 사람들은 겸손을 실천해야 한다.)
랍비 시몬의 메킬타는 하나님이 모세에게 가시덤불에서 말씀하신 것은 가시덤불이 다른 식물보다 더 위압적이기 때문인데, 그 안에 들어간 새는 다치지 않고는 나올 수 없기 때문이라고 가르쳤다. 이와 유사하게, 이집트에서의 노예 생활은 다른 노예 생활보다 하나님 앞에서 더 가혹했는데, 창세기 12:20에서 파라오가 아브라함과 함께 이집트에서 보냈다고 하는 하갈을 제외하고는 아무도 이집트에서 자유롭게 나간 노예가 없었기 때문이었다.

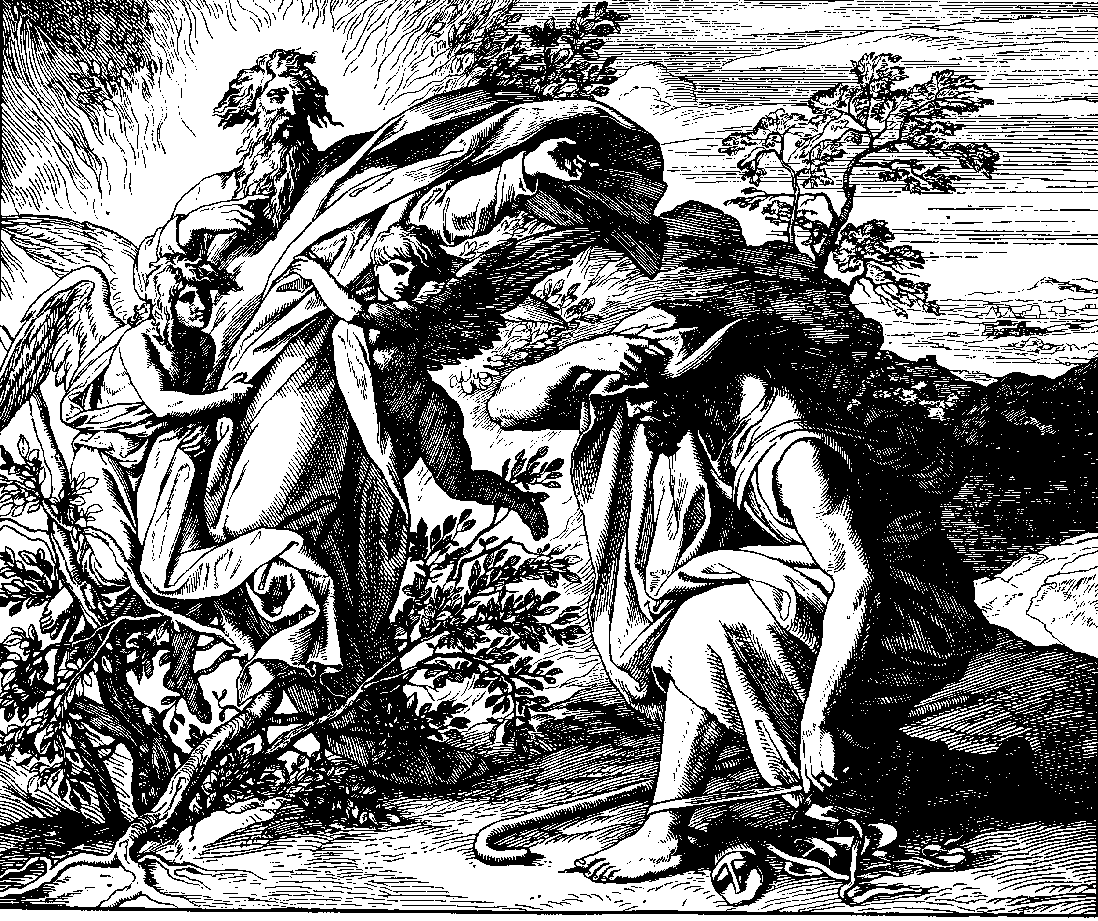
이집트로 보내진 모세 (1860년 "성경 그림"에 실린 율리우스 슈노르 폰 카롤스펠트의 목판화)

시프라는 레위기 1:1과 함께 출애굽기 3:4을 인용하여 하나님이 모세에게 말씀하실 때마다 먼저 그를 불렀다는 주장을 뒷받침했다. 그리고 시프라는 창세기 22:11, 창세기 46:2, 출애굽기 3:4, 사무엘기상 3:10을 인용하여 하나님이 선지자의 이름을 두 번 부르실 때, 하나님은 애정을 표현하고 반응을 유도하려고 하셨다는 주장을 뒷받침했다.
미드라시 탄후마는 이스라엘 민족이 성막을 세우기 전에 하나님이 불타는 떨기나무에서 모세에게 말씀하셨다고 설명했는데, 출애굽기 3:4이 "하나님이 떨기나무에서 그를 부르셨다"고 말하기 때문이다. 그 후 하나님은 미디안에서 모세에게 말씀하셨는데, 출애굽기 4:19이 "주님께서 미디안에서 모세에게 말씀하셨다"고 말하기 때문이다. 그 후 하나님은 이집트에서 모세에게 말씀하셨는데, 출애굽기 12:1이 "주님께서 이집트 땅에서 모세와 아론에게 말씀하셨다"고 말하기 때문이다. 그 후 하나님은 시내에서 모세에게 말씀하셨는데, 민수기 1:1이 "주님께서 시내 광야에서 모세에게 말씀하셨다"고 말하기 때문이다. 이스라엘 민족이 성막을 세우자, 하나님은 "겸손이 아름답다"고 말씀하셨는데, 미가서 6:8이 "그리고 너희 하나님과 겸손히 행하라"고 말하기 때문이다. 그리고 하나님은 회막에서 모세와 이야기하기 시작하셨다.
출애굽기 3:6에서 하나님이 모세에게 하신 말씀 "나는 너희 아버지의 하나님이다"를 읽으며, 랍비 여호수아 하-코헨 바르 네헤미야는 하나님이 처음 모세에게 나타나셨을 때 모세는 예언에 익숙하지 않았다고 가르쳤다. 하나님은 만약 큰 소리로 모세에게 나타나시면 그를 놀라게 할 것이고, 부드러운 소리로 나타나시면 모세가 예언을 가볍게 여길 것이라고 추론하셨다. 그래서 하나님은 모세에게 그의 아버지의 목소리로 나타나셨다. 모세는 "제가 여기 있습니다. 제 아버지가 무엇을 원하십니까?"라고 대답했다. 그러자 하나님은 "나는 너희 아버지가 아니라, 너희 아버지의 하나님이다. 내가 너희에게 두려워하지 않도록 유혹과 함께 왔노라"고 말씀하셨다.

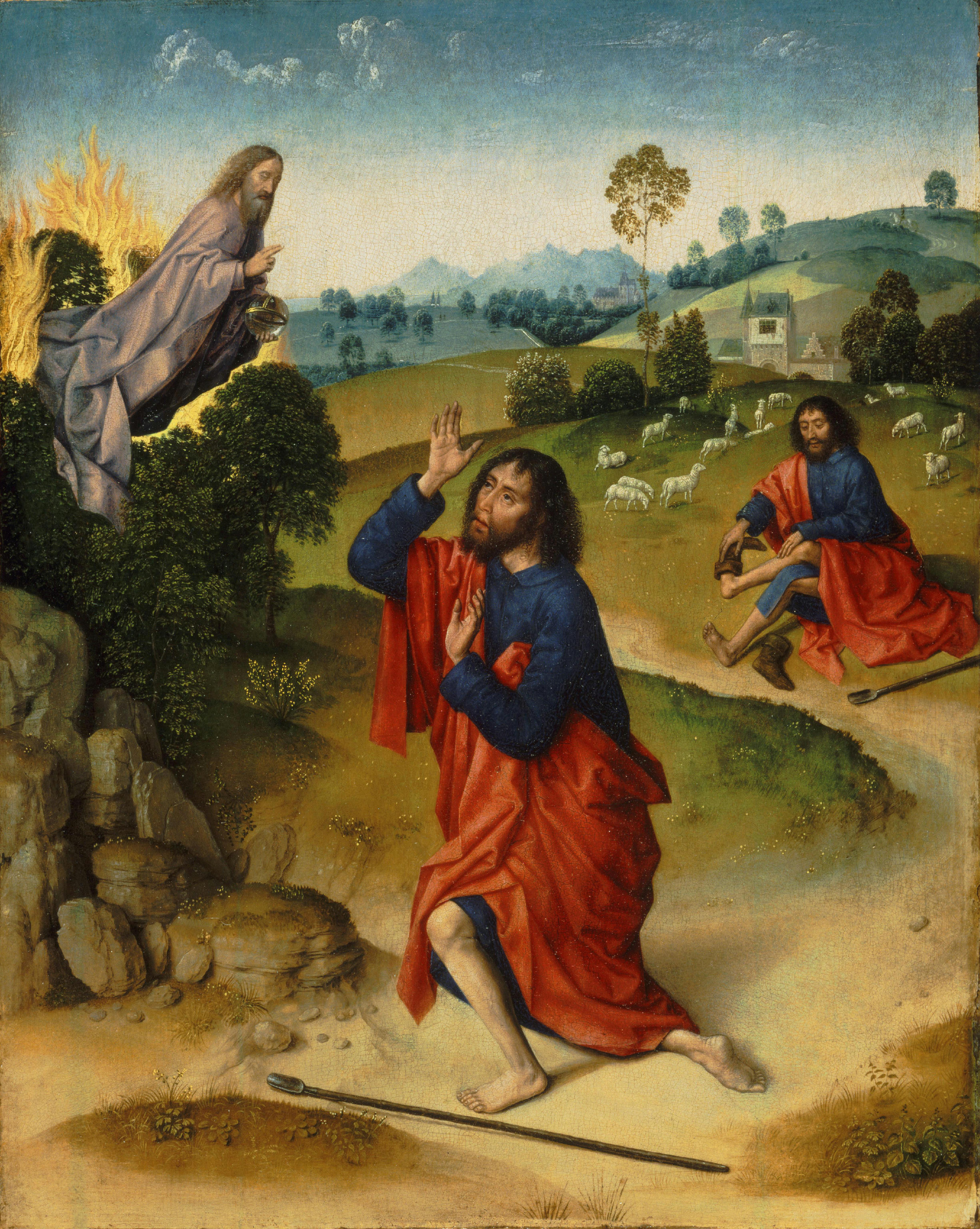
모세와 불타는 떨기나무 (1450년–1475년 경 디르크 부츠 작)

한 바라이타는 사람이 성전 산에 지팡이를 들거나 신발을 신거나 천에 돈을 묶거나 돈주머니를 어깨에 메고 들어가서는 안 되며, 성전 산을 가로질러 지름길로 가서는 안 된다고 가르쳤다. 이 바라이타는 신발을 신는 것의 경우보다 훨씬 더 침 뱉는 것이 성전 산에서 금지되어 있다고 가르쳤다. 신발을 신는 것은 경멸을 나타내지 않지만, 출애굽기 3:5에서 하나님은 모세에게 "너의 신발을 벗어라"고 지시하셨다. 이 바라이타는 이 규칙이 침 뱉는 것에도 훨씬 더 적용되어야 한다고 추론했는데, 침 뱉는 것은 그 자체로 혐오감을 나타내며, 지상 왕 앞에서 그러하다면 만왕의 왕 앞에서야 얼마나 더 그러하겠는가!라고 했다.
랍비 요슈아 벤 코르하의 이름으로 한 바라이타는 하나님이 모세에게 불타는 떨기나무에서 보고 싶으셨을 때 모세는 하나님의 얼굴을 보고 싶어 하지 않았다고 가르쳤다. 모세는 출애굽기 3:6에서 하나님을 보는 것을 두려워하여 얼굴을 가렸다. 그리고 출애굽기 33:18에서 모세가 하나님을 보고 싶어 했을 때, 하나님은 보이고 싶어 하지 않으셨다. 출애굽기 33:20에서 하나님은 "너는 내 얼굴을 볼 수 없다"고 말씀하셨다. 그러나 랍비 사무엘 바르 나흐마니는 랍비 요나단의 이름으로 모세가 불타는 떨기나무에서 행한 세 가지 경건한 행위에 대한 보상으로 세 가지 보상을 받을 자격을 얻었다고 말했다. 출애굽기 3:6에서 얼굴을 가린 것에 대한 보상으로 출애굽기 34:29에서 그의 얼굴이 빛났다. 출애굽기 3:6에서 하나님을 두려워한 것에 대한 보상으로 출애굽기 34:30에서 이스라엘인들이 그에게 가까이 오기를 두려워했다. "하나님을 보기를" 꺼린 것에 대한 보상으로 민수기 12:8에서 하나님의 형상을 보았다.

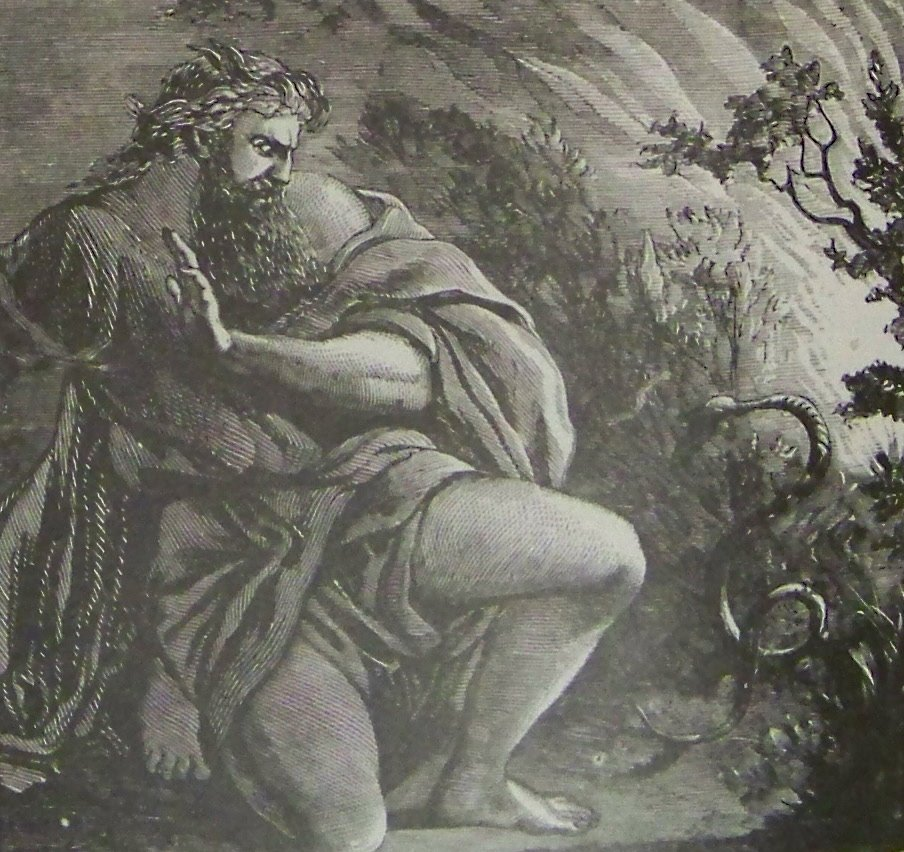
모세의 지팡이가 뱀으로 변하다 (1890년 홀먼 성경 삽화)

게마라는 출애굽기 3:8, 17, 13:5, 33:3, 레위기 20:24, 민수기 13:27, 14:8, 신명기 6:3, 11:9, 26:9, 15, 27:3, 31:20에 묘사된 대로 이스라엘 땅이 실제로 "젖과 꿀"이 흐르는 곳이었다는 여러 랍비들의 보고를 전했다. 한번은 라미 바르 에제키엘이 브네이브라크를 방문했을 때, 무화과나무 아래에서 염소들이 풀을 뜯고 있었고 무화과에서 꿀이 흐르고 있었으며, 염소에서 우유가 떨어져 무화과 꿀과 섞이는 것을 보고, 그는 진정으로 젖과 꿀이 흐르는 땅이라고 말했다. 랍비 야곱 벤 도스타이는 로드에서 오노까지 약 3마일 거리인데, 한번은 아침 일찍 일어나 무화과 꿀 속을 발목까지 걸어갔다고 말했다. 레쉬 라키쉬는 세포리스의 젖과 꿀의 흐름이 16마일 곱하기 16마일 넓이에 걸쳐 있는 것을 보았다고 말했다. 라바 바르 바르 하나는 이스라엘 땅 전체에서 젖과 꿀의 흐름을 보았으며, 총 면적은 22 파르상 곱하기 6 파르상과 같았다고 말했다.
출애굽기 3:14의 하나님의 말씀 "나는 스스로 있는 자니라"를 읽으며, 게마라는 하나님이 모세에게 이스라엘 민족에게 하나님이 이 노예 생활에서 그들과 함께 계셨고, 이 구원에서도 그들과 함께 계실 것이며, 미래의 왕국들의 노예 생활에서도 그들과 함께 계실 것이라고 말하라고 하셨다고 가르쳤다. 모세는 하나님께 그들이 현재를 견디는 것만으로도 충분할 것이며, 미래의 노예 생활을 언급할 필요가 없다고 제안했다. 하나님은 모세의 의견에 동의하시고 그에게 이스라엘 민족에게 "나는 스스로 있는 자가 나를 너희에게 보냈노라"고만 말하라고 하셨다.

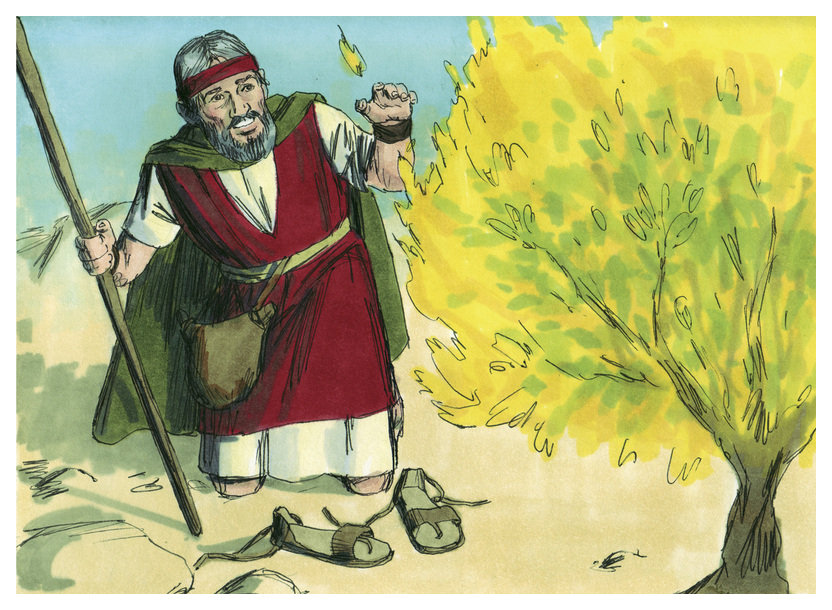
주님께서 불타는 떨기나무 한가운데서 모세에게 말씀하셨다. (1984년 짐 패짓의 삽화, 디스턴트 쇼어즈 미디어/스위트 출판사 제공)

출애굽기 3:14을 확장하여 랍비 압바 바르 멤멜은 모세가 하나님의 이름을 알고자 하는 요청에 대해 하나님이 자신의 일에 따라 불리신다고 모세에게 말씀하셨다고 가르쳤다. 즉, 때로는 성경이 하나님을 "전능하신 하나님", "만군의 주", "하나님", 또는 "주님"이라고 부른다. 하나님이 피조물들을 심판하실 때, 성경은 하나님을 "하나님"이라고 부르고, 하나님이 악인들과 전쟁을 벌이실 때, 성경은 하나님을 "만군의 주"라고 부른다(사무엘기상 15:2, 이사야 12:14-15). 하나님이 사람의 죄에 대한 심판을 유보하실 때, 성경은 하나님을 "엘 샤다이"("전능하신 하나님")라고 부르고, 하나님이 세상에 자비로우실 때, 성경은 하나님을 "아도나이"("주님")라고 부르는데, "아도나이"는 자비의 속성을 나타내기 때문이다. 출애굽기 34:6은 "주님, 주님(아도나이, 아도나이), 자비롭고 은혜로우신 하나님"이라고 말한다. 따라서 출애굽기 3:14에서 하나님은 "'나는 스스로 있는 자'는 내 행동에 따라 결정된다"고 말씀하셨다. 랍비 이사악은 하나님이 모세에게 "나는 지금도 항상 그랬고 앞으로도 그럴 것이다"라고 말하라고 하셨으며, 이 때문에 하나님이 에헤예(eheyeh, "나는 ~일 것이다" 또는 영원한 "나는 ~이다"를 의미)라는 단어를 세 번 말씀하셨다고 가르쳤다. 세포리스의 랍비 후나의 이름으로 랍비 야곱 바르 아비나는 "나는 스스로 있는 자"를 해석하여 하나님이 모세에게 그들이 이 노예 생활에서 그들과 함께 계실 것이며, 그들이 항상 노예 생활을 계속할 것이지만, 하나님이 그들과 함께 계실 것이라고 말하라고 하셨음을 의미한다고 했다. 모세는 하나님께 자신이 이것을 그들에게 말해야 하는지 물으며, 현재의 악이 충분하지 않냐고 물었다. 하나님은 출애굽기 3:14의 말씀으로 "아니다, '너는 이스라엘 자손에게 이렇게 말하라: "나는 스스로 있는 자가 나를 너희에게 보냈다." 너희에게만 이것(미래의 노예 생활)을 드러내지만 그들에게는 아니다"라고 대답하셨다. 랍비 암미의 이름으로 랍비 이사악은 "나는 스스로 있는 자"를 이스라엘인들이 진흙과 벽돌 속에 서 있었고, 진흙과 벽돌(노예 생활에서 노예 생활로)로 계속 나아갈 것이라는 의미로 해석했다. 모세는 하나님께 자신이 이것을 그들에게 말해야 하는지 물었고, 하나님은 "아니다, 그러나 '나는 스스로 있는 자가 나를 너희에게 보냈다'"라고 대답하셨다. 랍비 요하난은 하나님이 "'나는 스스로 있는 자'는 개인에게 해당되지만, 대중에게는 그들의 소원과 의지에 반하여 그들을 다스릴 것이다. 비록 그들이 이를 갈더라도, 에스겔 20:33에 '내가 살아 있는 한, 주 여호와의 말씀이니, 내가 강력한 손과 펼친 팔, 그리고 쏟아 부은 분노로 너희를 다스릴 것이다'라고 기록된 바와 같이"라고 말씀하셨다고 가르쳤다. 랍비 아나니엘 바르 삿손은 하나님이 "내가 원할 때, 세상의 3분의 1을 차지하는 천사 중 하나가 하늘에서 손을 뻗어 땅을 만진다. 에스겔 8:3에 '손의 형상이 내뻗어 내 머리카락 한 묶음을 잡았다'고 기록된 바와 같이 말이다. 그리고 내가 원할 때, 그들 중 일부를 나무 아래에 앉게 한다. 창세기 18:4에 '나무 아래에 앉으십시오'라고 기록된 바와 같이 말이다. 그리고 내가 원할 때, 나의 영광이 온 세상을 가득 채운다. 예레미야 23:24에 '나는 하늘과 땅을 채우지 않느냐? 주님의 말씀이니라'고 기록된 바와 같이 말이다. 그리고 내가 원할 때, 나는 회오리바람 속에서 욥과 이야기한다. 욥기 40:6에 '그때 주님이 회오리바람 속에서 욥에게 대답하셨다'고 기록된 바와 같이 말이다. 그리고 내가 원할 때, 나는 가시덤불에서 말한다(뜻대로 줄이거나 확장한다)"라고 말씀하셨다고 가르쳤다.
한 미드라시는 하나님께 70가지 이름이 있으며, 그 중 하나가 에흐예 아셰르 에흐예(Ehyeh Asher Ehyeh)인데, 이는 하나님이 유일하시고 그 외에는 아무도 없음을 의미한다고 가르쳤다.
한 바라이타는 "나는 스스로 있는 자니라"를 포함한 하나님의 이름은 지워질 수 없다고 가르쳤다.

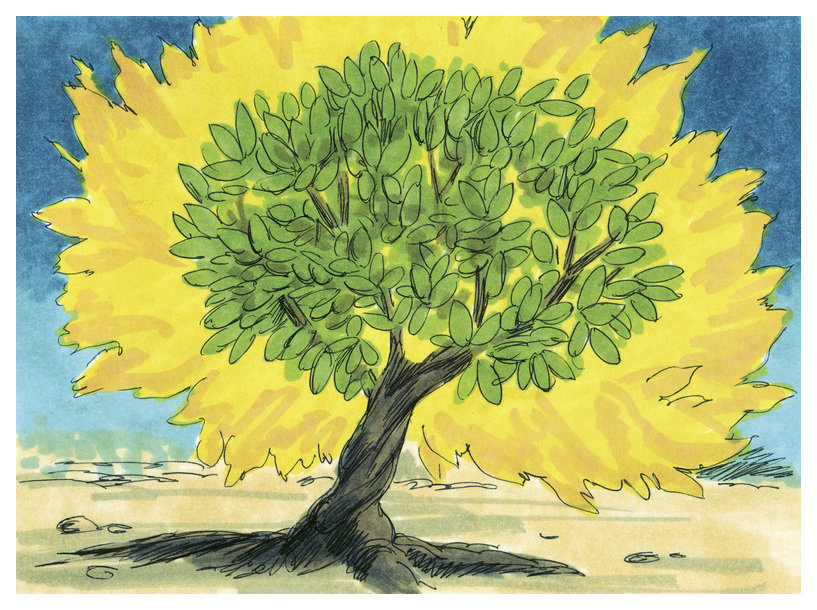
불타는 떨기나무 (1984년 짐 패짓의 삽화, 디스턴트 쇼어즈 미디어/스위트 출판사 제공)

어떤 노인이 라바에게 출애굽기 3:15를 "이것이 나의 이름이니, 감춰져야 할 이름이다"라고 읽을 수 있다고 말했다. 랍비 아비나는 "이것이 나의 이름이니, 감춰져야 할 이름이다"와 출애굽기 3:15의 다음 구절인 "이것이 나의 기념이니 모든 세대에" 사이에 모순이 있다고 지적했다. 랍비 아비나는 하나님이 자신의 이름이 기록된 대로 발음되지 않는다고 말씀하셨다고 가르쳤다: 이름은 יהוה‎, YHWH로 기록되지만, אֲדֹנָי‎, 아도나이로 읽힌다. 즈가리야서 14:9의 "그 날에는 주님이 온 땅의 왕이 되실 것이니, 주님이 한 분이시며 그 이름도 하나이실 것이다"를 읽으며, 라브 나흐만 바르 이츠하크는 미래 세상이 이 세상과 같지 않을 것이라고 가르쳤다. 이 세상에서는 하나님의 이름이 יהוה‎, YHWH로 기록되고 אֲדֹנָי‎, 아도나이로 읽히지만, 미래 세상에서는 하나님의 이름이 모두 하나가 될 것이다: יהוה‎, YHWH로 기록되고 יהוה‎, YHWH로 읽힐 것이다.
출애굽기 3:15을 읽으며, 한 미드라시는 하나님이 모세에게 자신의 이름(신명사문자)으로 이스라엘 민족에게 말하라고 하셨는데, 이는 정의의 속성이며, 하나님이 조상들의 공로로 이스라엘 민족을 다루시는 방식이라고 가르쳤다.
랍비 이스마엘의 메킬타는 출애굽기 3:15 때문에 사람이 (아미다 기도에서) "우리 하나님 여호와, 그리고 우리 조상들의 하나님, 아브라함의 하나님, 이사악의 하나님, 야곱의 하나님, 찬송받으소서"라고 말한다고 가르쳤다.
토세프타는 출애굽기 3:16과 같은 구절들에서 하나님의 방문과 하나님의 기억을 동일시했다.
랍비 하마 바르 하니나는 우리 조상들이 결코 학자들의 회의 없이 살지 않았다고 가르쳤다. 아브라함은 장로이자 학자들의 회의 일원이었는데, 창세기 24:1이 "아브라함은 나이가 많아 늙었고"라고 말하기 때문이다. 아브라함의 종 엘리에셀은 장로이자 학자들의 회의 일원이었는데, 창세기 24:2이 "아브라함이 자기 집의 늙은 종에게, 그가 가진 모든 것을 다스리는 자에게 말하기를"이라고 말하고, 랍비 엘리에셀은 그가 주인님의 토라를 다스리고—따라서 알고 통제하고—있었음을 의미한다고 설명했다. 이사악은 장로이자 학자들의 회의 일원이었는데, 창세기 27:1이 "이사악이 늙었을 때 이렇게 되었다"고 말하기 때문이다. 야곱은 장로이자 학자들의 회의 일원이었는데, 창세기 48:10이 "이스라엘의 눈은 나이가 들어 흐릿해졌고"라고 말하기 때문이다. 이집트에서는 학자들의 회의가 있었는데, 출애굽기 3:16이 "가서 이스라엘의 장로들을 모아라"고 말하기 때문이다. 그리고 황무지에서는 학자들의 회의가 있었는데, 민수기 11:16에서 하나님이 모세에게 "이스라엘의 장로 70명을 모아라"고 지시하셨기 때문이다.
한 미드라시는 출애굽기 3:16에서 "내가 확실히 방문하였다(פָּקֹ֤ד פָּקַ֙דְתִּי֙‎, 파코드 파카데티)"고 말함으로써, 하나님이 요셉의 창세기 50:24의 예언 "하나님이 분명히 너희를 방문하실 것이다(פָּקֹ֧ד יִפְקֹ֣ד‎, 파코드 이프코드)"를 반영하셨다고 지적했다. 미드라시는 하나님이 모세에게 장로들이 요셉에게서 하나님이 이 표현으로 그들을 구원하실 것이라는 전통을 가지고 있었으니, 모세가 가서 그 표현을 하나님의 임박한 구원의 표적으로 사용하라고 말씀하셨다고 가르쳤다.
이와 유사하게, 랍비 엘리에셀은 히브리어 글자 중 두 개의 다른 모양(단어의 중간 또는 끝에 따라)을 가진 다섯 글자(צ פ נ מ כ‎ (카프, 멤, 눈, 페, 차데))가 모두 구원의 신비와 관련이 있다고 가르쳤다. 글자 카프(כ‎)로 하나님은 갈대아 우르에서 아브라함을 구원하셨는데, 창세기 12:1에서 하나님이 "너희 나라와 친척 중에서... 내가 너희에게 보여줄 땅으로 가라(לֶךְ-לְךָ‎, 레흐 레카)"고 말씀하시기 때문이다. 글자 멤(מ‎)으로 이사악은 블레셋 땅에서 구원받았는데, 창세기 26:16에서 블레셋 왕 아비멜렉이 이사악에게 "우리에게서 떠나라. 너는 우리보다 훨씬 강하기(מִמֶּנּוּ, מְאֹד‎, 미메누 므오드) 때문이다"라고 말했기 때문이다. 글자 눈(נ‎)으로 야곱은 에사우의 손에서 구원받았는데, 창세기 32:12에서 야곱이 "내 형의 손에서, 에사우의 손에서 나를 구원해 주소서(הַצִּילֵנִי נָא‎, 하치레이니 나)"라고 기도했기 때문이다. 글자 페(פ‎)로 하나님은 이집트에서 이스라엘을 구원하셨는데, 출애굽기 3:16-17에서 하나님이 모세에게 "내가 분명히 너희를 방문하였고(פָּקֹד פָּקַדְתִּי‎, 파코드 파카데티), 이집트에서 너희에게 일어난 일을 보았노라. 그리고 내가 말하였다, 내가 너희를 이집트의 고통에서 데리고 나올 것이다"라고 말씀하셨기 때문이다. 글자 차데(צ‎)로 하나님은 이스라엘을 왕국들의 압제에서 구원하실 것이며, 하나님은 이스라엘에게 "내가 너희를 위해 한 가지를 돋아나게 하였다"고 말씀하실 것인데, 즈가리야서 6:12이 "보라, 그 이름이 싹(צֶמַח‎, 츠마흐)인 사람이니, 그가 자기 자리에서 자라나(יִצְמָח‎, 이츠마흐) 주님의 성전을 건축할 것이다"라고 말하기 때문이다. 이 글자들은 아브라함에게 전달되었다. 아브라함은 이사악에게, 이사악은 야곱에게, 야곱은 요셉에게 구원의 신비를 전달했고, 요셉은 형제들에게 구원의 비밀을 전달했는데, 창세기 50:24에서 요셉이 형제들에게 "하나님이 분명히 너희를 방문하실 것이다(פָּקֹד יִפְקֹד‎, 파코드 이프코드)"라고 말했기 때문이다. 야곱의 아들 아셀은 구원의 신비를 딸 세라에게 전달했다. 모세와 아론이 이스라엘 장로들에게 와서 그들 앞에서 표적을 행했을 때, 장로들은 세라에게 말했다. 그녀는 표적에는 실제가 없다고 말했다. 장로들은 그녀에게 모세가 "하나님이 분명히 너희를 방문하실 것이다"라고 말했다고 했다(창세기 50:24처럼). 세라는 장로들에게 모세가 이집트에서 이스라엘을 구원할 자이며, 그녀는 (출애굽기 3:16의 말씀으로) "내가 분명히 방문하였다(פָּקֹד פָּקַדְתִּי‎, 파코드 파카데티)"는 말을 들었기 때문이라고 말했다. 백성들은 즉시 하나님과 모세를 믿었고, 출애굽기 4:31이 "그리고 백성이 믿었고, 주님께서 이스라엘 자손을 방문하셨다는 말을 들었을 때"라고 말하는 것처럼.
출애굽기 3:19에서 하나님이 모세에게 하신 경고 "나는 이집트 왕이 너희를 가게 하지 않을 것임을 안다"를 읽으며, 한 미드라시는 하나님이 파라오가 앞으로 무엇을 할지, 그리고 모세가 파라오에게 가자마자 백성의 노역을 늘릴 것을 미리 아셨다고 가르쳤다. 그래서 하나님은 모세에게 이것을 알리셨는데, 모세가 하늘을 비난하지 않도록 하기 위함이었다. 그럼에도 불구하고 그는 하늘을 비난했고, 전도서 7:7의 말씀 "압제가 지혜로운 사람을 어리석게 만든다"는 모세에게 적용된다.

### 출애굽기 4장
레쉬 라키쉬는 섭리가 아무 죄 없는 사람을 부당하게 의심하는 자들을 육체적으로 벌한다고 가르쳤다. 출애굽기 4:1에서 모세는 이스라엘인들이 "나를 믿지 않을 것이다"라고 말했지만, 하나님은 이스라엘인들이 믿을 것임을 아셨다. 따라서 하나님은 모세에게 이스라엘인들은 믿는 자들이며 믿는 자들의 후손이지만, 모세는 결국 불신할 것이라고 말씀하셨다. 게마라는 출애굽기 4:13이 "백성이 믿었다"고 보고하고 창세기 15:6은 이스라엘인들의 조상 아브라함이 "주님을 믿었다"고 보고하는 반면, 민수기 20:12는 모세가 "믿지 않았다"고 보고한다고 설명했다. 따라서 모세는 출애굽기 4:6에서 하나님이 그의 손을 눈처럼 하얗게 만드셨을 때 벌을 받았다.
미슈나는 출애굽기 4:2-5,17의 기적적인 지팡이를 창조 여섯째 날 저녁에 하나님이 창조하신 열 가지 중 하나로 꼽았다.
한 미드라시는 출애굽기 4:10에서 모세가 하나님께 "저는 어제도 오늘도, 주님께서 말씀하신 이후로도 말에 능숙하지 못합니다"라고 말한 것이, 하나님이 모세에게 이집트 임무를 맡기기 위해 칠 일 동안 설득했지만, 모세는 불타는 떨기나무 사건까지 저항했음을 나타낸다고 읽었다. 미드라시는 "저는 말에 능숙하지 못합니다"를 첫째 날, "어제"를 둘째 날, "또한(גַּ֛ם‎, 감)"을 셋째 날, "그 전날"을 넷째 날, "또한(גַּ֛ם‎, 감)"을 다섯째 날, "이후로"를 여섯째 날, "주님께서 말씀하신"을 일곱째 날로 읽었다.
랍비 사무엘 바르 나흐만은 모세가 황무지에서 죽는 운명을 처음으로 겪은 것은 불타는 떨기나무에서의 행동 때문이라고 가르쳤는데, 그곳에서 하나님이 모세에게 칠 일 동안 이집트 임무를 맡으라고 설득하셨기 때문이었다. 그리고 결국 모세는 출애굽기 4:13에서 하나님께 "원하건대, 당신께서 보내실 사람의 손으로 보내소서"라고 말했다. 하나님은 모세에게 이것을 저장해 두겠다고 대답하셨다. 랍비 베레키아는 랍비 레위의 이름으로, 그리고 랍비 헬보는 하나님이 모세에게 언제 보상하셨는지에 대해 다른 답변을 주었다. 한 사람은 레위기 8장의 제사장 직분 봉헌의 칠 일 동안 모세가 대제사장으로서 기능했고, 그는 그 직분이 자신에게 속한다고 생각하게 되었다고 말했다. 그러나 결국 하나님은 모세에게 그 일이 그의 일이 아니라 그의 형제의 일이라고 말씀하셨는데, 레위기 9:1이 "여덟째 날에 모세가 아론을 불렀다"고 말하기 때문이다. 다른 사람은 아달월 40년의 처음 칠 일 동안 모세가 하나님께 약속의 땅에 들어가게 해달라고 간청했지만, 결국 신명기 3:27에서 하나님이 그에게 "너는 이 요르단 강을 건너지 못할 것이다"라고 말씀하셨다고 가르쳤다.
시몬 벤 요하이 랍비는 아론이 출애굽기 4:14의 말씀처럼 모세의 성공에 대해 "마음이 기뻤기" 때문에 출애굽기 28:30의 말씀처럼 "판결 흉패 우림과 둠밈이... 아론의 가슴에 있게 될 것"이라고 가르쳤다.
한 미드라시는 모세가 출애굽기 4:18에서 이드로에게 돌아간 이유를 설명했다. 미드라시는 모세가 처음 이드로에게 왔을 때, 이드로의 허락 없이는 떠나지 않겠다고 맹세했다고 가르쳤다. 따라서 하나님이 모세에게 이집트로 돌아가라고 명하셨을 때, 모세는 먼저 이드로에게 가서 맹세에서 벗어나게 해달라고 요청했다.
랍비 레위 바르 히타는 살아있는 친구에게 작별 인사를 할 때 "평안히 가세요(לֵךְ בְּשָׁלוֹם‎, 레흐 브샬롬)"라고 말하지 말고 "평화에 이르게 가세요(לֵךְ לְשָׁלוֹם‎, 레흐 레샬롬)"라고 말해야 한다고 가르쳤다. 게마라는 이드로가 모세에게 한 작별 인사(출애굽기 4:18)를 올바른 작별 인사의 증거로 인용했는데, 이드로가 "평화에 이르게 가세요"라고 말했고, 모세는 그의 임무에서 성공했기 때문이었다. 게마라는 다윗이 압살롬에게 한 작별 인사(사무엘기하 15:9)를 부적절한 작별 인사의 증거로 인용했는데, 다윗이 "평안히 가세요"라고 말했고, 압살롬은 가서 나무에 걸려 적들에게 쉽게 잡혀 죽었기 때문이었다.
랍비 요하난은 시몬 벤 요하이 랍비의 권위로 토라가 "다툼"(니짐)을 언급하는 곳마다 다단과 아비람을 지칭한다고 말했다. 따라서 게마라는 출애굽기 4:19에서 모세의 목숨을 노렸던 자들을 다단과 아비람으로 식별했다. 레쉬 라키쉬는 그들이 실제로 죽은 것이 아니라, 출애굽기 4:19이 보고하는 것처럼, 가난해졌을 뿐이라고 더 설명했는데, 이는 (한 바라이타가 가르친 대로) 가난한 자들은 죽은 것으로 간주되기 때문이었다(세상에서 영향력이 거의 없다는 점에서 비슷하기 때문이었다). 바라이타는 네 가지 유형의 사람들이 죽은 것으로 간주된다고 가르쳤다: 가난한 사람, 피부병에 걸린 사람(메초라), 맹인, 그리고 자녀가 없는 사람. 가난한 사람은 죽은 것으로 간주되는데, 출애굽기 4:19이 "당신의 목숨을 찾던 모든 사람들이 죽었기 때문"이라고 말하기 때문이다(그리고 게마라는 이를 그들이 가난에 시달렸음을 의미한다고 해석했다). 피부병에 걸린 사람(מְּצֹרָע‎, 메초라)은 죽은 것으로 간주되는데, 민수기 12:10-12이 "아론이 미리암을 보니, 보라, 그녀가 나병(מְצֹרָעַת‎, 메초라앗)에 걸려 있었다. 아론이 모세에게 말하기를... 그녀가 죽은 자처럼 되지 않게 하소서"라고 말하기 때문이다. 맹인은 죽은 것으로 간주되는데, 애가 3:6이 "그는 나를 어둠 속에 두셨으니, 옛날에 죽은 자들처럼"이라고 말하기 때문이다. 그리고 자녀가 없는 사람은 죽은 것으로 간주되는데, 창세기 30:1에서 라헬이 "저에게 자녀를 주십시오, 그렇지 않으면 저는 죽을 것입니다"라고 말했기 때문이다.

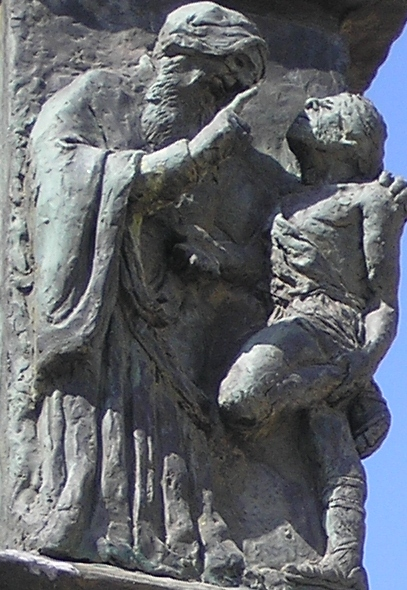
힐렐 (예루살렘 크네세트 메노라 조각)

한 바라이타는 칠십인역의 출애굽기 4:20 그리스어 번역을 번역자들이 원문을 다양하게 바꾼 여러 사례 중 하나로 인용했다. 출애굽기 4:20의 히브리어 본문이 "모세가 그의 아내와 아들들을 데리고 나귀에 태웠으니"라고 말하는 곳에서, 바라이타는 그리스어 번역이 "모세가 그의 아내와 아이들을 데리고 사람 운반자에 태웠으니"라고 말했다고 전했는데, 이는 모세의 존엄을 보존하기 위함이었다.
어떤 비유대인이 샴마이에게 자신이 대제사장으로 임명된다는 조건으로 유대교로 개종시켜 달라고 요청했다. 샴마이는 건축자의 자로 그를 밀쳐냈다. 그 비유대인은 힐렐에게 갔고, 힐렐은 그를 개종시켰다. 개종자는 토라를 읽었고, 민수기 1:51, 3:10, 18:7의 "가까이 다가오는 평민은 죽음을 당할 것이다"라는 명령에 이르자, 힐렐에게 그 명령이 누구에게 적용되는지 물었다. 힐렐은 제사장이 아니었던 이스라엘의 왕 다윗에게도 적용된다고 대답했다. 그러자 개종자는 하물며 그 명령이 출애굽기 4:22에서 하나님이 "나의 맏아들"이라고 부르신 모든 (비제사장) 이스라엘인들에게 적용된다면, 지팡이와 가방만 들고 이스라엘인들 가운데로 온 단순한 개종자에게는 얼마나 더 적용되겠냐고 추론했다. 그리고 개종자는 샴마이에게 돌아가 명령을 인용하며, 자신이 샴마이에게 대제사장으로 임명해 달라고 요청한 것이 얼마나 터무니없는 일이었는지 말했다.
한 바라이타는 랍비 요슈아 벤 카르하가 할례는 위대한 일이며, 모세가 그의 아들 엘리에셀의 할례를 늦추었을 때 그가 행한 모든 공덕이 그를 보호하지 못했고, 그 실패가 출애굽기 4:24의 "주님께서 그를 만나 그를 죽이려 하셨다"는 결과를 초래했다고 말했다고 가르쳤다. 그러나 랍비 요세는 모세가 할례에 대해 무관심했던 것이 아니라, 아들을 할례시키고 즉시 파라오에게 임무를 떠나면 아들의 생명을 위협할 것이라고 추론했다고 가르쳤다. 모세는 아들을 할례시키고 사흘을 기다려야 할지 고민했지만, 하나님은 그에게 (출애굽기 4:19에서) "이집트로 돌아가라"고 명령하셨다. 랍비 요세에 따르면, 하나님은 모세가 먼저 여관에서 숙소를 구하는 데 몰두했기 때문에(할례를 돌보기보다), 그를 벌하려 하셨는데, 출애굽기 4:24이 "길을 가다가 숙소에서 이렇게 되었다"고 보고하기 때문이다. 랍반 시메온 벤 가말리엘은 고소자가 모세를 죽이려 한 것이 아니라 엘리에셀을 죽이려 했다고 가르쳤는데, 출애굽기 4:25이 "그때 십보라가 부싯돌을 가져다 자기 아들의 포피를 베어 모세의 발에 던지며 말하였다: '당신은 나에게 피의 신랑입니다.'" 랍반 시메온 벤 가말리엘은 "피의 신랑"이라고 불릴 수 있는 자는 할례받은 아기라고 추론했다. 랍비 유다 바르 비즈나는 모세가 엘리에셀의 할례를 늦추었을 때, 아프(אַף‎, 진노)와 헤마(חֵמָה‎, 분노)라는 두 천사가 와서 모세를 삼켜 그의 다리만 남겨두었다고 가르쳤다. 십보라는 천사들이 모세의 하체를 드러낸 것을 보고 위험이 엘리에셀의 할례를 실패한 데서 비롯되었음을 추론하고, (출애굽기 4:25의 말씀으로) 그녀는 "날카로운 돌을 가져다 자기 아들의 포피를 베었다." 그러자 즉시 아프와 헤마가 모세를 놓아주었다. 그 순간 모세는 아프와 헤마를 죽이고 싶어 했는데, 시편 37:8이 "진노(אַף‎, 아프)를 그치고 분노(חֵמָה‎, 헤마)를 버리라"고 말하기 때문이다. 어떤 사람들은 모세가 헤마를 죽였다고 말하는데, 이사야 27:4이 "내게 분노(חֵמָה‎, 헤마)가 없다"고 말하기 때문이다. 그러나 신명기 9:19은 "내가 진노(אַף‎, 아프)와 분노(חֵמָה‎, 헤마)를 두려워했노라"고 말하므로, 그 둘은 그 나중에도 살아있었을 것이다. 게마라는 헤마라는 이름의 천사가 두 명 있었을 수도 있다고 가정했다. 또는, 게마라는 모세가 헤마의 군단 중 하나를 죽였을 수도 있다고 제안했다.
한 바라이타는 창세기 46:17과 민수기 26:46에 언급된 아셀의 딸 세라가 이스라엘이 이집트로 내려갔던 시기부터 광야 방랑 시기까지 살아남았다고 가르쳤다. 게마라는 모세가 그녀에게 요셉이 이집트인들에게 어디에 묻혔는지 묻기 위해 갔다고 가르쳤다. 그녀는 이집트인들이 요셉을 위해 금속 관을 만들었다고 말했다. 이집트인들은 관을 나일강에 두어 강물이 축복받도록 했다. 모세는 나일강 강변으로 가서 요셉에게 하나님이 이스라엘인들을 구원할 때가 왔고, 창세기 50:25에서 요셉이 이스라엘 자손에게 부과했던 맹세가 성취될 때가 왔다고 불렀다. 모세가 요셉에게 자신을 보여달라고 부르자, 요셉의 관이 즉시 물 위로 떠올랐다. 이와 유사하게, 한 미드라시는 세라가 이스라엘인들에게 야곱으로부터 전해진 비밀 암호를 전달하여 그들이 구원자를 알아볼 수 있도록 했다고 가르쳤다. 미드라시는 출애굽기 4:30에 기록된 대로 "아론이 이스라엘 백성에게 모든 말씀을 전했을 때," 출애굽기 4:31에 기록된 대로 "백성이 믿었다"는 것은 그들이 표적을 보았기 때문만이 아니라고 말했다. 오히려 출애굽기 4:31에 기록된 대로 "그들은 주님께서 방문하셨다는 말을 들었다"—그들은 표적을 보았기 때문이 아니라 들었기 때문에 믿었다. 그들을 믿게 만든 것은 야곱으로부터 요셉에게, 요셉에게서 그의 형제들에게, 그리고 야곱의 아들 아셀로부터 모세와 아론 시대에도 살아있었던 그의 딸 세라에게 전해진 전통을 통해 하나님이 그들에게 전달하신 하나님의 방문 표적이었다. 아셀은 세라에게 어떤 구원자라도 와서 이 암호를 이스라엘인들에게 말한다면 그가 진정한 구원자가 될 것이라고 말했다. 그래서 모세가 와서 암호를 말하자, 백성들은 즉시 그를 믿었다.

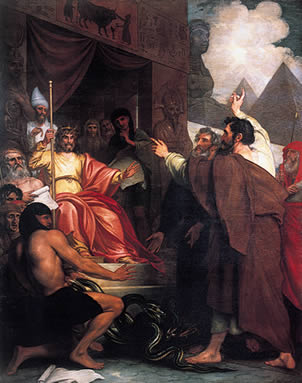
파라오 앞에 선 모세와 아론 (벤저민 웨스트의 그림)

### 출애굽기 5장
샴마이 학파는 출현 제물의 요건이 축제 제물보다 크다고 주장했지만, 힐렐 학파는 출애굽기 5:1을 인용하여 축제 제물이 시내산 계시 이전과 이후 모두에 적용되었음을 보여주며, 따라서 그 요건이 출현 제물보다 크다고 주장했다.
한 미드라시는 잠언 29:23의 말씀 "사람의 교만은 그를 낮추게 하고, 겸손한 영은 영예를 얻으리라"가 각각 파라오와 모세에게 적용된다고 해석했다. 미드라시는 "사람의 교만은 그를 낮추게 하고"라는 말씀이 출애굽기 5:2에서 거만하게 "여호와가 누구인데 내가 그의 목소리를 들어야 하느냐?"라고 물었던 파라오에게 적용되며, 그래서 시편 136:15에 기록된 대로 하나님이 "파라오와 그의 군대를 전복시키셨다"고 가르쳤다. 그리고 미드라시는 "겸손한 영은 영예를 얻으리라"는 말씀이 출애굽기 8:5에서 겸손하게 파라오에게 "이 영광을 저에게 주십시오. 개구리가 사라지게 하도록 제가 언제 당신을 위해 간청해야 합니까?"라고 물었고, 출애굽기 9:29에서 "제가 도시를 벗어나자마자, 주님께 손을 펼 것이니, 천둥이 멈추고 우박도 더 이상 없을 것입니다"라고 말할 기회를 얻음으로써 보상받은 모세에게 적용된다고 가르쳤다.
바리새파는 출애굽기 5:2에서 파라오가 하나님이 누구냐고 물었지만, 하나님이 그를 치신 후에는 출애굽기 9:27에서 파라오가 하나님이 의로우시다고 인정했음을 지적했다. 이러한 병치를 인용하며, 바리새파는 지상 통치자의 이름을 하나님의 이름보다 위에 두는 이단자들에게 불평했다.
랍비 네후니아는 파라오를 회개의 힘의 예로 인용했다. 파라오는 출애굽기 5:2에 기록된 대로 "주님께서 누구인데 내가 그의 목소리를 들어야 하느냐?"라고 말하며 하나님께 가장 심하게 반역했다. 그러나 파라오는 자신이 죄를 지었던 동일한 표현으로 회개했는데, 출애굽기 15:11의 "주님, 강한 자들 중에 주님과 같은 자가 누구입니까?"라는 말을 했기 때문이다. 그리하여 하나님은 파라오를 죽은 자들 가운데서 구원하셨다. 랍비 네후니아는 출애굽기 9:15에서 하나님이 모세에게 파라오에게 "내가 이제 내 손을 내밀어 너를 쳤노라"고 말하라고 하신 것으로 보아 파라오가 죽었다고 추론했다.

## 중세 유대 해석
이 파라샤는 다음 중세 유대 문헌들에서 논의된다:

### 출애굽기 2장

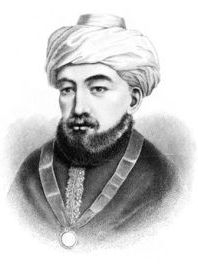
마이모니데스

마이모니데스는 출애굽기 18:21의 “능력 있는 자들”을 읽고, 재판관은 억압받는 자를 억압하는 자로부터 구원하기 위해 용감한 마음을 가져야 한다고 해석했는데, 출애굽기 2:17이 “모세가 일어나 그들을 구원했다”고 기록하고 있기 때문이었다.

### 출애굽기 3장
출애굽기 3:15에서 하나님이 모세에게 자신을 "주님, 너희 조상의 하나님, 아브라함의 하나님, 이사악의 하나님, 야곱의 하나님이 나를 너희에게 보냈노라. 이것이 영원히 나의 이름이 될 것이다"라고 밝히신 것을 읽으며, 바흐야 이븐 파쿠다는 하나님이 이 묘사를 사용하신 것은 사람들이 하나님의 이름과 존재 외에는 하나님에 대해 아무것도 이해할 수 없기 때문이라고 설명했다. 따라서 하나님은 이스라엘인들에게 그들이 하나님을 알게 된 방식, 즉 그들이 물려받은 조상들의 전통을 통해 자신을 밝히셨는데, 창세기 18:19이 "내가 그(아브라함)를 알았으니, 그가 그의 자녀와 그의 가정을 그 후에 명령하여 주님의 길을 지키고 의와 공의를 행하게 할 것이다"라고 말하기 때문이다. 바흐야는 하나님이 조상들을 통해 자신을 그들에게 계시하셨을 수도 있다고 제안했는데, 그들의 조상만이 그들의 세대에서 주위를 둘러싼 모든 사람들이 다른 "신들"(우상, 태양, 달, 또는 돈과 같은)을 숭배할 때 하나님을 섬겼기 때문이었다. 바흐야는 이것이 출애굽기 3:18에서 하나님이 "히브리인의 하나님"으로 불리는 이유도 설명한다고 가르쳤다. 따라서 바흐야는 출애굽기 3:15에서 하나님의 의도는 만약 사람들이 지적인 이성으로 하나님의 말씀과 그 의미를 이해할 수 없다면, 모세가 그들에게 조상들에게서 받은 전통을 통해 하나님을 알게 되었다고 말해야 한다는 것이었다고 결론 내렸다. 하나님은 (1) 하나님의 창조물에 나타난 하나님의 행동의 증거를 통해 지적인 이성이 증언하는 것과 (2) 조상들의 전통을 통해 외에는 하나님을 알 수 있는 다른 방법을 정하지 않으셨기 때문이다.

### 출애굽기 4장
출애굽기 4:21의 하나님 말씀 "내가 그의 마음을 완고하게 하리라"와 출애굽기 7:3; 9:12; 10:1, 20, 27; 11:10; 14:4, 8, 17의 유사한 말씀들을 읽으며, 마이모니데스는 사람이 너무나 큰 죄를 짓거나 너무나 많은 죄를 지어서 하나님이 그 기꺼이 아는 행위들에 대한 벌로 회개의 특권을 박탈하시는 것이 가능하다고 결론 내렸다. 범죄자는 따라서 회개하는 것을 방해받고 죄에서 돌이킬 힘이 없을 것이며, 죄 때문에 죽고 멸망할 것이다. 마이모니데스는 이것이 이사야 6:10에서 하나님이 말씀하신 것, "이 백성의 마음을 둔하게 하고 그들의 귀를 막고 그들의 눈을 감게 하라. 그들이 눈으로 보고 귀로 듣고 마음으로 깨달아 회개하여 치유받지 못하게 하라"고 해석했다. 이와 유사하게, 역대기하 36:16은 "그들은 하나님의 사자들을 조롱하고, 그분의 말씀을 경멸하며, 그분의 선지자들을 모욕하여 마침내 치유할 수 없을 정도로 하나님의 분노가 백성 위에 임하였다"고 보고한다. 마이모니데스는 이 구절들이 그들이 기꺼이 죄를 지었고 너무나 극심하게 죄를 지어서 회개를 금지당할 자격이 있었음을 가르친다고 해석했다. 그리하여 파라오가 처음에는 스스로 죄를 지어 그의 땅에 살던 유대인들에게 해를 끼쳤는데, 출애굽기 1:10에서 그가 "그들을 교활하게 다루자"고 음모를 꾸미는 것을 보고하자, 하나님은 파라오가 벌을 받을 때까지 회개가 보류될 것이라는 심판을 내리셨고, 따라서 하나님은 출애굽기 14:4에서 "내가 파라오의 마음을 완고하게 하리라"고 말씀하셨다. 마이모니데스는 하나님이 모세에게 파라오에게 유대인들을 내보내고 회개하라고 말하도록 보내셨는데, 하나님은 이미 모세에게 파라오가 거부할 것이라고 말씀하셨음에도 불구하고, 이는 하나님이 죄인에게 회개를 금지하실 때 죄인은 회개할 수 없음을 인류에게 알리기 위함이었다고 설명했다. 마이모니데스는 하나님이 파라오가 유대 백성에게 해를 끼치도록 명령하지 않으셨음을 분명히 했다. 오히려 파라오는 스스로 기꺼이 죄를 지었고, 따라서 회개의 특권을 박탈당할 자격이 있었다.

## 현대적 해석
이 파라샤는 다음 현대 문헌들에서 논의된다:

### 출애굽기 1장
출애굽기 1:11이 관련된 파라오를 명시하지 않는다는 점에 주목하며, 나훔 M. 사르나는 고대 이집트에서 “파라오”라는 용어가 단순히 “위대한 집”을 의미했다고 썼다. 이 용어는 원래 왕궁과 궁정을 가리켰지만, 이집트 제18왕조 후기에는 영어 사용자들이 오늘날 “백악관”이나 “시청”을 사용하는 것처럼, 재위하는 군주를 지칭하는 환유로 사용되기 시작했다. 월터 브루그만은 출애굽기 1:11이 파라오의 이름을 명시하지 않지만, 출애굽기 1:15은 저항하는 산파 십브라와 브아의 이름을 명시한다고 언급했다.

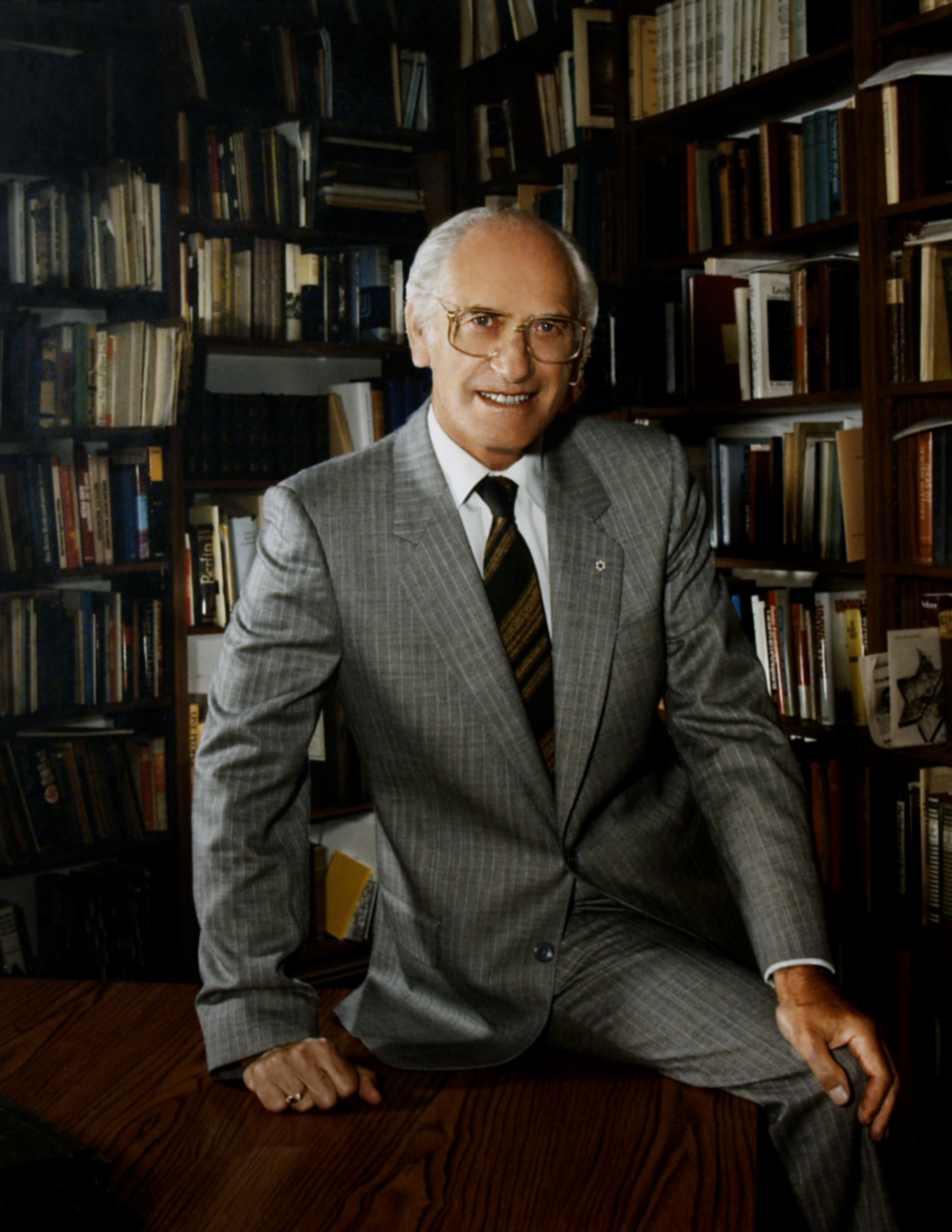
플라우트

출애굽기 1:15의 “히브리(עִבְרִיֹּת‎, 이브리트) 산파들”을 읽으며, 군터 플라우트는 그들의 이름이 북서 셈족 언어라는 점에 주목하며, 그들이 히브리인이었음을 시사한다고 지적했다. 플라우트는 학자들이 일반적으로 “히브리인”(עִברִי‎, 이브리)이라는 용어가 하비루 또는 아피루라고 불리는 집단의 이름에서 유래했다고 동의하며, 그들은 원래 속했던 공동체에서 지위를 잃었고, 공통된 운명 외에는 반드시 관련이 있는 것은 아니었다고 보고했다. 플라우트는 하비루는 기원전 19세기부터 14세기 동안 비옥한 초승달 지대에 살았던 사람들의 한 계층으로, 원래 아라비아에서 왔을 수 있으며, 메소포타미아에서 두드러졌다가 나중에 이집트로 퍼졌다고 썼다. 하비루는 특히 용병과 행정가와 같은 독특한 직업을 가졌다. 처음에는 유랑민이나 반유랑민이었지만, 나중에 정착했지만, 보통 외국인으로 간주되었고 그들의 집단 정체성을 유지했다. 하비루와 “히브리인”(עִברִי‎, 이브리)이라는 용어는 공통된 언어적 뿌리를 공유하는 것으로 보인다. 플라우트는 이집트의 이스라엘인들이 하비루와 유사한 위치를 차지했거나, 가족 관계 때문에 하비루와 동일시되었을 가능성이 높다고 결론 내렸다. 비이스라엘인들이 이스라엘인들에게 반복적으로 이 용어를 적용하자, 이스라엘인들 자신도 하비루라는 이름을 사용하기 시작했으며, 이를 이브리라고 발음했다. 플라우트는 한동안 이브리라는 용어가 이스라엘인들이 외부인에게 자신들을 이야기할 때와 외부인들이 그들을 지칭할 때만 사용되었을 가능성이 있다고 보았다. 따라서 창세기 14:13은 아브람을 외부인에게 이브리라고 부르고, 요나는 요나 1:9에서 비이스라엘인 선원들에게 자신의 정체를 물었을 때 "나는 이브리다"라고 말하지만, 그 외에는 이스라엘인들이 자신들을 지파(예: 유다 또는 에브라임)나 공통 조상 이스라엘의 이름으로 불렀다고 한다.
사르나는 성경 서술자가 나일강 물의 고통과 개구리 재앙을 창세기 1:16에서 파라오가 남자 이스라엘인들을 죽이도록 명령하고 창세기 1:22에서 나일강에 익사시키도록 명령한 것에 대한 일종의 보복으로 해석했을 수 있다고 제안했다.

### 출애굽기 2장

프로이트

지그문트 프로이트는 출애굽기 2:1-10의 갈대밭 모세 이야기에서 아버지에게 용감하게 맞서 결국 그를 극복하는 영웅 신화의 잔영을 보았다. 이 신화는 영웅의 삶의 시작부터 이 투쟁을 추적하며, 영웅이 아버지의 뜻에 반하여 태어나고 아버지의 악한 의도에도 불구하고 구원받는 이야기를 다룬다. 프로이트는 바구니에 노출된 것이 탄생을 상징하며, 바구니는 자궁, 개울은 탄생 시의 물이라고 썼다. 프로이트는 꿈이 종종 물을 길어 올리거나 구원함으로써 자녀와 부모의 관계를 나타낸다고 썼다. 사람들은 이 신화를 유명인에게 붙여 그의 삶이 전형적인 계획에 부합하는 영웅임을 인정한다. 프로이트는 이 신화의 내적 원천이 자녀의 "가족 로맨스"에 있으며, 자녀는 부모, 특히 아버지와의 내적 관계 변화에 반응한다. 이 로맨스에서 자녀의 어린 시절은 아버지에 대한 과대평가로 지배되며, 꿈에서는 왕으로 표현된다. 나중에 경쟁과 실망의 영향을 받아 부모로부터의 해방과 아버지에 대한 비판적인 태도가 시작된다. 따라서 신화의 두 가족, 즉 고귀한 가족과 비천한 가족은 모두 자녀에게 연속적인 시기에 나타나는 자녀 자신의 가족의 이미지이다.

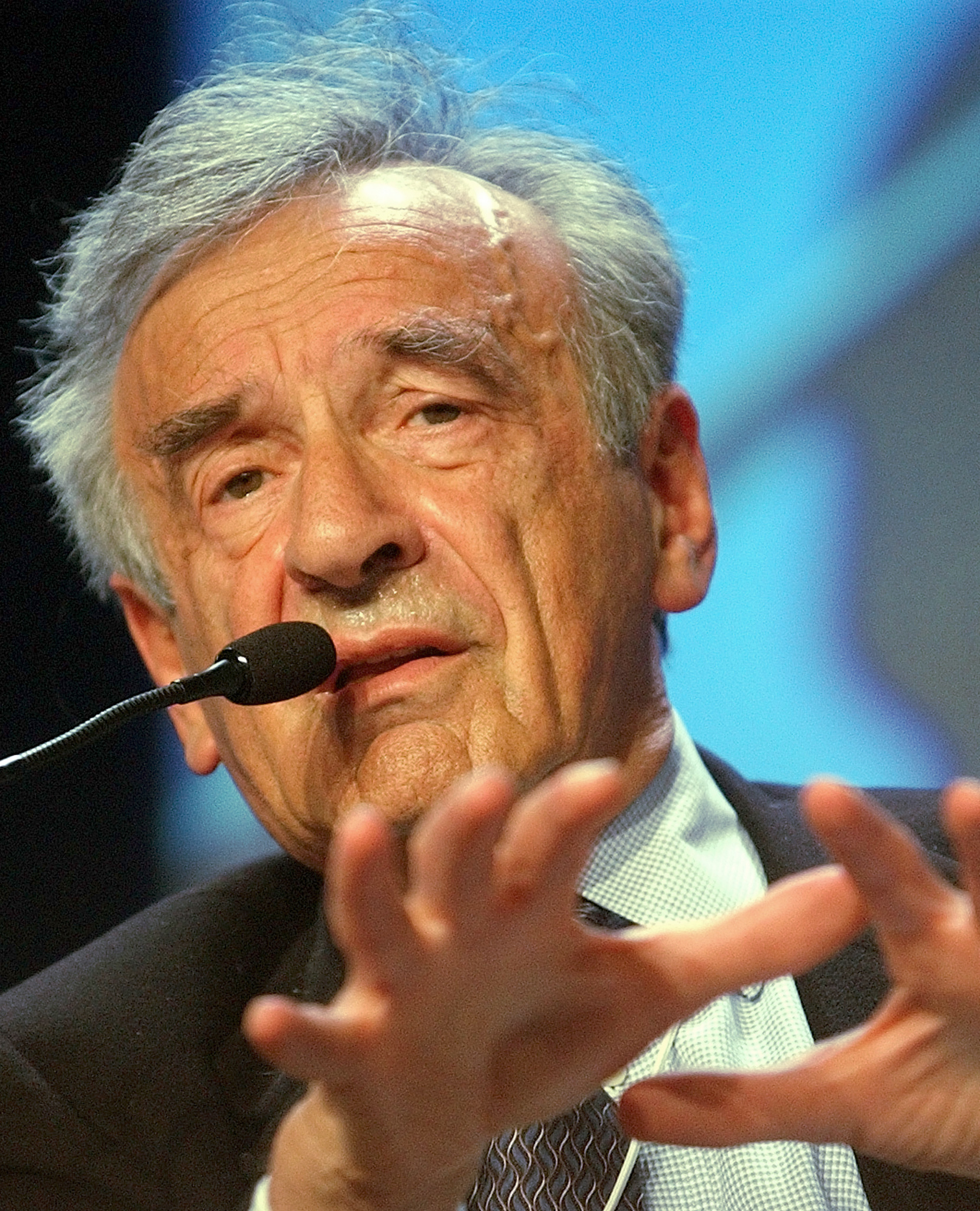
비젤

엘리 비젤은 모세가 출애굽기 2:15에서 이집트에서 도망친 것은 동료 유대인들에게 실망했기 때문이라고 주장했다. 파라오는 그가 하층 계급 이집트인을 죽이거나 유대인 감독관을 훈계한 것에 대해 그를 벌하지 않았을 것이다. 모세가 이집트인을 죽였을 때 그곳에는 세 사람만이 있었다—죽었기 때문에 이야기를 할 수 없었던 이집트인; 말을 하지 않았던 모세; 그리고 모세가 구원했던 유대인인데, 그가 분명히 모세를 밀고했을 것이다. 모세가 이것을 깨달았을 때, 그가 도망치기로 결심했을 때였을 것이다.

### 출애굽기 3장
모세 그린버그는 출애굽기 이야기 전체를 “신성한 임재의 불같은 현현의 움직임”으로 볼 수 있다고 썼다. 유사하게, 윌리엄 프로프는 불(אֵשׁ‎, 에쉬)을 하나님이 지상에 나타나시는 매개체로 식별했다—출애굽기 3:2의 불타는 떨기나무, 출애굽기 13:21-22 및 14:24의 구름 기둥, 출애굽기 19:18 및 24:17의 시내산 꼭대기, 그리고 출애굽기 40:38의 성막 위에.

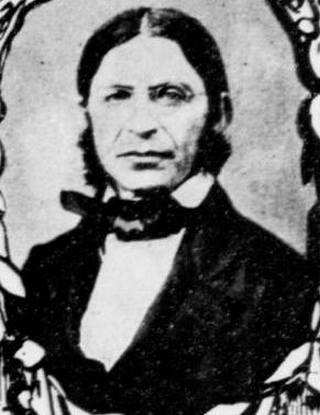
가이거

출애굽기 3:6, 15, 16과 4:5과 같이 하나님을 아브라함, 이사악, 야곱의 하나님으로 식별하는 구절들을 읽으며, 아브라함 가이거는 유대교가 개인의 작품이 아니라 온 민족의 작품이라고 썼다. "그것은 모세의 하나님이나 예언자들의 하나님에 대해 말하지 않고, 아브라함, 이사악, 야곱의 하나님, 즉 온 민족의 하나님에 대해 말한다."
나훔 맥도널드는 출애굽기 3:8, 17, 13:5, 33:3, 레위기 20:24, 민수기 13:27, 14:8, 신명기 6:3, 11:9, 26:9와 15, 27:3, 31:20에 나오는 이스라엘 땅을 "젖과 꿀이 흐르는 땅"으로 묘사한 것의 정확한 의미에 대해 논쟁이 있다고 보고했다. 맥도널드는 젖(חָלָב‎, 찰라브)이라는 용어가 "기름"(חֵלֶב‎, 첼레브)이라는 단어일 수 있으며, 꿀(דְבָשׁ‎, 데바쉬)이라는 단어는 꿀벌의 꿀이 아니라 과일로 만든 달콤한 시럽을 나타낼 수 있다고 썼다. 이 표현은 땅의 풍요로움에 대한 일반적인 감각을 불러일으키며, 젖과 꿀뿐만 아니라 여러 방식으로 나타나는 생태학적 풍요를 시사했다. 맥도널드는 이 표현이 항상 이스라엘 백성이 아직 경험하지 못한 땅을 묘사하는 데 사용되었으며, 따라서 항상 미래의 기대치를 특징짓는다고 언급했다.

고대 히브리어 (기원전 10세기~서기 135년), 고대 아람어 (기원전 10세기~서기 4세기), 현대 히브리어 (기원전 3세기~현재)로 쓰인 신명사문자

출애굽기 3:14–15을 읽으며, 로버트 오덴은 하나님의 이름 אֶהְיֶה אֲשֶׁר אֶהְיֶה‎, 에흐예 아셰르 에흐예, "나는 나다" 또는 "나는 존재할 것이다"가 동사 "이다"의 1인칭 단수형을 사용했으며, 네 글자 하나님의 이름, יְהוָה‎, YHVH는 동사 "이다"의 3인칭 남성 단수 사역형, 즉 "존재하게 하는 자"처럼 보인다고 가르쳤다. 오덴은 에흐예가 YHVH의 다른, 초기, 고대 버전이며, 별도의, 아마도 아무르어 방언에서 유래했으며, 따라서 같은 이름이라고 주장했다. 오덴은 출애굽기 3장과 6장에서 하나님이 자신을 장소가 아닌 사람과 관련하여 식별하셨다고 지적했다. 오덴은 네 글자 하나님의 이름, יְהוָה‎, YHVH의 계시 계기는 12지파가 새로운 연합체로 모인 것(여호수아 24장에 묘사된 대로)이었다고 가정했다.

### 출애굽기 4장
에버렛 폭스는 “영광”(כְּבוֹד‎, 케보드)과 “완고함”(כָּבֵד לֵב‎, 카베드 레브)이 출애굽기 전체를 관통하는 주요 단어로서 통일감을 부여한다고 언급했다. 유사하게, 프로프는 kvd—무거움, 영광, 부, 견고함을 의미하는 어근—를 출애굽기에서 반복되는 주제로 식별했다: 모세는 출애굽기 4:10에서 무거운 입으로, 출애굽기 17:12에서 무거운 팔로 고통받았다; 파라오는 출애굽기 7:14; 8:11, 28; 9:7, 34; 10:1에서 완고한 마음을 가졌다; 파라오는 출애굽기 5:9에서 이스라엘의 노동을 무겁게 했다; 하나님은 이에 대한 응답으로 출애굽기 8:20; 9:3, 18, 24; 10:14에서 무거운 재앙을 내리셨고, 이는 출애굽기 14:4, 17, 18에서 하나님이 파라오에게 영광을 받기 위함이었다; 그리고 이 책은 출애굽기 19:16; 24:16-17; 29:43; 33:18, 22; 40:34-38에서 시내산과 나중에 성막 위에 "무거운 구름"으로 묘사된 하나님의 불 같은 영광이 내려옴으로써 절정을 이룬다.

문서가설 다이어그램

## 비판적 분석
문서가설을 따르는 일부 학자들은 이 파라샤에서 다섯 가지 개별 자료의 증거를 찾는다. 이 학자들은 이야기의 대부분이 남부의 유다 지파 땅에서 아마도 기원전 10세기 초에 기록된 야훼문서와 북부의 에브라임 지파 땅에서 아마도 기원전 9세기 후반에 기록된 엘로힘 문서에 의해 함께 엮인 이야기라고 본다. 그러한 학자 중 한 명인 리처드 엘리엇 프리드먼은 야훼문서에 출애굽기 1:6과 22; 2:1-23a; 3:2-4a, 5, 7-8, 19-22; 4:19-20, 24-26; 5:1-2를 귀속시킨다. 그리고 그는 엘로힘 문서에 출애굽기 1:8-12, 15-21; 3:1, 4b, 6, 9-18; 4:1-18, 20b-21a, 22-23, 27-31; 5:3-6:1을 귀속시킨다. 프리드먼은 출애굽기 4:20에서 "아들들"이라는 단어를 복수형으로 만든 작은 변화를 기원전 722년 이후 야훼문서와 엘로힘 문서 자료를 결합한 편집자(때로는 JE 편집자, 또는 RJE라고 불림)의 것으로 돌린다. 이어서 프리드먼은 세 가지 작은 삽입—출애굽기 1:7, 13-14; 2:23b-25—을 기원전 6세기 또는 5세기에 기록된 제사장 문서의 것으로 돌린다. 마지막으로, 프리드먼은 후기 편집자(때로는 R로 약칭됨)에게 두 가지 추가적인 변화—출애굽기 1:1-5와 4:21b의 파라샤 시작 구절—를 귀속시킨다. 유사한 구절 분포에 대해서는 위키배움터의 문서가설에 따른 출애굽기 표시를 참조하라.

## 계명
마이모니데스와 세페르 하-히누흐에 따르면, 이 파라샤에는 계명이 없다.

## 전례에서
유월절 세데르의 마지드 부분에 있는 하가다는 신명기 26:5의 이스라엘 민족이 "크게" "강하게" 되었다는 보고를 설명하기 위해 출애굽기 1:7을 인용한다.

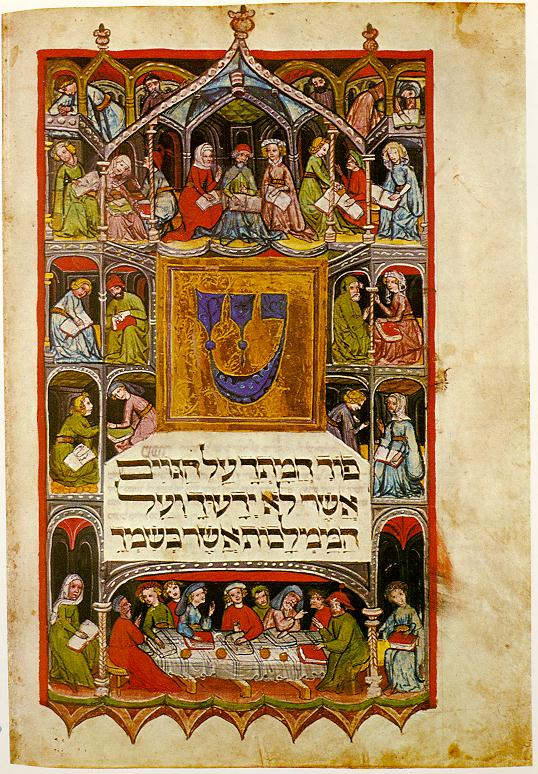
14세기 독일 하가다 한 페이지

다음으로, 하가다는 신명기 26:6의 "이집트인들이 우리[이스라엘 민족]를 악하게 대하고 우리를 괴롭히며 우리에게 고된 노역을 시켰다"는 보고를 설명하기 위해 출애굽기 1:10–13을 인용한다. 하가다는 이집트인들이 이스라엘인들에게 악한 의도를 돌리거나 그들을 악하게 대했다는 주장을 위해 출애굽기 1:10을 인용한다. 하가다는 이집트인들이 이스라엘인들을 괴롭혔다는 주장을 위해 출애굽기 1:11을 인용한다. 그리고 하가다는 이집트인들이 이스라엘인들에게 고된 노동을 부과했다는 주장을 위해 출애굽기 1:13을 인용한다.
또한 마지드 부분에서, 하가다는 출애굽기 1:14을 인용하여 "유대인들이 쓴 나물(마로르)을 먹는 목적은 무엇인가?"라는 질문에 답한다. 하가다는 이집트인들이 이집트에서 이스라엘인들의 삶을 괴롭혔기 때문에 유대인들이 그렇게 한다는 주장을 위해 출애굽기 1:14을 인용한다.
또한 마지드 부분에서, 하가다는 신명기 26:7의 "우리가 우리 조상의 하나님 여호와께 부르짖었더니, 여호와께서 우리 목소리를 들으시고 우리 고난과 수고와 압제를 보셨다"는 보고를 설명하기 위해 출애굽기 1:22, 2:23-25, 3:9를 인용한다. 하가다는 이스라엘인들의 고난을 설명하기 위해 출애굽기 1:22를 인용하며, 그 고난을 아기 남자아이들의 상실로 해석한다. 하가다는 이스라엘인들이 하나님께 부르짖었다는 주장을 위해 출애굽기 2:23을 인용한다. 하가다는 하나님이 이스라엘인들의 목소리를 들으셨다는 주장을 위해 출애굽기 2:24을 인용한다. 하가다는 하나님이 이스라엘인들의 고난을 보셨다는 주장을 위해 출애굽기 2:25을 인용하며, 그 고난을 가족 생활의 중단으로 해석한다. 그리고 하가다는 이스라엘인들의 압제를 설명하기 위해 출애굽기 3:9을 인용하며, 그 압제를 압력 또는 박해로 해석한다.
그리고 잠시 후에, 하가다는 신명기 26:8의 "표적"이라는 용어를 설명하기 위해 출애굽기 4:17을 인용하며, 그 "표적"을 모세의 지팡이로 해석한다.
출애굽기 3:6에서 하나님이 "아브라함의 하나님, 이사악의 하나님, 야곱의 하나님"으로 자신을 밝히신 것은 아미다 기도의 첫 번째 축복에 반영되어 있다.
출애굽기 3:7에서 하나님이 인정하신 이스라엘 민족의 "부르짖음"(차아카)은 카발라트 샤밧 기도 예배에서 시편 29편과 레하흐 도디 사이에 암송되는 해방을 위한 아나 베호아 기도에 나타난다.
한 미드라시에 따르면, 출애굽기 3:12는 "너희가 이 산에서 하나님을 섬길 것이다"라고 말할 때 이집트 노예 생활에서 이스라엘을 구원하려는 하나님의 의도를 명시한다. 그리고 모세는 이 봉사를 위해 성막을 봉헌했으며, 모세가 성막을 완성한 날에 유대인들이 아침 (샤하리트) 기도 서비스의 프수케이 데짐라 부분에서 암송하는 시편 91편을 지었다.
출애굽기 3:13-14에서 모세와 하나님 사이의 하나님 이름에 대한 대화는 부분적으로 우리가 인간으로서 하나님을 어떻게 인식할 수 있는지에 관한 것이며, 이는 결국 기도의 동기 중 하나이다.
일부 유대인들은 유월절과 나팔절 사이의 안식일에 피르케이 아봇 5장을 공부할 때 출애굽기 4:17의 모세의 지팡이에 대해 읽는다.

## 주간 마캄
주간 마캄에서 세파르딤 유대인들은 매주 예배의 노래를 그 주간의 파라샤 내용에 기반을 둔다. 파라샤 쉐모트의 경우, 세파르딤 유대인들은 마캄 라스트를 적용하는데, 이는 출애굽기가 시작되는 것처럼 어떤 것의 시작이나 개시를 보여주는 마캄이기 때문이다.

## 하프타라
이 파라샤의 하프타라는 다음과 같다:

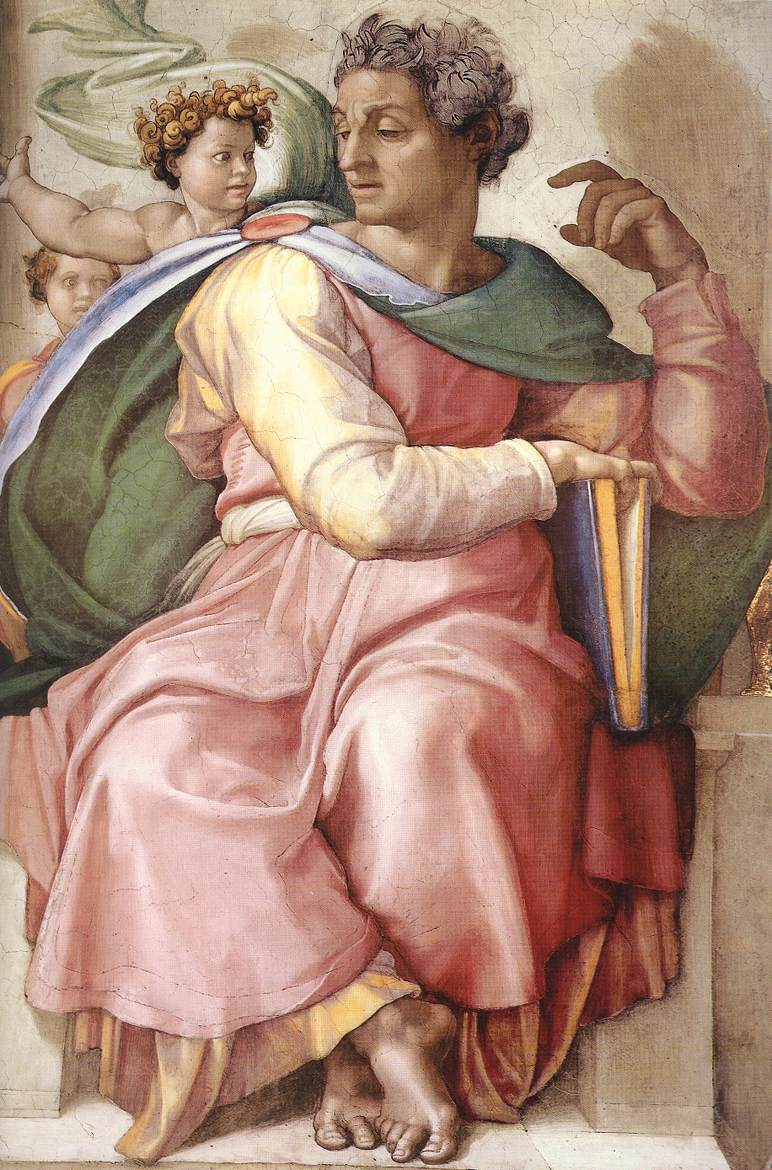
이사야 (1509년 미켈란젤로 부오나로티의 프레스코)

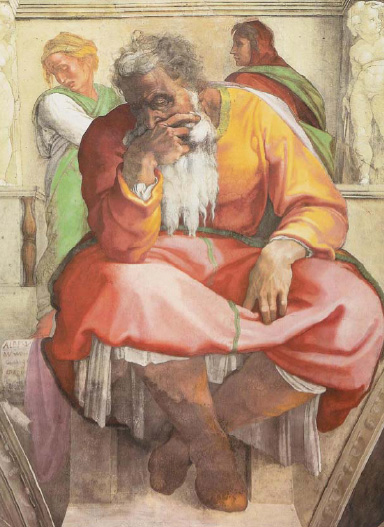
예레미야 (1508년–1512년 경 미켈란젤로의 프레스코)

- 아슈케나짐: 이사야 27:6–28:13 및 29:22–23
- 세파르딤: 예레미야 1:1–2:3

### 아슈케나짐—이사야 27장
파라샤와 이사야 27장의 하프타라는 모두 이스라엘이 하나님의 구원을 위해 어떻게 준비해야 하는지를 다룬다. 라시는 이사야 27:6-8에 대한 주석에서 이사야 27:6의 번성함과 출애굽기 1:4의 번성함, 이사야 27:7의 살인과 예를 들어 출애굽기 12:29의 파라오 백성을 죽이시는 하나님의 행위, 이사야 27:8의 바람과 출애굽기 14:21에서 갈대 바다를 갈랐던 바람 사이의 연관성을 도출했다.

### 세파르딤—예레미야 1장
파라샤와 예레미야 1장의 하프타라는 모두 선지자의 부르심을 보고하는데, 파라샤에서는 모세, 하프타라에서는 예레미야이다. 파라샤와 하프타라 모두에서 하나님은 선지자를 부르시고, 선지자는 자신의 능력이 부족하다며 저항하지만, 하나님은 선지자를 격려하시고 그와 함께하실 것을 약속하신다.

## 내용주
1. ↑  “Torah Stats for Shemoth”. Akhlah Inc. 2013년 7월 6일에 확인함.
2. ↑  “Parashat Shemot”. Hebcal. 2015년 1월 1일에 확인함.
3. ↑  See, e.g., Menachem Davis, editor, The Schottenstein Edition Interlinear Chumash: Shemos/Exodus (Brooklyn: Mesorah Publications, 2008), pages 2–30.
4. ↑  {{성경 구절|출애굽기|1:1–7.
5. ↑  See, e.g., Menachem Davis, editor, Schottenstein Edition Interlinear Chumash: Shemos/Exodus, page 3.
6. ↑  {{성경 구절|출애굽기|1:6–8.
7. ↑  {{성경 구절|출애굽기|1:9–10.
8. ↑  {{성경 구절|출애굽기|1:11–12.
9. ↑  {{성경 구절|출애굽기|1:14.
10. ↑  {{성경 구절|출애굽기|1:15–16.
11. ↑  {{성경 구절|출애굽기|1:17.
12. ↑  See, e.g., Menachem Davis, editor, Schottenstein Edition Interlinear Chumash: Shemos/Exodus, page 5.
13. ↑  {{성경 구절|출애굽기|1:18–19.
14. ↑  {{성경 구절|출애굽기|1:20–21.
15. ↑  {{성경 구절|출애굽기|1:21–22.
16. ↑  See, e.g., Menachem Davis, editor, Schottenstein Edition Interlinear Chumash: Shemos/Exodus, page 6.
17. ↑  {{성경 구절|출애굽기|2:1–2.
18. ↑  {{성경 구절|출애굽기|2:3.
19. ↑  {{성경 구절|출애굽기|2:4–5.
20. ↑  {{성경 구절|출애굽기|2:6.
21. ↑  {{성경 구절|출애굽기|2:7.
22. ↑  {{성경 구절|출애굽기|2:8–9.
23. ↑  {{성경 구절|출애굽기|2:10.
24. ↑  See, e.g., Menachem Davis, editor, Schottenstein Edition Interlinear Chumash: Shemos/Exodus, page 8.
25. ↑  {{성경 구절|출애굽기|2:11.
26. ↑  {{성경 구절|출애굽기|2:11–12.
27. ↑  {{성경 구절|출애굽기|2:13.
28. ↑  {{성경 구절|출애굽기|2:14.
29. ↑  {{성경 구절|출애굽기|2:15.
30. ↑  {{성경 구절|출애굽기|2:16–17.
31. ↑  {{성경 구절|출애굽기|2:17.
32. ↑  {{성경 구절|출애굽기|2:18–19.
33. ↑  {{성경 구절|출애굽기|2:20.
34. ↑  {{성경 구절|출애굽기|2:21.
35. ↑  {{성경 구절|출애굽기|2:22.
36. ↑  See, e.g., Menachem Davis, editor, Schottenstein Edition Interlinear Chumash: Shemos/Exodus, page 11.
37. ↑  {{성경 구절|출애굽기|2:23–25.
38. ↑  See, e.g., Menachem Davis, editor, Schottenstein Edition Interlinear Chumash: Shemos/Exodus, page 12.
39. ↑  {{성경 구절|출애굽기|3:1–2.
40. ↑  {{성경 구절|출애굽기|3:4.
41. ↑  {{성경 구절|출애굽기|3:5.
42. ↑  {{성경 구절|출애굽기|3:6–8.
43. ↑  {{성경 구절|출애굽기|3:10–11.
44. ↑  {{성경 구절|출애굽기|3:12.
45. ↑  {{성경 구절|출애굽기|3:13–14.
46. ↑  {{성경 구절|출애굽기|3:15.
47. ↑  See, e.g., Menachem Davis, editor, Schottenstein Edition Interlinear Chumash: Shemos/Exodus, page 17.
48. ↑  {{성경 구절|출애굽기|3:16–18.
49. ↑  {{성경 구절|출애굽기|3:19–20.
50. ↑  {{성경 구절|출애굽기|3:21–22.
51. ↑  {{성경 구절|출애굽기|4:1–3.
52. ↑  {{성경 구절|출애굽기|4:4.
53. ↑  {{성경 구절|출애굽기|4:5.
54. ↑  {{성경 구절|출애굽기|4:6.
55. ↑  {{성경 구절|출애굽기|4:7.
56. ↑  {{성경 구절|출애굽기|4:8–9.
57. ↑  {{성경 구절|출애굽기|4:10–12.
58. ↑  {{성경 구절|출애굽기|4:13–14.
59. ↑  {{성경 구절|출애굽기|4:14–16.
60. ↑  {{성경 구절|출애굽기|4:17.
61. ↑  See, e.g., Menachem Davis, editor, Schottenstein Edition Interlinear Chumash: Shemos/Exodus, page 23.
62. ↑  {{성경 구절|출애굽기|4:18.
63. ↑  {{성경 구절|출애굽기|4:19.
64. ↑  {{성경 구절|출애굽기|4:20.
65. ↑  {{성경 구절|출애굽기|4:21.
66. ↑  {{성경 구절|출애굽기|4:22–23.
67. ↑  {{성경 구절|출애굽기|4:24.
68. ↑  {{성경 구절|출애굽기|4:25–26.
69. ↑  See, e.g., Menachem Davis, editor, Schottenstein Edition Interlinear Chumash: Shemos/Exodus, page 25.
70. ↑  {{성경 구절|출애굽기|4:27.
71. ↑  {{성경 구절|출애굽기|4:28–30.
72. ↑  {{성경 구절|출애굽기|4:31.
73. ↑  See, e.g., Menachem Davis, editor, Schottenstein Edition Interlinear Chumash: Shemos/Exodus, page 26.
74. ↑  {{성경 구절|출애굽기|5:1–2.
75. ↑  {{성경 구절|출애굽기|5:3.
76. ↑  {{성경 구절|출애굽기|5:4–11.
77. ↑  {{성경 구절|출애굽기|5:12–14.
78. ↑  {{성경 구절|출애굽기|5:15–19.
79. ↑  {{성경 구절|출애굽기|5:20–21.
80. ↑  See, e.g., Menachem Davis, editor, Schottenstein Edition Interlinear Chumash: Shemos/Exodus, pages 29–30.
81. ↑  {{성경 구절|출애굽기|5:22–23.
82. ↑  {{성경 구절|출애굽기|6:1.
83. ↑  See, e.g., Menachem Davis, editor, Schottenstein Edition Interlinear Chumash: Shemos/Exodus, page 30.
84. ↑  See, e.g., Richard Eisenberg, "A Complete Triennial Cycle for Reading the Torah," in Proceedings of the Committee on Jewish Law and Standards of the Conservative Movement: 1986–1990 (New York: Rabbinical Assembly, 2001), pages 383–418.
85. ↑  Nathan MacDonald, What Did the Ancient Israelites Eat? Diet in Biblical Times (Grand Rapids, Michigan: Eerdmans, 2008), page 6.
86. ↑  For more on inner-Biblical interpretation, see, e.g., Benjamin D. Sommer, "Inner-biblical Interpretation," in Adele Berlin and Marc Zvi Brettler, editors, The Jewish Study Bible, 2nd edition (New York: Oxford University Press, 2014), pages 1835–41.
87. ↑  See Victor P. Hamilton, The Book of Genesis: Chapters 18–50 (Grand Rapids, Michigan: Eerdmans, 1995), pages 254–55.
88. ↑  Robert R. Wilson, "Prophecy and Ecstasy: A Reexamination," Journal of Biblical Literature, volume 98, number 3 (September 1979): page 332, reprinted in Charles E. Carter and Carol L. Meyers, editors, Community, Identity and Ideology: Social Science Approaches to the Hebrew Bible (Winona Lake, Indiana: Eisenbrauns, 1996), page 417.
89. ↑  For more on early nonrabbinic interpretation, see, e.g., Esther Eshel, "Early Nonrabbinic Interpretation," in Adele Berlin and Marc Zvi Brettler, editors, Jewish Study Bible, 2nd edition, pages 1841–59.
90. ↑  Philo, On the Life of Moses, 1:3:8.
91. ↑  Josephus. 유대 고대사, book 2, chapter 9, paragraph 7:232–36.
92. ↑  Philo, On the Life of Moses 1:12:65–57.
93. ↑  For more on classical rabbinic interpretation, see, e.g., Yaakov Elman, "Classical Rabbinic Interpretation," in Adele Berlin and Marc Zvi Brettler, editors, Jewish Study Bible, 2nd edition, pages 1859–78.
94. ↑  Babylonian Talmud Megillah 29a 틀:Incomplete short citation
95. ↑  출애굽기 랍바 1:3.
96. ↑  Sifre to Deuteronomy 334:3:2.
97. ↑  창세기 랍바 100:3.
98. ↑  Babylonian Talmud Berakhot 55a.
99. ↑  Exodus Rabbah 1:8.
100. ↑  Babylonian Talmud Berakhot 7a.
101. ↑  Babylonian Talmud Chullin 92a.
102. ↑  Tosefta Sotah 10:10.
103. ↑  Babylonian Talmud Sotah 11a; see also Exodus Rabbah 1:8.
104. ↑  Tosefta Sotah 4:12.
105. 1 2 3 4 5 6 7 8  Babylonian Talmud Sotah 11a.
106. 1 2  Babylonian Talmud Sotah 11a; see also Exodus Rabbah 1:9.
107. 1 2  Babylonian Talmud Sotah 11a; see also Exodus Rabbah 1:10.
108. ↑  Babylonian Talmud Sotah 11a–b.
109. ↑  창세기 랍바 95.
110. 1 2 3 4 5 6  Babylonian Talmud Sotah 11b.
111. ↑  Exodus Rabbah 1:12.
112. ↑  Exodus Rabbah 1:13.
113. ↑  Exodus Rabbah 1:18.
114. ↑  Babylonian Talmud Sotah 11b; see also Exodus Rabbah 1:12 (citing 랍비 아키바) and Babylonian Talmud Yoma 75a.
115. 1 2  Babylonian Talmud Sotah 11b; see also Exodus Rabbah 1:12.
116. ↑  Babylonian Talmud Sotah 11b; see also Exodus Rabbah 1:15.
117. ↑  Babylonian Talmud Sotah 11b; see also Exodus Rabbah 1:17 (citing Rav and Levi).
118. ↑  Tosefta Sotah 3:13.
119. 1 2 3 4 5 6 7 8  Babylonian Talmud Sotah 12a.
120. ↑  Babylonian Talmud Sotah 12a–b.
121. ↑  Babylonian Talmud Megillah 14a.
122. ↑  Babylonian Talmud Megillah 14a; Sotah 12b–13a; see also Mekhilta of Rabbi Ishmael, Shirata 10.
123. ↑  미슈나 소타 1:7–9; Babylonian Talmud Sotah 9b.
124. ↑  Tosefta Sotah 4:1.
125. ↑  랍비 시몬의 메킬타 46장, 2:4절.
126. ↑  예루살렘 탈무드 Berakhot 87a (9:1).
127. ↑  Jerusalem Talmud Taanit 1:1; see also 신명기 랍바 2:23 (attributing to Rabbi Eleazar).
128. ↑  Exodus Rabbah 2:2.
129. ↑  Exodus Rabbah 2:3.
130. 1 2 3 4  Exodus Rabbah 2:5.
131. ↑  Babylonian Talmud Sotah 5a.
132. ↑  Mekhilta of Rabbi Simeon 3:1 (Sanya 1:1); see also Exodus Rabbah 2:5 (attributing to Rabbi Yosei)
133. ↑  Sifra 1:1.
134. ↑  Sifra 1:4.
135. ↑  Midrash Tanḥuma Bamidbar 3.
136. ↑  Exodus Rabbah 3:1.
137. ↑  Babylonian Talmud Berakhot 62b.
138. ↑  Babylonian Talmud Berakhot 7a; see also Exodus Rabbah 3:1.
139. ↑  Babylonian Talmud Ketubot 111b–12a.
140. ↑  Babylonian Talmud Berakhot 9b.
141. ↑  Exodus Rabbah 3:6.
142. ↑  Midrash Zuta Song 1:8.
143. ↑  Babylonian Talmud Shevuot 35a.
144. ↑  Babylonian Talmud Pesachim 50a; see also Kiddushin 71a; Exodus Rabbah 3:7.
145. ↑  Exodus Rabbah 3:7.
146. ↑  Mekhilta of Rabbi Ishmael, Pisha 16.
147. ↑  Tosefta Rosh Hashanah 2:13.
148. ↑  Babylonian Talmud Yoma 28b.
149. ↑  Exodus Rabbah 3:8.
150. ↑  피르케이 데-랍비 엘리에셀, 48장.
151. ↑  Exodus Rabbah 3:9.
152. ↑  Babylonian Talmud Shabbat 97a.
153. ↑  Mishnah Avot 5:6.
154. ↑  Exodus Rabbah 3:14.
155. ↑  레위기 랍바 11:6; 아가 랍바 1:7 § 3 (1:44 or 45).
156. ↑  Midrash Tanḥuma, Shemot 27.
157. ↑  Exodus Rabbah 4:1; see also Babylonian Talmud Nedarim 65a.
158. ↑  Babylonian Talmud Moed Katan 29a.
159. ↑  Babylonian Talmud Nedarim 64b; see also Exodus Rabbah 5:4.
160. ↑  Babylonian Talmud Nedarim 64b.
161. ↑  Babylonian Talmud Megillah 9a.
162. ↑  Babylonian Talmud Shabbat 31a.
163. ↑  Babylonian Talmud Nedarim 31b–32a.
164. ↑  Babylonian Talmud Sotah 13a.
165. ↑  Exodus Rabbah 5:13.
166. ↑  Tosefta Chagigah 1:4.
167. ↑  민수기 랍바 13:3.
168. ↑  Mishnah Yadayim 4:8.
169. ↑  Pirke De-Rabbi Eliezer, chapter 43.
170. ↑  For more on medieval Jewish interpretation, see, e.g., Barry D. Walfish, "Medieval Jewish Interpretation," in Adele Berlin and Marc Zvi Brettler, editors, Jewish Study Bible, 2nd edition, pages 1891–915.
171. ↑  Maimonides. 미슈나 토라: Hilchot Sanhedrin veha’Onashin haMesurin lahem, chapter 2, ¶ 7, in, e.g., Mishneh Torah: Sefer Shoftim. Translated by Eliyahu Touger, pages 24–27. New York: Moznaim Publishing, 2001.
172. ↑  Baḥya ibn Paquda, 호봇 하레바봇 (Duties of the Heart), section 1, chapter 10 (사라고사, 알안달루스, circa 1080), in, e.g., Bachya ben Joseph ibn Paquda, Duties of the Heart, translated by Yehuda ibn Tibbon and 다니엘 하버만 (예루살렘: Feldheim Publishers, 1996), volume 1, pages 134–39.
173. ↑  Maimonides, Mishneh Torah: Hilchot Teshuvah, chapter 3, paragraph 3 (Egypt, circa 1170–1180), in, e.g., Mishneh Torah: Hilchot Teshuvah: The Laws of Repentance, translated by Eliyahu Touger (New York: Moznaim Publishing, 1990), pages 140–48; see also Maimonides, The Eight Chapters on Ethics, chapter 8 (Egypt, late 12th century), in, e.g., Joseph I. Gorfinkle, translator, The Eight Chapters of Maimonides on Ethics (Shemonah Perakim): A Psychological and Ethical Treatise (New York: Columbia University Press, 1912; reprinted by Forgotten Books, 2012), pages 95–96.
174. ↑  Nahum M. Sarna. Exploring Exodus: The Origins of Biblical Israel, page 18. New York: Schocken Books, 1996.
175. ↑  Walter Brueggemann. “The Book of Exodus.” In The New Interpreter's Bible. Edited by Leander E. Keck, volume 1, page 696–97. Nashville: Abingdon Press, 1994.
176. ↑  W. Gunther Plaut. The Torah: A Modern Commentary: Revised Edition. Revised edition edited by 데이비드 E. 스턴, page 347. New York: Union for Reform Judaism, 2006.
177. ↑  W. Gunther Plaut. The Torah: A Modern Commentary: Revised Edition. Revised edition edited by David E.S. Stern, pages 106–07.
178. ↑  Nahum M. Sarna, Exploring Exodus: The Origins of Biblical Israel, page 79.
179. ↑  Sigmund Freud. 모세와 일신교, pages 9–10. 1939. Reprint, New York: Vintage, 1967.
180. ↑  Elie Wiesel. "The Agony of Power, the Story of Moses." In Great Figures of the Bible, part 5. New York: Yale Roe Films, 1998.
181. ↑  Moshe Greenberg, Understanding Exodus (New York: Behrman House, 1969), pages 16–17.
182. 1 2  William H.C. Propp, Exodus 1–18: A New Translation with Introduction and Commentary (New York: Anchor Bible, 1998), volume 2, page 36.
183. ↑  Abraham Geiger, Judaism and Its History, translated by Charles Newburgh (Bloch Publishing Company, 1911), page 47; in e.g., Forgotten Books, 2012; originally published as Das Judenthum und seine Geschichte von der Zerstörung des zweiten Tempels bis zum Ende des zwölften Jahrhunderts. In zwölf Vorlesungen. Nebst einem Anhange: Offenes Sendschreiben an Herrn Professor Dr. Holtzmann. Breslau: Schletter, 1865–71.
184. ↑  Nathan MacDonald. What Did the Ancient Israelites Eat? Diet in Biblical Times, page 7.
185. ↑  Robert A. Oden. The Old Testament: An Introduction, lecture 4. Chantilly, Virginia: The Teaching Company, 1992. See also James L. Kugel. How To Read the Bible: A Guide to Scripture, Then and Now, page 215. New York: Free Press, 2007. ("the name might seem to be in the causal form of the verb ‘to be,' that is, ‘He causes to be'").
186. ↑  Robert A. Oden, The Old Testament: An Introduction, lecture 5.
187. ↑  Everett Fox. The Five Books of Moses, page 245. Dallas: Word Publishing, 1995.
188. ↑  See, e.g., 리처드 엘리엇 프리드먼. The Bible with Sources Revealed, pages 3–4, 119–28. New York: HarperSanFrancisco, 2003.
189. ↑  Richard Elliott Friedman. The Bible with Sources Revealed, pages 119–26.
190. ↑  Richard Elliott Friedman. The Bible with Sources Revealed, pages 119–28.
191. ↑  Richard Elliott Friedman. The Bible with Sources Revealed, pages 4, 125.
192. ↑  Richard Elliott Friedman. The Bible with Sources Revealed, pages 4–5, 119–21.
193. ↑  Richard Elliott Friedman. The Bible with Sources Revealed, pages 5, 119–25.
194. ↑  Maimonides, 미슈나 토라 (카이로, 이집트, 1170–1180), in Maimonides, The Commandments: Sefer Ha-Mitzvoth of Maimonides, translated by Charles B. Chavel (London: Soncino Press, 1967); Charles Wengrov, translator, Sefer HaHinnuch: The Book of [Mitzvah] Education (Jerusalem: Feldheim Publishers, 1991), volume 1, page 93.
195. ↑  Menachem Davis, The Interlinear Haggadah: The Passover Haggadah, with an Interlinear Translation, Instructions and Comments (Brooklyn: Mesorah Publications, 2005), page 44; Joseph Tabory, JPS Commentary on the Haggadah: Historical Introduction, Translation, and Commentary (Philadelphia: Jewish Publication Society, 2008), page 91.
196. ↑  Menachem Davis, Interlinear Haggadah, pages 45–46; Joseph Tabory, JPS Commentary on the Haggadah, pages 91–92.
197. ↑  Menachem Davis, Interlinear Haggadah, page 45; Joseph Tabory, JPS Commentary on the Haggadah, page 91.
198. ↑  Menachem Davis, Interlinear Haggadah, page 45; Joseph Tabory, JPS Commentary on the Haggadah, page 92.
199. 1 2  Menachem Davis, Interlinear Haggadah, page 46; Joseph Tabory, JPS Commentary on the Haggadah, page 92.
200. ↑  Menachem Davis, Interlinear Haggadah, pages 59–60; Joseph Tabory, JPS Commentary on the Haggadah, page 100.
201. ↑  Menachem Davis, Interlinear Haggadah, pages 46–47; Joseph Tabory, JPS Commentary on the Haggadah, pages 92–93.
202. 1 2  Menachem Davis, Interlinear Haggadah, page 47; Joseph Tabory, page 93.
203. ↑  Menachem Davis, Interlinear Haggadah, pages 46–47; Joseph Tabory, JPS Commentary on the Haggadah, page 92.
204. ↑  Menachem Davis, Interlinear Haggadah, page 47; Joseph Tabory, JPS Commentary on the Haggadah, page 92.
205. ↑  Menachem Davis, Interlinear Haggadah, page 50; Joseph Tabory, JPS Commentary on the Haggadah, page 94.
206. ↑  Elliot Dorff and Susan Grossman in David L. Lieber, ed., Etz Hayim: Torah and Commentary (New York: Rabbinical Assembly, 2001), p. 328.
207. ↑  루벤 해머, Or Hadash: A Commentary on 시두르 심 샬롬 for Shabbat and Festivals (New York: Rabbinical Assembly, 2003), page 20.
208. ↑  The Schottenstein Edition Siddur for the Sabbath and Festivals with an Interlinear Translation. Edited by Menachem Davis, page 272. Brooklyn: Mesorah Publications, 2002.
209. ↑  Davis, Siddur for the Sabbath and Festivals, page XXVI.
210. ↑  Davis, Siddur for the Sabbath and Festivals, page 571.
211. ↑  See Mark L. Kligman. "The Bible, Prayer, and Maqam: Extra-Musical Associations of Syrian Jews." Ethnomusicology, volume 45, number 3 (Autumn 2001): pages 443–479. Mark L. Kligman. Maqam and Liturgy: Ritual, Music, and Aesthetics of Syrian Jews in Brooklyn. Detroit: Wayne State University Press, 2009.
212. ↑  틀:Alhatorah
213. ↑  {{성경 구절|출애굽기|3:4; {{성경 구절||Jeremiah|1:4–5.
214. ↑  {{성경 구절|출애굽기|3:11; {{성경 구절||Jeremiah|1:6.
215. ↑  {{성경 구절|출애굽기|3:12; {{성경 구절||Jeremiah|1:7–8.

## 더 읽어보기
이 파라샤는 다음 문헌들과 유사하거나 논의된다:

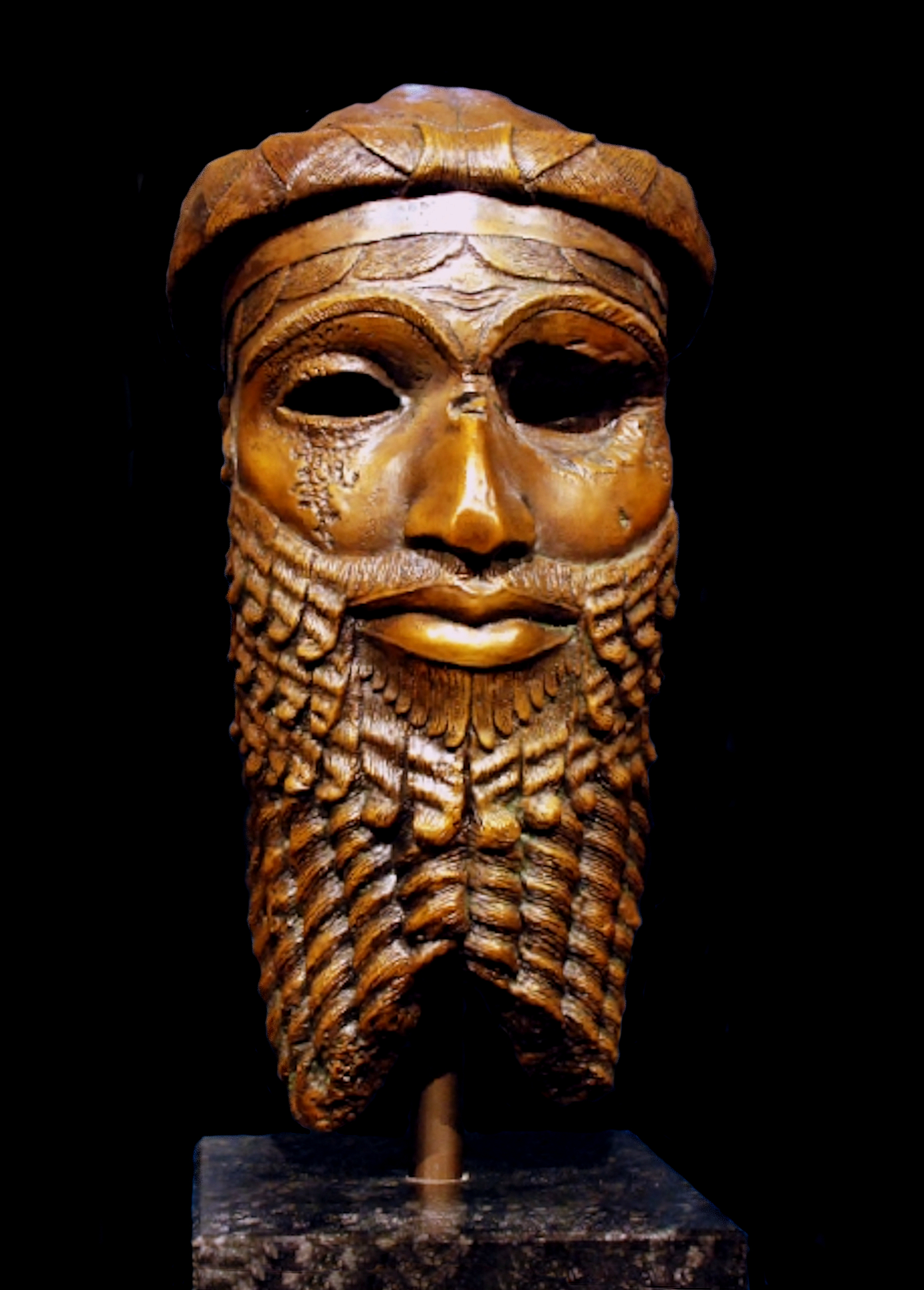
사르곤

### 고대 문헌
- 상인풍자. 파피루스 살리에 II, 6열, 1-3행 이집트 중왕국. (벽돌공의 삶).
- 아카드 사르곤의 전설. 아시리아, 기원전 7세기. 예: 제임스 B. 프리차드. 고대 근동 본문: 구약성경 관련, 119쪽. 프린스턴: 프린스턴 대학교 출판부, 1969. (물 위의 아이).

### 성경 문헌
- 창세기 15:13–16 (이집트 체류); 17:7–14 (할례); 21:14–16 (버려진 아기); 24:10–28 (우물가에서 만남); 29:1–12 (우물가에서 만남).
- 출애굽기 7:3; 9:12; 10:1, 20, 27; 11:10; 14:4, 8] (파라오의 마음을 완고하게 함).
- 신명기 2:30 (마음의 완고함); 15:7 (마음의 완고함); 33:16 (떨기나무).
- 여호수아기 11:20 (마음의 완고함).
- 에스겔서 16:3–5 (버려진 아기).
- 욥기 38–39 (하나님이 세상을 창조하신 자가 누구냐고 물으심).

### 초기 비랍비 문헌
- 에제키엘 트라게디아누스. 엑사고게. 기원전 2세기. R.G. 로버트슨 번역. 구약위경: 2권: "구약성경" 확장과 전설, 지혜와 철학 문학, 기도, 시편, 송가, 잃어버린 유대-헬레니즘 작품의 단편. 제임스 H. 찰스워스 편집, 808-15쪽. 뉴욕: 앵커 바이블, 1985.
- 로마인들에게 보낸 편지 9:14–18. 1세기. (파라오의 마음을 완고하게 함).
- 디모테오에게 보낸 둘째 편지 3:8–9. 로마, 서기 67년. (마술사들이 모세에게 저항함).
- 히브리인들에게 보낸 편지 11:23–27. 1세기 후반. (모세).
- 마태오의 복음서 2:16–18. 1세기 후반. (무죄한 자들의 살해).
- 사도행전 7:17–35. 1세기 후반. (모세).
- 요한의 묵시록 17:17. 1세기 후반. (마음을 하나님의 뜻대로 바꾸는 것).
- 요세푸스. 유대 고대사 2:9:1–2:13:4. 서기 93–94년경. 예: The Works of Josephus: Complete and Unabridged, New Updated Edition. 윌리엄 휘스턴 번역, 66–73쪽. 피바디: 헨드릭슨 출판사, 1987.
- 꾸란 20:9–48; 26:10–29; 27:7–12; 28:3–35; 79:15–19. 아라비아, 7세기.

### 고전 랍비 문헌
- 미슈나: 소타 1:7–9; 아봇 5:6; 야다임 4:8. 3세기. 예: The Mishnah: A New Translation. 야곱 노이스너 번역, 449, 686, 1131쪽. 뉴헤이븐: 예일 대학교 출판부, 1988.

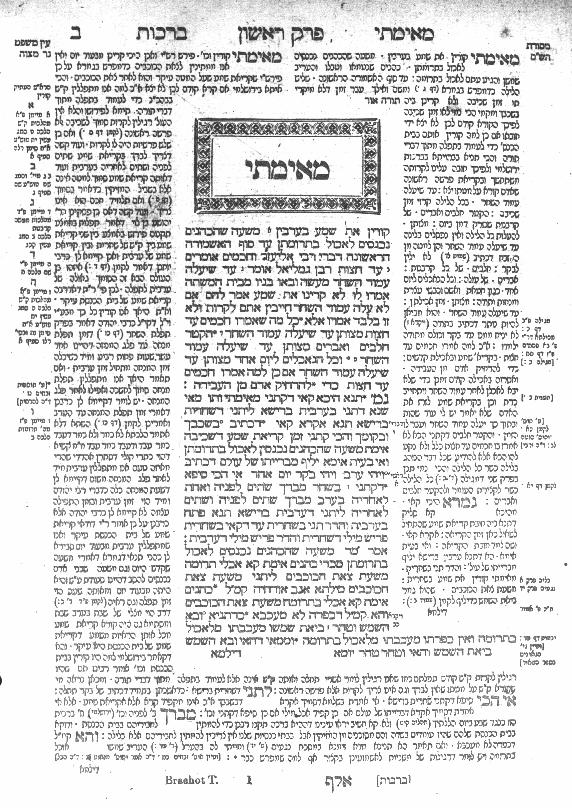
탈무드

- 토세프타: 로쉬 하샤나 2:13; 하기가 1:4; 소타 3:13, 4:12, 10:10. 3–4세기. 예: The Tosefta: Translated from the Hebrew, with a New Introduction. 야곱 노이스너 번역, 615, 665, 841, 848, 877쪽. 피바디 (매사추세츠주): 헨드릭슨 출판사, 2002.
- 예루살렘 탈무드: 베라콧 87a; 샤밧 106b; 페사힘 20b; 요마 23b; 타아닛 9b, 16b, 24b, 30a; 메길라 15b; 예바못 43b; 네다림 4a, 13a, 31b; 소타 8a; 바바 캄마 24b. 티베리아스, 이스라엘 땅, 서기 400년경. 예: Talmud Yerushalmi. 하임 말리노위츠, 이스라엘 심차 쇼르, 모데카이 마르쿠스 편집, 2, 15, 18, 21, 25-26, 30, 33, 36, 41권. 브루클린: 메소라 출판사, 2006-2018. 그리고 예: The Jerusalem Talmud: A Translation and Commentary. 야곱 노이스너 편집, 야곱 노이스너, 츠비 자하비, B. 배리 레비, 에드워드 골드만 번역. 피바디 (매사추세츠주): 헨드릭슨 출판사, 2009.
- 창세기 랍바 1:5; 4:6; 12:2; 16:5; 22:12–13; 30:8; 31:9; 33:3; 36:3; 40:6; 42:3; 43:8; 53:4; 55:6; 56:2; 60:11; 63:8, 14; 64:8; 70:11; 71:6; 76:1–2; 95 (MSV); 97:6; 100:3, 11. 이스라엘 땅, 5세기. 예: Midrash Rabbah: Genesis. 해리 프리드먼과 모리스 시몬 번역, 1권, 2, 32, 89, 130, 191–92, 236, 243, 263, 290, 331, 343, 358, 464, 486, 492쪽; 2권, 534, 565, 570, 578, 645, 657, 701–03, 919, 943, 990, 1001쪽. 런던: 손치노 출판사, 1939.
- 바빌로니아 탈무드: 베라콧 7a, 55a, 62b; 샤밧 31a, 97a; 에루빈 53a; 페사힘 39a, 50a, 116b; 요마 28b, 75a; 메길라 9a, 29a; 모에드 카탄 29a; 케투봇 111b–12a; 31b–32a, 64b–65a; 소타 5a, 9b, 11a–13a, 35a, 36b; 키두신 13a, 71a; 바바 바트라 120a; 산헤드린 101b, 106a; 훌린 92a, 127a. 사산 제국, 6세기. 예: Talmud Bavli. 이스라엘 심차 쇼르, 하임 말리노위츠, 모데카이 마르쿠스 편집, 72권. 브루클린: 메소라 출판사, 2006.

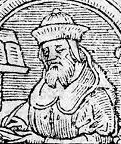
라시

### 중세 문헌
- 출애굽기 랍바 1:1–5:23. 10세기. 예: Midrash Rabbah: Exodus. S. M. 레르만 번역. 런던: 손치노 출판사, 1939.
- 라시. 주석. 출애굽기 1–6. 트루아, 프랑스, 11세기 후반. 예: Rashi. The Torah: With Rashi's Commentary Translated, Annotated, and Elucidated. 이스라엘 이세르 츠비 헤르체그 번역 및 주석, 2권, 1–51쪽. 브루클린: 메소라 출판사, 1994.

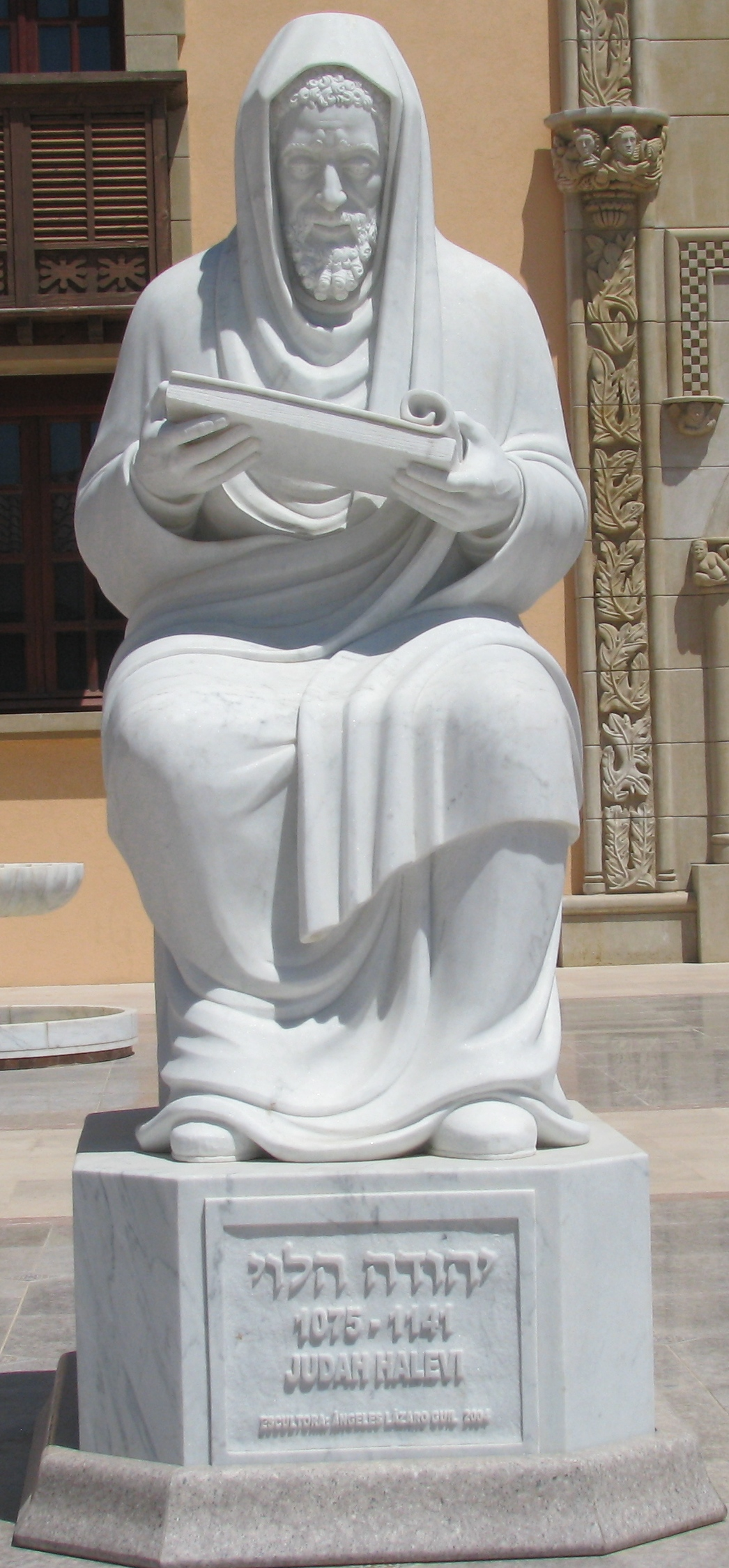
유다 하레비

- 라쉬밤. 토라 주석. 트루아, 12세기 초. 예: Rashbam's Commentary on Exodus: An Annotated Translation. 마틴 I. 록신 편집 및 번역, 9–59쪽. 애틀랜타: 스콜라즈 프레스, 1997.
- 유다 하레비. 쿠자리. 4:3, 15. 톨레도, 스페인, 1130–1140. 예: Jehuda Halevi. Kuzari: An Argument for the Faith of Israel. 헨리 슬로님스키 서문, 202, 221쪽. 뉴욕: 쇼켄, 1964.
- 아브라함 이븐 에즈라. 토라 주석. 프랑스, 1153년. 예: Ibn Ezra's Commentary on the Pentateuch: Exodus (Shemot). H. 노먼 스트릭만, 아서 M. 실버 번역 및 주석, 2권, 1–128쪽. 뉴욕: 메노라 출판사, 1996.

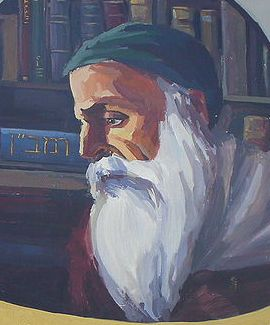
나흐마니데스

- 나흐마니데스. 토라 주석. 예루살렘, 1270년경. 예: Ramban (Nachmanides): Commentary on the Torah. 찰스 B. 차벨 번역, 2권, 3–62쪽. 뉴욕: 실로 출판사, 1973.

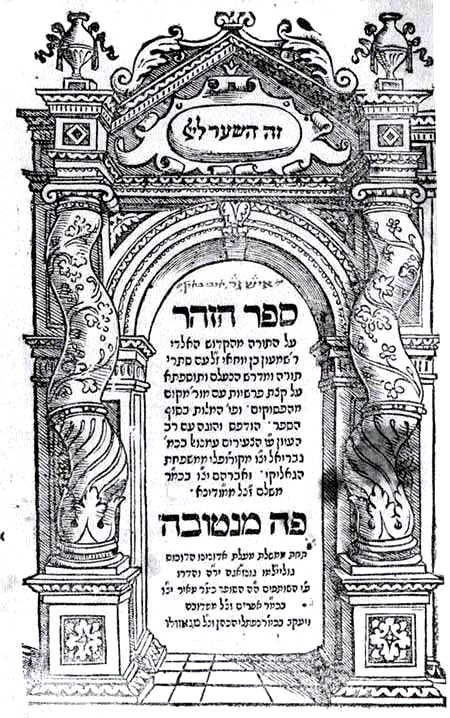
조하르

- 조하르 2:2a–22a. 스페인, 13세기 후반.
- 미드라시 하-넬람 (감춰진 미드라시). 스페인, 13세기. 예: Zohar, part 2, pages 4a–22a. 만토바, 1558–1560. 예: The Zohar: Pritzker Edition. 나단 월스키 번역 및 주석, 10권, 448–524쪽. 스탠퍼드: 스탠퍼드 대학교 출판부, 2016.
- 야곱 벤 아셰르 (바알 하-투림). 토라 주석. 14세기 초. 예: Baal Haturim Chumash: Shemos/Exodus. 엘리야후 투거 번역, 애비 골드 편집 및 주석, 2권, 513–67쪽. 브루클린: 메소라 출판사, 2000.
- 바흐야 벤 아셰르. 토라 주석. 스페인, 14세기 초. 예: Midrash Rabbeinu Bachya: Torah Commentary by Rabbi Bachya ben Asher. 엘리야후 뭉크 번역 및 주석, 3권, 739–815쪽. 예루살렘: 람다 출판사, 2003.
- 이츠하크 벤 모세 아라마. 아케다트 이츠하크 (이삭의 묶임). 15세기 후반. 예: Yitzchak Arama. Akeydat Yitzchak: Commentary of Rabbi Yitzchak Arama on the Torah. 엘리야후 뭉크 번역 및 요약, 1권, 298–31쪽. 뉴욕, 람다 출판사, 2001.

### 현대 문헌
- 이츠하크 아브라바넬. 토라 주석. 이탈리아, 1492–1509년 사이. 예: Abarbanel: Selected Commentaries on the Torah: Volume 2: Shemos/Exodus. 이스라엘 라자르 번역 및 주석, 23–84쪽. 브루클린: CreateSpace, 2015.

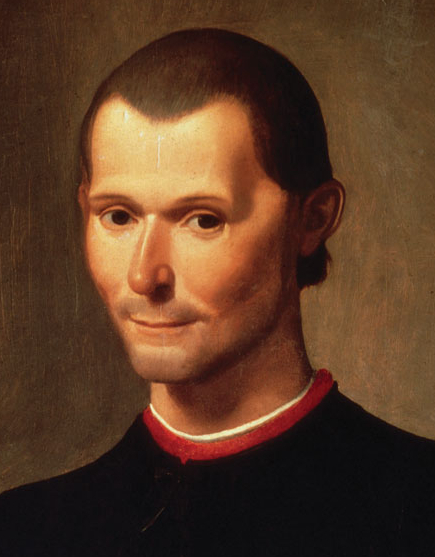
마키아벨리

- 아브라함 사바. 쩨로르 하-모르 (몰약 묶음). 페즈, 모로코, 1500년경. 예: Tzror Hamor: Torah Commentary by Rabbi Avraham Sabba. 엘리야후 뭉크 번역 및 주석, 3권, 844–94쪽. 예루살렘, 람다 출판사, 2008.
- 니콜로 마키아벨리. 군주론, 6장. 피렌체, 이탈리아, 1532년.
- 오바댜 벤 야곱 스포르노. 토라 주석. 베네치아, 1567년. 예: Sforno: Commentary on the Torah. 라파엘 펠코비츠 번역 및 설명 노트, 281–307쪽. 브루클린: 메소라 출판사, 1997.

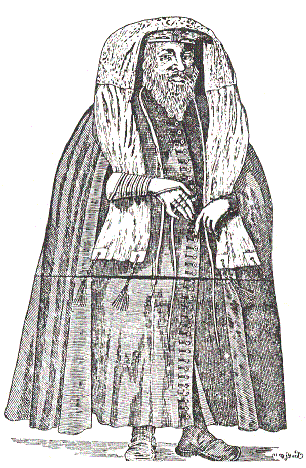
모르테이라

- 모세 알시흐. 토라 주석. 제파트, 1593년경. 예: Moshe Alshich. Midrash of Rabbi Moshe Alshich on the Torah. 엘리야후 뭉크 번역 및 주석, 2권, 336–74쪽. 뉴욕, 람다 출판사, 2000.
- 슐로모 에프라임 룬치츠. 클리 야카르. 루블린, 1602년. 예: Kli Yakar: Shemos. 엘리후 레바인 번역, 1권, 23–79쪽. 사우스필드: 타르굼 프레스/펠트하임 출판사, 2002.
- 사울 하-레비 모르테이라. "백성의 질투: 쉐모트 설교." 암스테르담, 1622년경. 마르크 사페르슈타인. Jewish Preaching, 1200–1800: An Anthology, 270–85쪽. 뉴헤이븐: 예일 대학교 출판부, 1989.

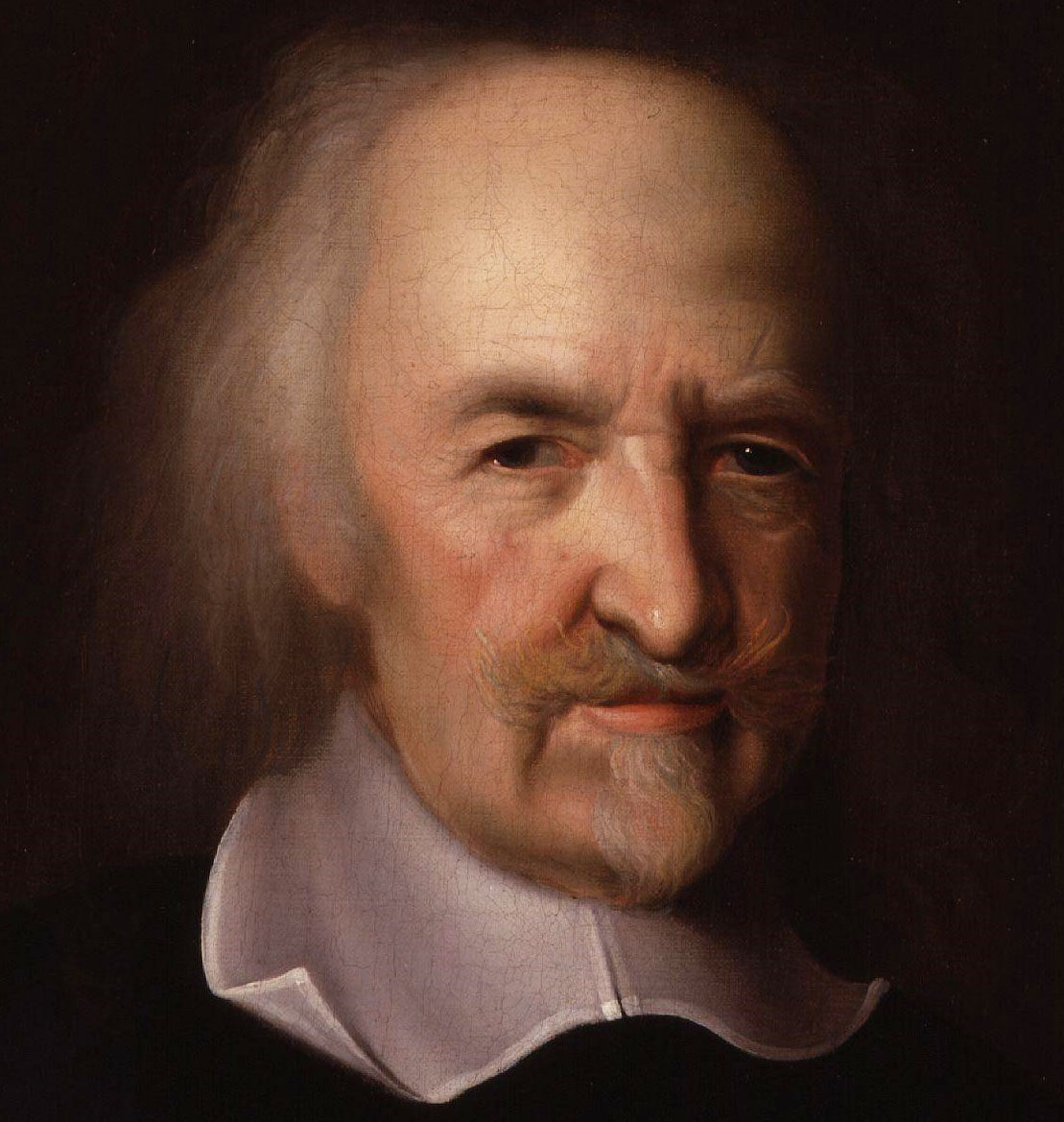
홉스

- 아브라함 예호슈아 헤셸. 토라 주석. 크라쿠프, 폴란드, 17세기 중반. 하누카트 하토라로 편집. 차노흐 헤노흐 에르존 편집. 피오트르쿠프, 폴란드, 1900년. 아브라함 예호슈아 헤셸. Chanukas HaTorah: Mystical Insights of Rav Avraham Yehoshua Heschel on Chumash. 아브라함 페레츠 프리드먼 번역, 117–24쪽. 사우스필드 (미시간주): 타르굼 프레스/펠트하임 출판사, 2004.
- 토머스 홉스. 리바이어던, 3:36, 37; 4:45. 잉글랜드, 1651년. C. B. 맥퍼슨 편집 재인쇄, 456, 460, 472, 671쪽. 햄온즈워스, 잉글랜드: 펭귄 클래식, 1982.
- 모셰 차임 루차토 메실라트 예샤림, 2장. 암스테르담, 1740년. Mesillat Yesharim: The Path of the Just, 31쪽. 예루살렘: 펠트하임, 1966년.

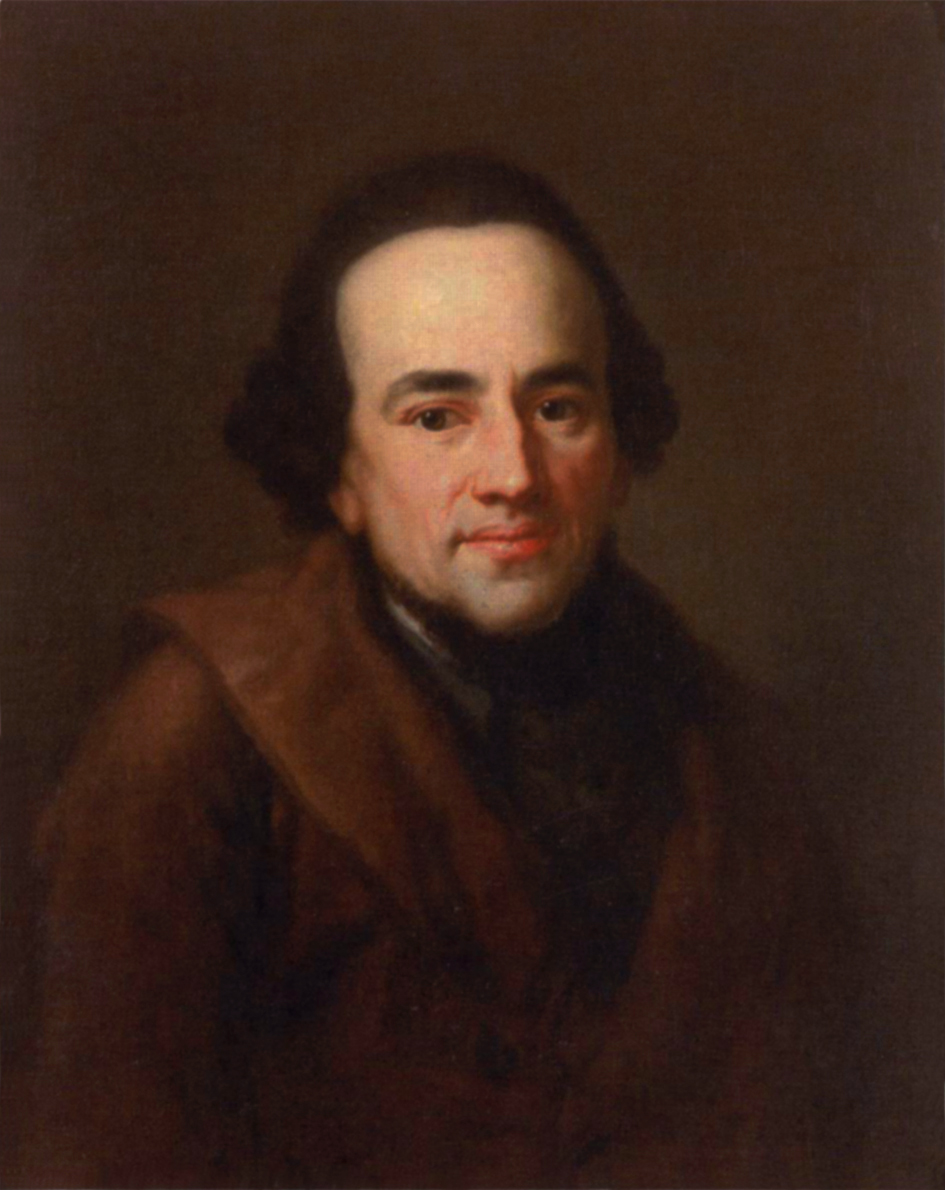
멘델스존

- 하임 이븐 아타르. 오르 하-차임. 베네치아, 1742년. Chayim ben Attar. Or Hachayim: Commentary on the Torah. 엘리야후 뭉크 번역, 2권, 441–99쪽. 브루클린: 람다 출판사, 1999.
- 모제스 멘델스존. 세페르 네티봇 하샬롬 ("비우르," 설명). 베를린, 1780–1783년. Moses Mendelssohn: Writings on Judaism, Christianity, and the Bible. 미카 고틀리브 편집, 216–19쪽. 왈덤: 브랜다이스 대학교 출판부, 2011.
- 나흐만 브레슬라프. 가르침. 우크라이나 브라슬라프, 1811년 이전. Rebbe Nachman's Torah: Breslov Insights into the Weekly Torah Reading: Exodus-Leviticus. 하임 크레이머 편찬, Y. 홀 편집, 21–55쪽. 예루살렘: 브레슬라프 연구소, 2011.

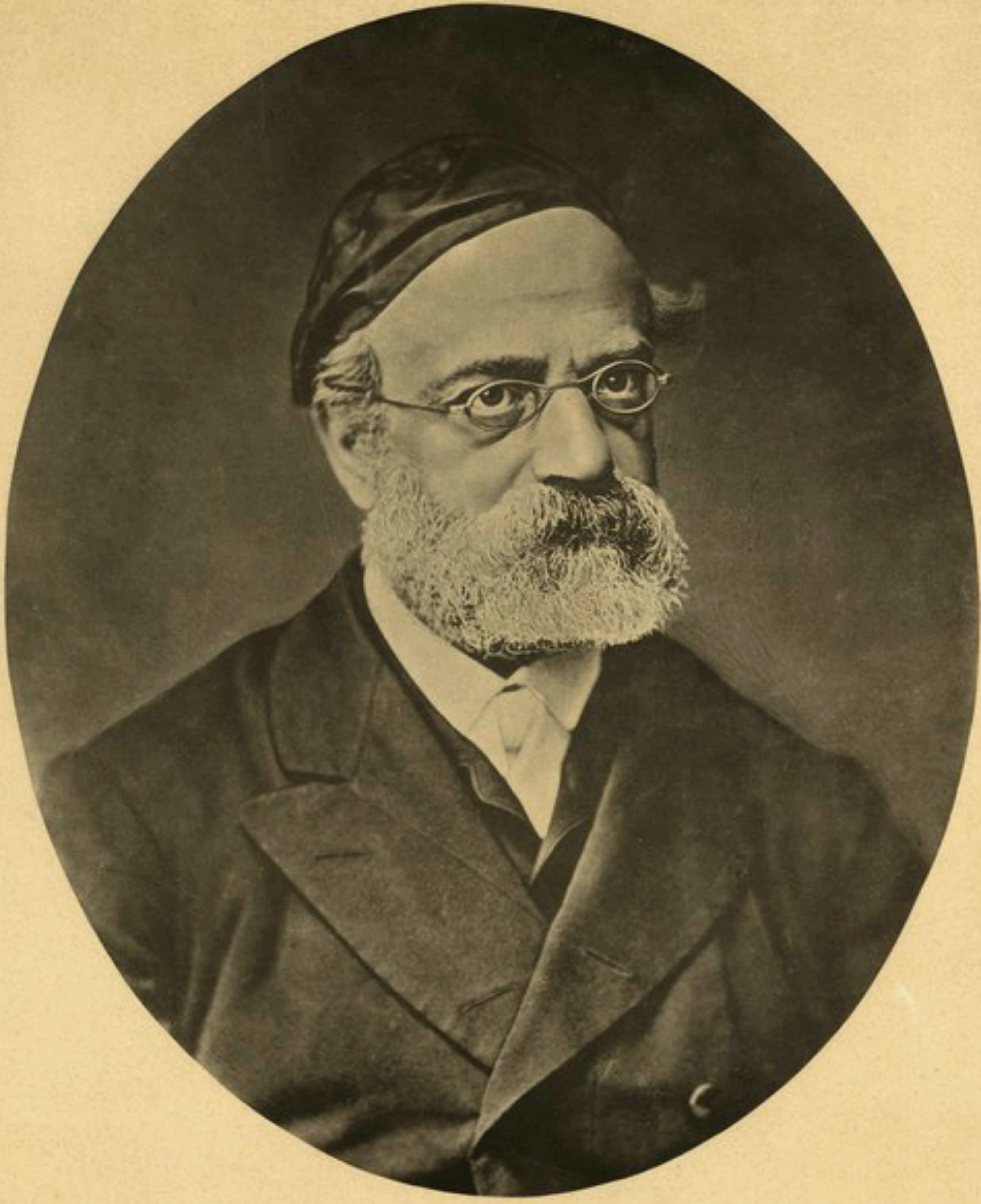
히르쉬

- 조셉 홀트 잉그레이엄. 불기둥: 또는 노예 생활 속의 이스라엘. 뉴욕: A. L. 버트, 1859년. 미시간 대학교 도서관, 학술 출판 사무소 재인쇄, 2006년.
- 삼손 라파엘 히르쉬. 펜타튜크: 출애굽기. 이사악 레비 번역, 2권, 3–63쪽. 게이츠헤드: 유대이카 프레스, 2판 1999년. 원본: Der Pentateuch uebersetzt und erklaert. 프랑크푸르트, 1867–1878년.

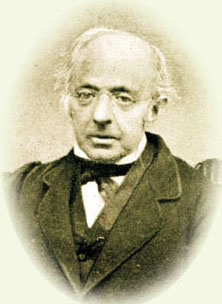
루차토

- 사무엘 다비드 루차토 (샤달). 토라 주석. 파도바, 1871년. 예: Samuel David Luzzatto. Torah Commentary. 엘리야후 뭉크 번역 및 주석, 2권, 505–60쪽. 뉴욕: 람다 출판사, 2012.

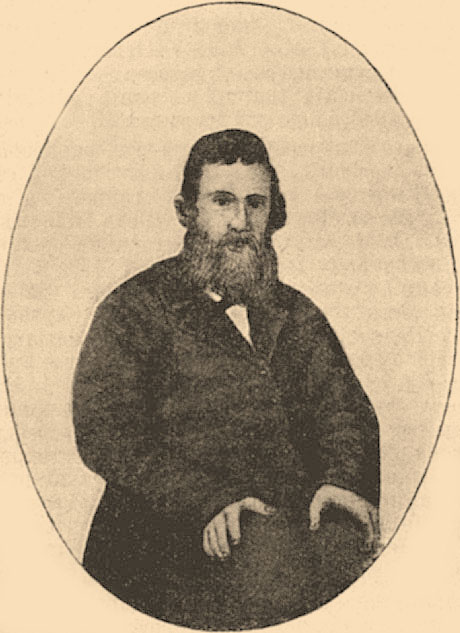
말빔

- 말빔. 토라와 계명. 바르샤바, 1874–80년. 예: Malbim: Rabbenu Meir Leibush ben Yechiel Michel. Commentary on the Torah. 츠비 파이에르 번역, 4권, 1–156쪽. 이스라엘: M.P. 프레스/힐렐 프레스, 1984년. OCLC 187452464 (1982년).
- 예후다 아리예 라이브 알터. 세파트 에멧. 고라 칼바리아 (게르), 폴란드, 1906년 이전. 아서 그린 번역 및 해석, 81–86쪽. 필라델피아: 유대 출판 협회, 1998년. 2012년 재인쇄.

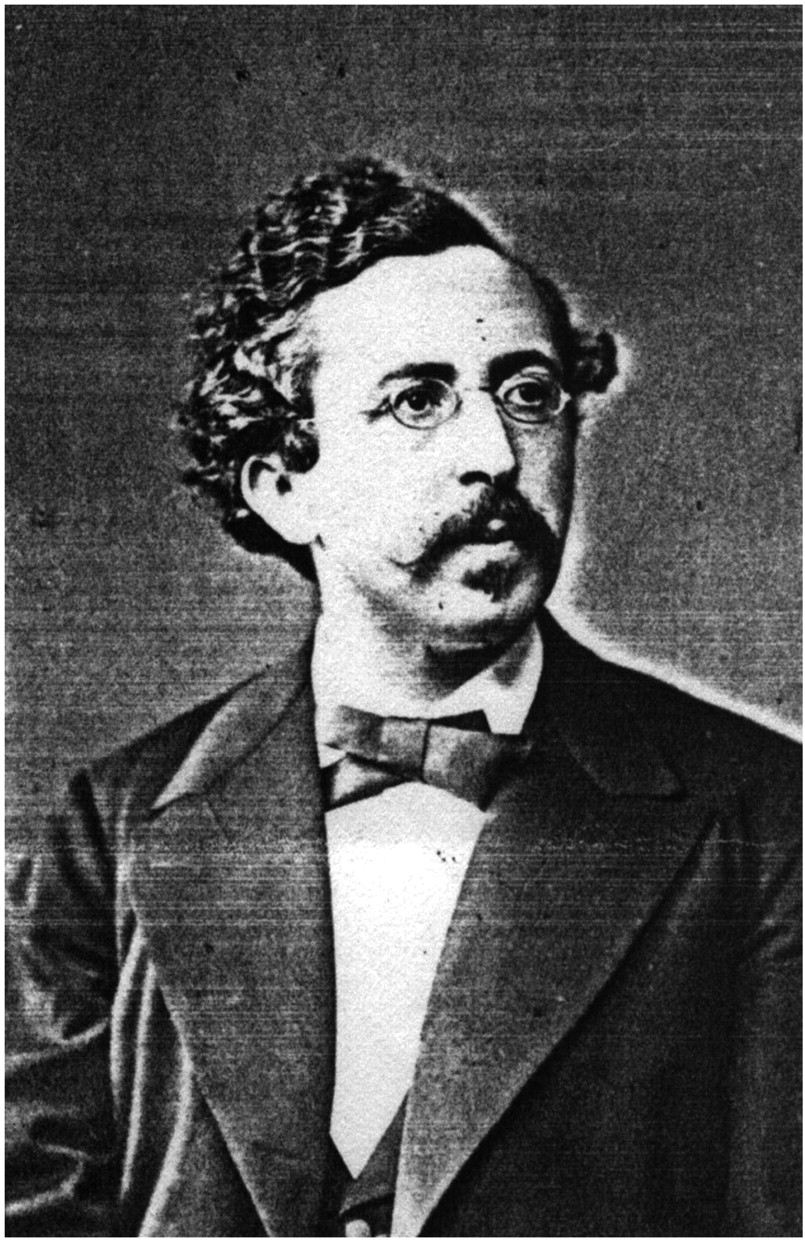
코헨

- 헤르만 코헨. 이성의 종교: 유대교의 원천에서. 시몬 카플란 번역 및 서문; 레오 스트라우스 서론 에세이, 42–43쪽. 뉴욕: Ungar, 1972년. 애틀랜타: Scholars Press, 1995년 재인쇄. 원본: Religion der Vernunft aus den Quellen des Judentums. 라이프치히: 구스타프 포크, 1919년.
- 알렉산더 앨런 스타인바흐. 안식일 여왕: 오경의 각 부분에 기반한 어린이를 위한 54가지 성경 이야기, 39–42쪽. 뉴욕: 베흐르만 유대 서점, 1936년.
- 지그문트 프로이트. 모세와 일신교. 1939년. 뉴욕: 빈티지, 1967년 재인쇄.
- 조라 닐 허스턴. 모세, 산의 남자. J.B. 리핀콧, 1939년. 하퍼 페레니얼 모던 클래식스, 2008년 재인쇄.
- 벤노 야곱. 성경의 두 번째 책: 출애굽기. 런던, 1940년. 월터 야곱 번역, 3–141쪽. 호보켄, 뉴저지: KTAV 출판사, 1992년.

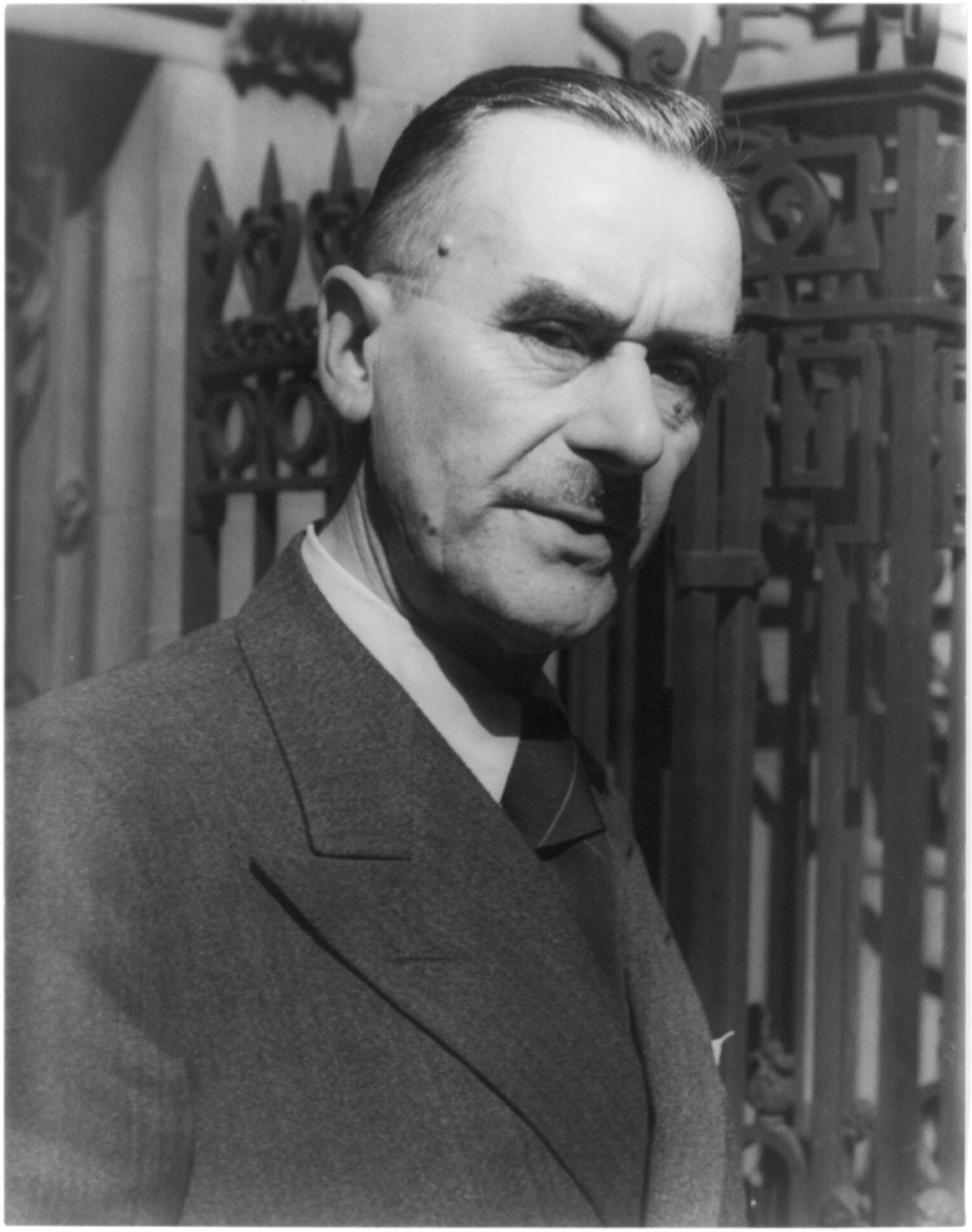
만

- 토마스 만. 요셉과 그의 형제들. 존 E. 우즈 (번역가) 번역, 101, 492–93, 729, 788, 859쪽. 뉴욕: 알프레드 A. 노프, 2005년. 원본: Joseph und seine Brüder. 스톡홀름: 베르만-피셔 페어라크, 1943년.
- 토마스 만. "너는 내 앞에 다른 신들을 두지 말지니라." 십계명, 3–70쪽. 뉴욕: 시몬 & 슈스터, 1943년.
- 도로시 클라크 윌슨. 이집트의 왕자. 필라델피아: 웨스트민스터 프레스, 1949년.
- 숄렘 아쉬. 모세. 뉴욕: 푸트남, 1951년.

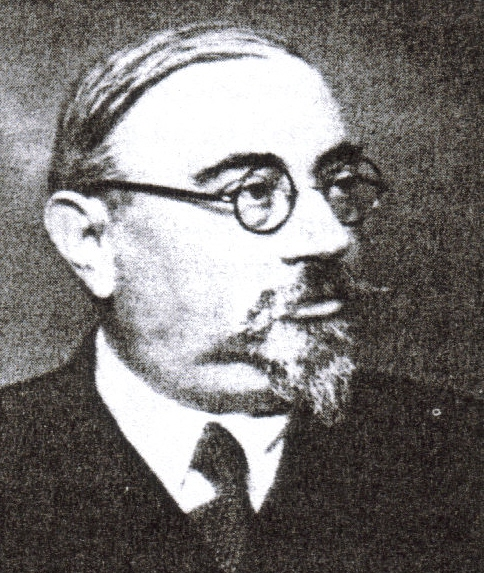
카수토

- 움베르토 카수토. 출애굽기 주석. 예루살렘, 1951년. 이스라엘 아브라함 번역, 5–75쪽. 예루살렘: 매그네스 프레스, 히브리 대학교, 1967년.

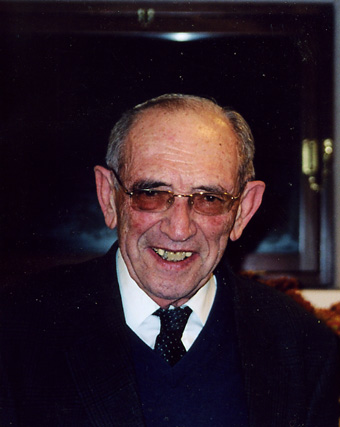
블라우

- 마르틴 부버. 모세: 계시와 언약. 뉴욕: 하퍼, 1958년. Humanity Books, 1988년 재인쇄.
- 하워드 패스트. 모세, 이집트의 왕자. 뉴욕: 크라운 출판사, 1958년.
- 마르틴 노트. 출애굽기: 주석. 존 S. 보우든 (신학자) 번역, 19–56쪽. 런던: SCM 프레스, 1962년. 원본: Das zweite Buch Mose, Exodus. 괴팅겐: 반덴후크 & 루프레흐트, 1959년.
- 도로시 M. 슬루서. 산기슭에서: 출애굽기 이야기, 9–31쪽. 필라델피아: 웨스트민스터 프레스, 1961년.
- 한스 코스말라. "피의 신랑," 베투스 테스타멘툼, 12권 (1962년): 14–28쪽.
- 버틸 알브렉트손. "출애굽기 3:14의 אֶהְיֶה אֲשֶׁר אֶהְיֶה‎ 구문에 대하여." Words and Meanings: Essays Presented to 데이비드 윈튼 토마스. 피터 R. 애크로이드, 바나바스 린다르스 편집, 15–28쪽. 케임브리지: 케임브리지 대학교 출판부, 1968년.
- 마르틴 부버. 성경에 관하여: 18가지 연구, 44–62, 80–92쪽. 뉴욕: 쇼켄 북스, 1968년.
- 모세 그린버그. 출애굽기 이해, 18–130쪽. 뉴욕: 베흐르만 하우스, 1969년.
- 롤랑 드 보. "신성한 이름 YHVH의 계시." Proclamation and Presence: Old Testament Essays in Honour of Gwynne Henton Davies. 존 I. 더럼, J. 로이 포터 편집, 48–75쪽. 런던: SCM 프레스, 1970년.
- 사무엘 샌드멜. 홀로 산 정상에서. 가든시티, 뉴욕: 더블데이, 1973년.
- A. M. 클라인. "쓴 접시." A. M. 클라인의 시집, 144쪽. 토론토: 맥그로-힐 라이어슨, 1974년.
- 제임스 S. 애커만. "모세 탄생 이야기의 문학적 맥락 (출애굽기 1–2)." Literary Interpretations of Biblical Narratives. 케네스 R.R. 그로스 루이스, 제임스, 타이어 S. 워쇼 편집, 74–119쪽. 내슈빌: 어빙돈 출판사, 1974년.

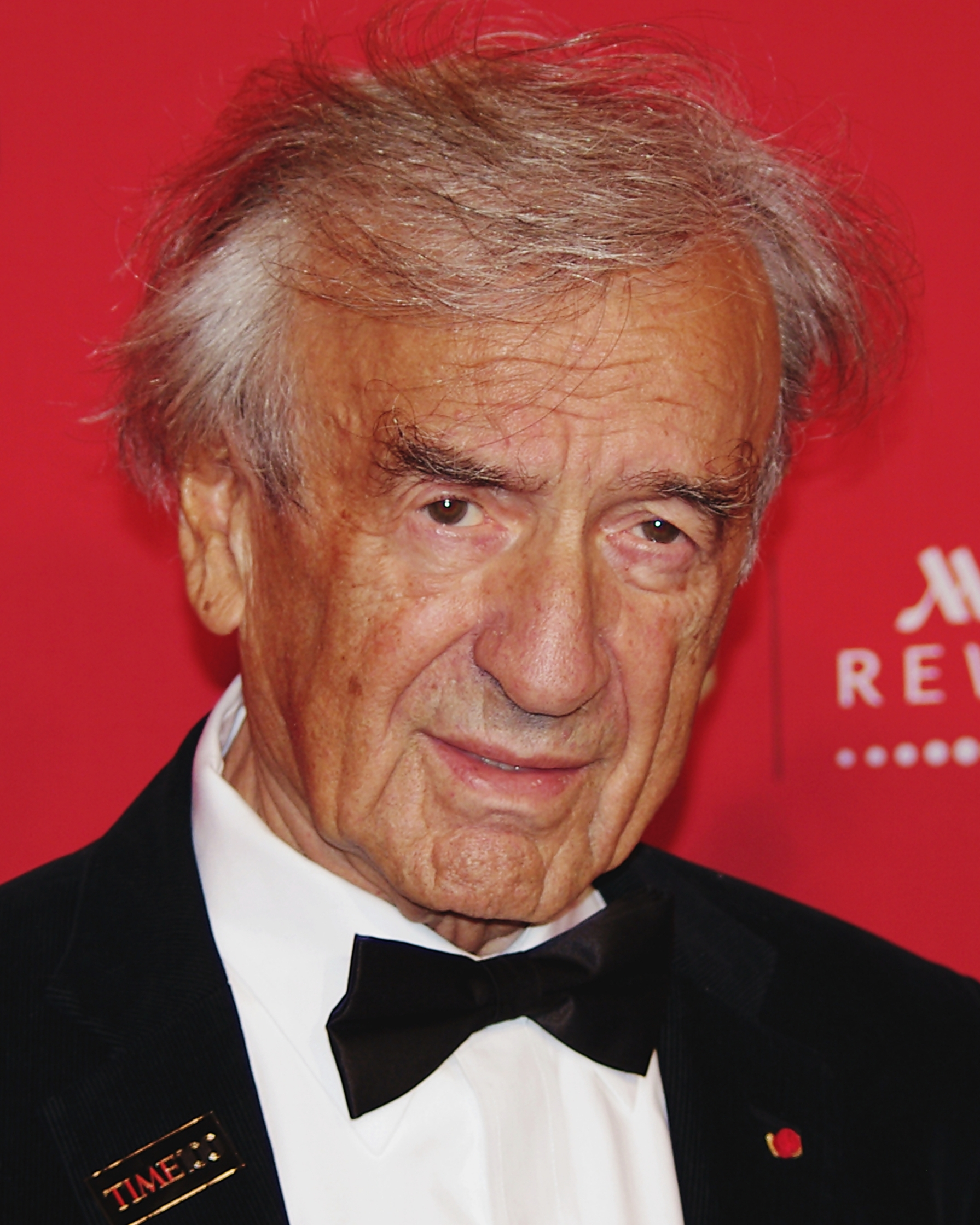
비젤

- 데이비드 다이치즈. 모세: 그 남자와 그의 비전. 뉴욕: 프레거, 1975년.
- 엘리 비젤. "모세: 지도자의 초상." 신의 사자들: 성경 인물과 전설, 174–210쪽. 뉴욕: 랜덤 하우스, 1976년.
- 마이클 피쉬베인. "출애굽기 1–4/출애굽기 주기의 서곡." 텍스트와 질감: 선택된 성경 텍스트의 정독, 63–76쪽. 뉴욕: 쇼켄 북스, 1979년.
- 로버트 R. 윌슨. "파라오의 마음이 완고해짐." 가톨릭 성경 분기별, 41권, 1호 (1979년): 18–36쪽.
- 엘리 뭉크. 토라의 부름: 모세 오경에 대한 해석과 주석의 선집. E.S. 마제르 번역, 2권, 2–73쪽. 브루클린: 메소라 출판사, 1995년. 원본: La Voix de la Thora. 파리: Fondation Samuel et Odette Levy, 1981년.
- 주디스 R. 바스킨. 파라오의 조언자들: 욥, 이드로, 발람의 랍비 및 교부 전통. 브라운 유대 연구, 1983년.
- 나훔 M. 사르나. “출애굽기 탐구: 압제.” 성경 고고학자, 49권, 2호 (1986년 6월): 68–80쪽.
- 핀차스 H. 펠리. 오늘날의 토라: 성경과의 새로운 만남, 55–58쪽. 워싱턴 D.C.: 브나이 브리트 북스, 1987년.
- 마크 겔만. 하나님은 큰 발가락을 가지고 계실까? 성경 속 이야기들에 대한 이야기, 65–71, 77–83쪽. 뉴욕: 하퍼콜린스, 1989년.
- 마크 S. 스미스. 하나님의 초기 역사: 야훼와 고대 이스라엘의 다른 신들, 10, 92, 98, 166쪽. 뉴욕: 하퍼샌프란시스코, 1990년.
- 하비 J. 필즈. 우리 시대의 토라 주석: 2권: 출애굽기와 레위기, 7–16쪽. 뉴욕: UAHC 프레스, 1991년.
- 나훔 M. 사르나. JPS 토라 주석: 출애굽기: 새로운 JPS 번역과 전통적인 히브리어 본문, 3–30, 265–68쪽. 필라델피아: 유대 출판 협회, 1991년.
- 로렌스 쿠슈너. 하나님은 이곳에 계셨고, 나는 몰랐다: 자신, 영성, 궁극적 의미 찾기, 24–25쪽. 유대인 라이츠 출판사, 1993년. (불타는 떨기나무).
- 네하마 라이보비츠. 쉐모트 (출애굽기)의 새로운 연구, 1권, 1–113쪽. 예루살렘: 하오마님 프레스, 1993년. New Studies in the Weekly Parasha로 재인쇄. 람다 출판사, 2010년.
- 일라나 파르데스. "십보라와 구원을 위한 투쟁." 성경의 반전통: 페미니스트 접근, 79–97쪽. 케임브리지, 매사추세츠: 하버드 대학교 출판부, 1993년. (출애굽기 4:24–26).
- 아론 와일다브스키. 동화 대 분리: 행정가 요셉과 성경적 이스라엘의 종교 정치, 1, 8, 13–15쪽. 뉴브런즈윅, 뉴저지: Transaction Publishers, 1993년.
- 월터 브루그만. "출애굽기." 새로운 인터프리터스 바이블. 리앤더 E. 켁 편집, 1권, 675–731쪽. 내슈빌: 어빙돈 프레스, 1994년.
- J. 셰릴 엑섬. "'모든 딸을 살려두라': 출애굽기 1:8–2:10 연구." 출애굽기에서 신명기까지의 페미니스트 동반자. 아탈리아 브레너 편집, 37–61쪽. 셰필드: JSOT 프레스, 1994년. Bloomsbury T&T Clark, 2000년 재인쇄.
- 샌디 아이젠버그 사소. 하나님의 이름으로. 우드스톡, 버몬트: 유대인 라이츠 출판사, 1994년.
- 주디스 S. 안토넬리. "요케베드와 미리암." 하나님의 형상으로: 토라에 대한 페미니스트 주석, 137–45쪽. 노스베일: 제이슨 아론슨, 1995년.
- 엘렌 프랭클. 미리암의 다섯 권의 책: 토라에 대한 여성의 주석, 93–101쪽. 뉴욕: G. P. 푸트넘스 선즈, 1996년.
- W. 군터 플라우트. 하프타라 주석, 122–30쪽. 뉴욕: UAHC 프레스, 1996년.
- 월터 왕게린 주니어. 하나님의 책: 소설로서의 성경, 101–11쪽. 그랜드래피즈: 존더반, 1996년.
- 얀 아스만. 이집트인 모세: 서구 일신교에서 이집트의 기억. 하버드 대학교 출판부, 1997년.
- 여정의 시작: 토라에 대한 여성 주석을 향하여. 에밀리 H. 파이겐슨 편집, 61–111, 153–55쪽. 개혁 유대교 여성, 사원 자매회 연맹, 1997년.

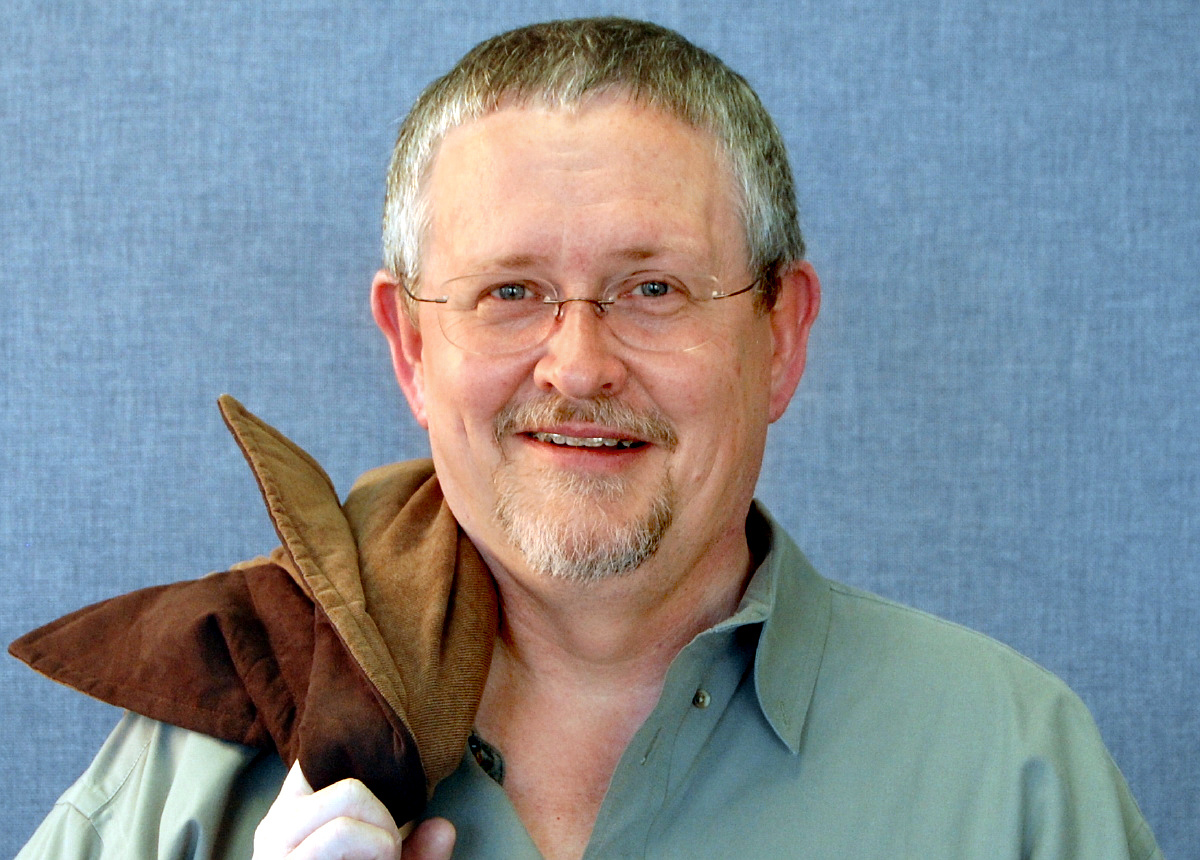
카드

- 소렐 골드버그 로브, 바바라 빈더 캐든. 토라 가르치기: 통찰과 활동의 보물, 87–93쪽. 덴버: A.R.E. 출판, 1997년.
- 오슨 스콧 카드. 돌판. 솔트레이크시티: 데저렛 북 컴퍼니, 1998년.
- 조나단 키르쉬. 모세: 삶. 뉴욕: 발렌타인, 1998년.
- 제이콥 밀그롬. 레위기 1–16, 3권, 747쪽. 뉴욕: 앵커 바이블, 1998년. (피의 신랑).
- 윌리엄 H.C. 프로프. 출애굽기 1–18, 2권, 119–261쪽. 뉴욕: 앵커 바이블, 1998년.
- 엘리 비젤. "권력의 고통, 모세의 이야기." Great Figures of the Bible, 5부. 뉴욕: 예일 로 필름, 1998년.
- 레이첼 아델만. "아셀의 딸 세라: 여가수, 시인, 지혜로운 여인." 어머니들의 토라: 현대 유대 여성들이 고전 유대 텍스트를 읽다. 오라 위스킨드 엘퍼, 수잔 핸델만 편집, 218–43쪽. 뉴욕 및 예루살렘: 우리움 출판사, 2000년.
- 출애굽기에서 신명기까지: 성경의 페미니스트 동반자 (제2시리즈). 아탈리아 브레너 편집, 14, 21–31, 33–34, 37, 39–40, 47–50, 52–53, 56, 59, 75–77, 83–87, 89, 92–96, 98–99, 101, 105, 107, 117, 159, 163–64, 196, 198쪽. 셰필드: 셰필드 아카데믹 프레스, 2000년.
- 오라 위스킨드 엘퍼. "출애굽기와 이츠비카 랍비 야아코브의 가르침에 나타난 여성성." 어머니들의 토라: 현대 유대 여성들이 고전 유대 텍스트를 읽다. 오라 위스킨드 엘퍼, 수잔 핸델만 편집, 447–70쪽. 뉴욕 및 예루살렘: 우리움 출판사, 2000년.
- 브리나 조체베드 레비. "모세: 젊은 지도자의 초상." 어머니들의 토라: 현대 유대 여성들이 고전 유대 텍스트를 읽다. 오라 위스킨드 엘퍼, 수잔 핸델만 편집, 398–429쪽. 뉴욕 및 예루살렘: 우리움 출판사, 2000년.
- 브렌다 레이. 산파의 노래: 모세 탄생 이야기. 포트 세인트 조, 플로리다: 카마이클 프레스, 2000년.

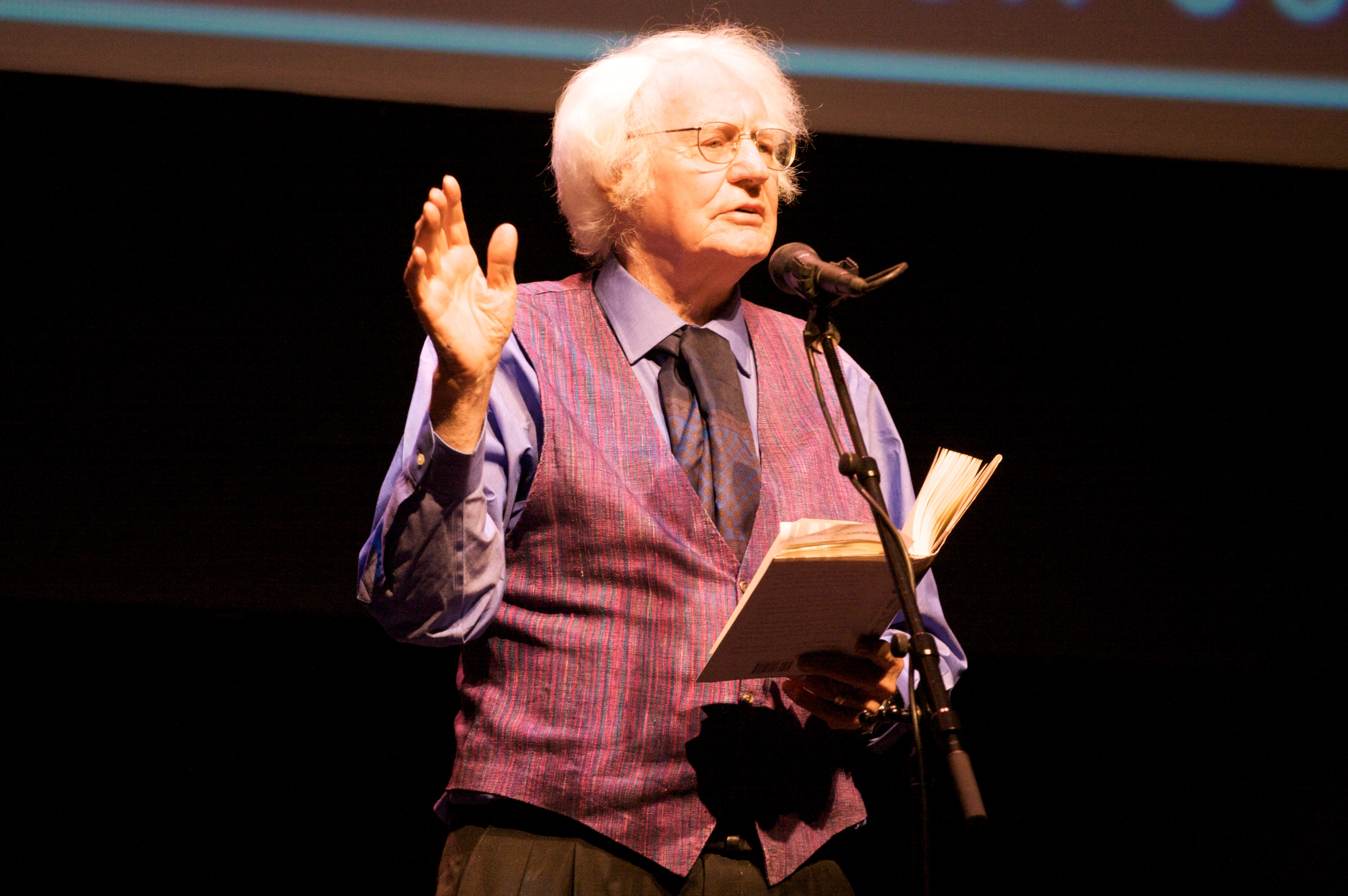
블라이

- 로버트 블라이. "모세의 요람." 밤에 아브라함이 별들에게 불렀다: 시집, 9쪽. 뉴욕: 하퍼콜린스/페레니얼, 2001년.
- 아비바 고틀리브 존베르그. 황홀경의 특이성: 출애굽기에 대한 성찰, 17–80쪽. 뉴욕: 더블데이, 2001년.
- 라이니 블룸 코건, 주디 와이즈. 하프타라 가르치기: 배경, 통찰력, 전략, 244–52, 364–73쪽. 덴버: A.R.E. 출판, 2002년.
- 마이클 피쉬베인. JPS 성경 주석: 하프타롯, 80–87, 255–62쪽. 필라델피아: 유대 출판 협회, 2002년.
- 조엘 코헨. 모세: 회고록. 마와, 뉴저지: 폴리스트 프레스, 2003년.
- 오그든 고엘레트. "모세의 이집트 이름." 성경 평론, 19권, 3호 (2003년 6월): 12–17, 50–51쪽.
- 루벤 해머. 오르 하대쉬: 시두르 심 샬롬의 안식일과 축제 주석, 30쪽. 뉴욕: 랍비 협회, 2003년. (하나님의 이름).
- 스콧 N. 모르샤우저. “토기장이의 물레와 임신: 출애굽기 1:16에 대한 주석.” 비블리카, 87권, 3호 (2003년 겨울): 731–33쪽.
- 로버트 알터. 모세 오경: 주석이 있는 번역, 307–38쪽. 뉴욕: W.W. 노튼 & 코, 2004년.
- 제프리 H. 티가이. "출애굽기." The Jewish Study Bible. 아델레 베를린, 마크 츠비 브렛러 편집, 107–15쪽. 뉴욕: 옥스퍼드 대학교 출판부, 2004년.
- 마렉 할터. 십보라, 모세의 아내, 1–245쪽. 뉴욕: 크라운, 2005년.
- 교수들이 파라샤에 대하여: 주간 토라 읽기 연구. 라이브 모스코비츠 편집, 89–93쪽. 예루살렘: 우리움 출판사, 2005년.
- 레베카 콘. 바다까지 칠 일: 출애굽의 장편 소설. 뉴욕: 러기드 랜드, 2006년.
- 로렌스 쿠슈너. 카발라: 사랑 이야기, 78, 112쪽. 뉴욕: 모건 로드 북스, 2006년.
- 케빈 맥고우. “출산 벽돌, 토기장이의 물레, 출애굽기 1,16.” 비블리카, 87권, 3호 (2006년): 305–18쪽.
- 군터 플라우트. 토라: 현대 주석: 개정판. 데이비드 E. 스턴 편집 개정판, 343–78쪽. 뉴욕: 유대교 개혁 연합, 2006년.
- 수잔 A. 브로디. "토라 스파크"와 "성스러운 땅." Dancing in the White Spaces: The Yearly Torah Cycle and More Poems, 11, 75쪽. 셸비빌, 켄터키: 황무지 프레스, 2007년.

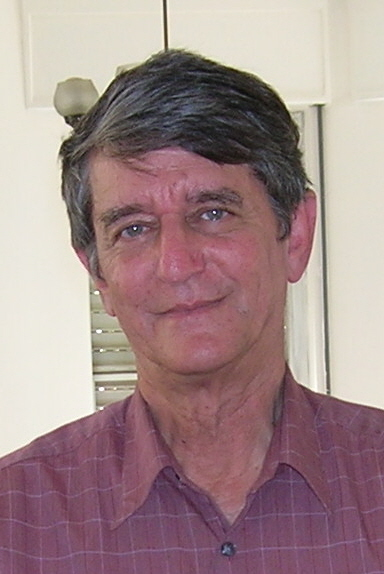
쿠겔

- 제임스 쿠겔. 성경을 읽는 법: 성경 안내, 그때와 지금, 60, 65, 159, 198–216, 365, 425, 440, 533, 550, 562, 571, 578쪽. 뉴욕: 프리 프레스, 2007년.
- 조셉 블렌킨솝. “미디안-케나이트 가설 재방문과 유다의 기원.” 구약성서 연구 저널, 33권, 2호 (2008년 12월): 131–53쪽.

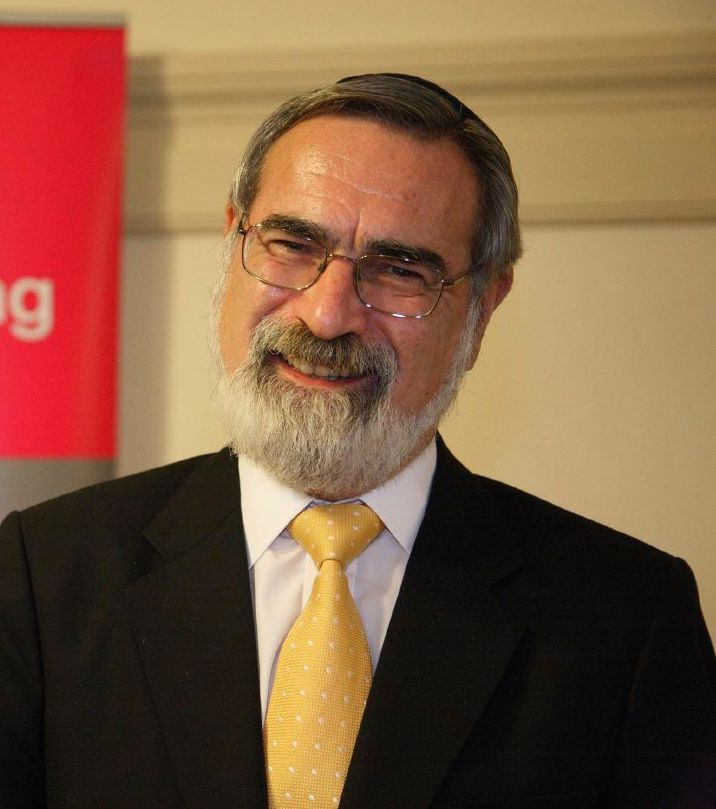
삭스

- 슈무엘 골딘. 토라 텍스트 잠금 해제: 주간 파샤 속 깊은 여정: 슈모트, 1–35쪽. 예루살렘: 게펜 출판사, 2008년.
- 토라: 여성의 주석. 타마라 콘 에스케나지, 안드레아 L. 와이스 (랍비) 편집, 305–30쪽. 뉴욕: URJ 프레스, 2008년.
- 토마스 B. 도즈맨. 출애굽기 주석, 55–159쪽. 그랜드래피즈: 윌리엄 B. 에르드만스 출판사, 2009년.
- 루벤 해머. 토라에 들어가기: 주간 토라 부분 서문, 77–82쪽. 뉴욕: 게펜 출판사, 2009년.
- 에드워드 M. 케네디. 참된 나침반, 190–91쪽. 뉴욕: Twelve, 2009년. (압살롬 윌리스 로버트슨 상원의원의 파라오 딸이 모세를 찾은 것에 대한 해석).
- 엘리엇 쿠클라. "사회 변화를 위한 소음 만들기: 파라샤 쉐모트 (출애굽기 1:1–6:1)." Torah Queeries: 히브리어 성경에 대한 주간 주석. 그렉 드링크워터, 조슈아 레서, 데이비드 쉬니어 편집; 주디스 플라스코프 서문, 75–79쪽. 뉴욕: 뉴욕 대학교 출판부, 2009년.
- 앨리샤 조 라빈스. "눈/전갈과 거미." Girls in Trouble. 뉴욕: JDub Music, 2009년. (어린 모세를 지켜보는 미리암).
- 브루스 웰스. "출애굽기." Zondervan Illustrated Bible Backgrounds Commentary. 존 H. 월톤 편집, 1권, 165–82쪽. 그랜드래피즈: 존더반, 2009년.
- 닉 와이엇. “할례와 상황: 고대 이스라엘과 우가릿의 남성 성기 절단.” 구약성서 연구 저널, 33권, 4호 (2009년 6월): 405–31쪽. (출애굽기 4:24–26).
- 레베카 G.S. 이드스트롬. “에스겔서에 나타난 출애굽기의 메아리.” 구약성서 연구 저널, 33권, 4호 (2009년 6월): 489–510쪽. (출애굽기에서 발견되는 에스겔서의 모티프, 즉 부르심 이야기, 신성한 만남, 포로 생활, 표적, 재앙, 심판, 구원, 성막/성전 등이 다루어진다.).
- 조나단 P. 번사이드. “출애굽기와 피난처: 성경 법과 서술의 관계 밝히기.” 구약성서 연구 저널, 34권, 3호 (2010년 3월): 243–66쪽. (출애굽기 2:11–22).
- 이단 데르쇼비츠. “기름과 꿀이 흐르는 땅.” 베투스 테스타멘툼, 60권, 2호 (2010년): 172–76쪽.
- 브래드 엠브리. “모세의 위협: 출애굽기 4:24–26의 새로운 해석을 향하여.” 베투스 테스타멘툼, 60권, 2호 (2010년): 177–96쪽.
- 장-피에르 손넷. “에흐예 아셰르 에흐예 (출애굽기 3:14): 긴장감, 호기심, 놀라움 속에서 하나님의 서술적 정체성.” 시학 투데이, 31권, 2호 (2010년 여름): 331–51쪽.
- 줄리 캐드월러더-스타우브. 기쁨. Face to Face: A Poetry Collection. 드림시커 북스, 2010년. ("젖과 꿀이 흐르는 땅").
- 아담 J. 하웰. “출애굽기 4:24–26의 모세의 맏아들을 '피의 친척'으로.” 구약성서 연구 저널, 35권, 1호 (2010년 9월): 63–76쪽.
- 스튜어트 라신. “모든 것이 내게 속한다: 거룩함, 위험, 창세기 이후 세계의 신성한 왕권.” 구약성서 연구 저널, 35권, 1호 (2010년 9월): 31–62쪽. (출애굽기 3; 4:24–26).

- 에이드리안 리빈. “안과 밖: 이드로, 미디안인, 그리고 성경적 타자의 구성.” 구약성서 연구 저널, 34권, 4호 (2010년 6월): 395–417쪽.
- 조나단 삭스. 언약과 대화: 유대 성경 주간 읽기: 출애굽기: 구원의 책, 19–40쪽. 예루살렘: 매기드 북스, 2010년.

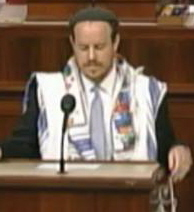
헤르츠펠트

- 슈무엘 헤르츠펠드. "고집 센 남편에게는 변명의 여지가 없다." Fifty-Four Pick Up: Fifteen-Minute Inspirational Torah Lessons, 73–79쪽. 예루살렘: 게펜 출판사, 2012년.
- 존 마쿠지나. “법률 문제에 대한 문학적 해결책: 출애굽기 2:13–14이 출애굽기 21:22–23에 기여한 바.” 구약성서 연구 저널, 37권, 2호 (2012년 12월): 151–65쪽.
- 토라 미에치온: 타나크의 새로운 읽기: 슈모트. 에즈라 빅, 야코브 비즐리 편집, 1–59쪽. 예루살렘: 매기드 북스, 2012년.
- 월터 브루그만. "진실은 권력에 말한다: 모세." 진실은 권력에 말한다: 성경의 반문화적 본성, 11–42쪽. 루이빌, 켄터키: 웨스트민스터 존 녹스 프레스, 2013년. (파라오는 날것의, 절대적인, 세속적 권력을 구현하는 은유이다).
- 마틸데 프레이. “이집트의 안식일? 출애굽기 5장 고찰.” 구약성서 연구 저널, 39권, 3호 (2015년 3월): 249–63쪽.
- 데이비드 페티트. “주님께서 모세를 죽이려 하실 때: 출애굽기 4:24–26을 문학적 맥락에서 읽기.” 구약성서 연구 저널, 40권, 2호 (2015년 12월): 163–77쪽.
- 조나단 삭스. 리더십 교훈: 유대 성경 주간 읽기, 61–65쪽. 뉴밀포드, 코네티컷: 매기드 북스, 2015년.
- 데이비드 포어만. 당신이 놓칠 뻔한 출애굽기. 알레프 베타 프레스, 2016년.
- "히타이트인: 전통과 역사 사이." 성경 고고학 평론, 42권, 2호 (2016년 3월/4월): 28–40, 68쪽.
- 장-피에르 이스부츠. 성경 고고학: 창세기부터 로마 시대까지의 위대한 발견, 80–103쪽. 워싱턴 D.C.: 내셔널 지오그래픽, 2016년.
- 조나단 삭스. 윤리 에세이: 유대 성경 주간 읽기, 79–83쪽. 뉴밀포드, 코네티컷: 매기드 북스, 2016년.
- 케네스 시스킨. 토라에 대하여 생각하기: 철학자가 성경을 읽다, 71–84쪽. 필라델피아: 유대 출판 협회, 2016년.
- 샤이 헬드. 토라의 심장, 1권: 주간 토라 부분 에세이: 창세기와 출애굽기, 123–33쪽. 필라델피아: 유대 출판 협회, 2017년.
- 제임스 L. 쿠겔. 위대한 변화: 성경 시대에 하나님을 만나다, 6, 15, 29, 139, 164, 349, 384쪽. 보스턴: 호튼 미플린 하코트, 2017년.

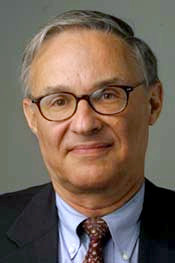
카스

- 스티븐 레비, 사라 레비. JPS 라시 토라 주석, 41–43쪽. 필라델피아: 유대 출판 협회, 2017년.
- 티나 다이크스틴 닐센. “모세의 기억: 장르를 통한 조사.” 구약성서 연구 저널, 41권, 3호 (2017년 3월): 287–312쪽.
- 페카 핏카넨. “고대 이스라엘 인구 경제: 게르, 토샤브, 나크리, 카라트와 정착 식민지 범주.” 구약성서 연구 저널, 42권, 2호 (2017년 12월): 139–53쪽.
- 레온 카스. 하나님의 나라 세우기: 출애굽기 읽기, 21–107쪽. 뉴헤이븐: 예일 대학교 출판부, 2021년.

### 텍스트
- 마소라 본문 및 1917 JPS 번역
- 파라샤 성가 듣기
- 파라샤 히브리어 읽기 듣기